# Albares de la Ribera
Albares de la Ribera es una localidad española que forma parte del municipio de Torre del Bierzo, en la comarca de El Bierzo, zona geográfica o demarcación Bierzo Alto, en la provincia de León, comunidad autónoma de Castilla y León. Asimismo, pertenece al partido judicial de Ponferrada y a la diócesis de Astorga.

## Toponimia
En cuanto al origen toponímico de Albares de la Ribera, se ha de indicar que, en las primeras referencias documentales que se tienen, no consta la segunda parte del nombre, es decir, la villa es simplemente Albares. Fray Pablo Rodríguez (monje paleógrafo de Sahagún que trabajó en el Archivo de Astorga hasta su destrucción en 1810) reseña su existencia en el año 877. De ese año era un documento (hoy perdido) en el que se hablaba de la villa refiriéndose a ella simplemente como Albares.
Para explicar el origen toponímico del nombre de Albares, se han propuesto varias interpretaciones y ha de tenerse en cuenta que es necesario acercarse a la toponimia con cautela pues, aunque se cumplen, en general, las normas fonéticas que rigen la evolución de las lenguas, por ser nombres propios, en ocasiones evolucionan poco y otras veces, por el contrario, se provoca un mayor desgaste debido al uso intenso a que se someten. Además, cuando cambia la lengua de los hablantes, es frecuente que se produzcan cruces semánticos y fónicos debido a la atracción que generan las palabras fonéticamente próximas.
Otro problema que afecta en este caso, es el hecho de que, aunque se encuentre un topónimo latinizado, ello no quiere decir que ese sea su origen etimológico ya que los copistas medievales ya hablaban romance y, cuando latinizan el nombre de un lugar, simplemente dan su interpretación personal (no siempre exacta). Además, al tratarse de copias manuscritas, están sometidas a error y a la dificultad de transcribir fonemas de la lengua vulgar que, en ocasiones, no existen en la lengua culta.
Se dan varias interpretaciones para el origen del topónimo Albares:
- Para Rivas Quintas, procede de la raíz indoeuropea alb-/alp- que significa monte o altura y que, en latín medieval, generó la voz albare que significa desnivel o terraplén.[3] Quizás, alb-/alp- podría haber estado acompañada del término indoeuropeo barra, que, como nos indica Gutierre Tibón, significa vallado hecho con tablas o fortaleza. Estas dos raíces se combinarían para referirse a un asentamiento fortificado que hubiera estado en esos montes.[4]
- Du Cange recoge la forma medieval albare y la traduce como zanja, empalizada, significado relacionado con el que consignan Rivas Quintas y Gutierre Tibón.[5]
- El término latino albar es un adjetivo derivado de albo, cuyo significado es blanquecino, y que deriva del latín album (blanco). Incluso hoy, la RAE define albar como Terreno de secano, y especialmente tierra blanquecina en altos y lomas. Se puede haber dado un cruce semántico, debido a la proximidad fonética, entre el topónimo prerromano y el término latino. Además, se ha de tener en cuenta que la villa de Albares de la Ribera está rodeada de altas montañas que, debido a las nieves, acostumbran a ser blancas. Por otro lado, la proximidad al río Boeza y la actual abundancia de chopos hace que se pueda pensar en un fitotopónimo del Populus alba (no obstante, Navaza descarta esta idea).[6]
- No se puede olvidar la posibilidad de que, desde el prerromano, evolucionase hacia un nombre relacionado con la voz latina albaris, cuyo significado es yeso o estuco y que deriva del latín albus, blanco.[7] Quizás se tratase de un lugar donde abundasen los artesanos yeseros (albarius en latín) o en el que se hubiera empleado profusamente este material.

Por tanto, se puede resolver el problema del origen del nombre de la villa buscando sus raíces en términos prerromanos que, tras la ocupación romana, sufrieron cambios o evolucionaron hacia formas latinizadas que, prácticamente, se conservan intactos hasta hoy.
Por otro lado, es evidente que la coletilla de la Ribera se debe a que la villa se halla ubicada en la ribera del río Boeza y esto admite poca discusión al respecto. Hasta la reforma de la nomenclatura municipal de 1916 el municipio se llamaba simplemente Albares. En dicha fecha su nombre fue modificado por el de Albares de la Ribera. El 12 de julio de 1916, a propuesta de la Real Sociedad Geográfica, se publicó, en el Boletín Oficial de la provincia de León, el cambio de la denominación del municipio.

### Relación histórica
Es destacable que, como ya se ha comentado, la primera aparición de la villa de la que se tiene constancia en un documento es del año 877. Sin embargo, el hecho de que el nombre de la villa provenga de un término prerromano, hace pensar que este asentamiento podría remontarse a tiempos anteriores a la invasión romana. Quizás podría haber habido un asentamiento celta en terrenos de la villa cerca de la confluencia de los ríos Boeza y Tremor.

## Geografía
Se trata de un núcleo de población pequeño con gran arraigo a sus tradiciones situado en una zona de transición entre las montañas que rodean la cuenca de El Bierzo y la vega central de la comarca.
Sus terrenos limitan al norte y al oeste con el municipio de Bembibre, al este con el municipio de Folgoso de la Ribera y al sur, en el valle del río Tremor, con los terrenos de otros pueblos del municipio.

### Ubicación
Perteneciente a la comarca tradicional de Bueza, se asienta sobre una de las laderas que constituyen el valle del río Boeza, entre los pueblos de Las Ventas de Albares (al oeste) y La Ribera de Folgoso (al este), muy próximo a las carreteras Autovía  A-6 , Nacional  N-VI  y  LE-461 .

### Hidrografía

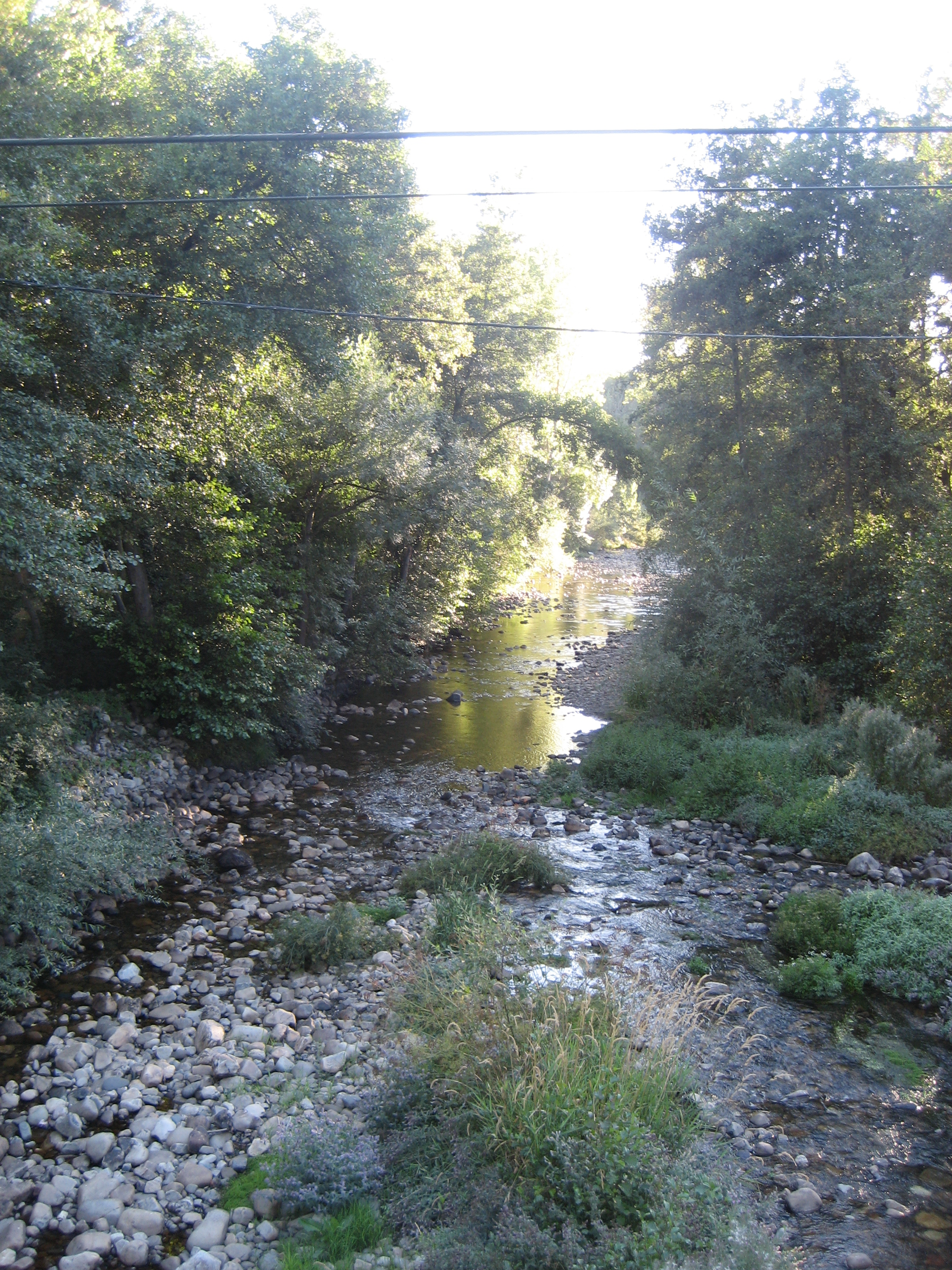
Vista del río Boeza en verano a su paso por Albares de la Ribera

Se encuentra ubicado en la cuenca fluvial del río Boeza, este no atraviesa el casco urbano de la villa, aunque cruza (este-oeste) los terrenos del pueblo, no obstante, existe una amplia red de canalizaciones y acequias que distribuyen el agua por las zonas alejadas del río.
Esta red recoge el agua directamente del río en la presa de la Villa, desde allí, a través de una amplia acequia (popularmente denominada reguera debido a que, originalmente, estaba construida con tierra), a través de regueros y otras canalizaciones, se distribuye el agua para riego u otros fines.
El agua corriente de la villa es recogida de las fuentes pero, en caso de ser necesario, puede ser tomada de la reguera y llevada, mediante bombas, hasta los depósitos, dónde será tratada para su consumo.
Como es frecuente en otros muchos pueblos de montaña, existen una gran cantidad de fuentes naturales y manantiales, si bien es cierto que la construcción de la autovía y algunas actividades comerciales relacionadas con este líquido están mermando el poderío y vigor de algunas vías de agua tradicionales o contaminando su pureza.

### Clima
Se clasifica como clima mediterráneo continentalizado con influencias de montaña. Se caracteriza por un régimen de precipitaciones importante durante el invierno, la primavera y el otoño (propio del clima mediterráneo), y con una gran variación entre las temperaturas invernales y estivales (propio del clima continental). Asimismo, se ve muy influenciado por la cercana presencia de los Montes de León y la Cordillera Cantábrica.
En invierno, son muy frecuentes las heladas y las precipitaciones (en ocasiones en forma de nieve), con vientos, generalmente moderados, sobreenfriados debido a la cercanía de las cumbres nevadas.
Los veranos son cortos y calurosos, aunque la temperatura desciende de manera notable durante las horas nocturnas (lo cual permite dormir confortablemente), con precipitaciones escasas. Se producen, en ocasiones, breves tormentas, generalmente con gran aparato eléctrico, que pueden descargar precipitaciones, incluso en forma de granizo.
La primavera y el otoño son estaciones claramente de transición en las que las temperaturas van variando progresivamente pero con abundantes precipitaciones.

## Historia

### Prehistoria
En El Bierzo no ha habido destacables trabajos de investigación o excavaciones relacionados con las culturas prehistóricas y, evidentemente, esto es extensible a los terrenos que, actualmente, ocupa la villa de Albares de la Ribera. No obstante, se han producido algunos descubrimientos que deben, en todo caso, catalogarse como accidentales, aunque ello no les resta relevancia. Esta falta de trabajo arqueológico repercute en un escaso conocimiento de la era prehistórica.

#### Paleolítico
La presencia de homínidos en la zona data, al menos, del paleolítico inferior ya que, en 1996, el Gabinete de Estudios sobre Patrimonio Histórico y Arqueológico (STRATO) ha encontrado piezas líticas (bifaces, hendedores, raederas...) en el yacimiento de El Parral de San Román de Bembibre que, actualmente, se exponen en el Museo del Alto Bierzo. Dichos restos han sido encuadradas en la época achelense, en torno al año 300 000 a. C. y corresponderían a artefactos tallados a partir de cantos rodados o bloques de cuarcita mediante el método Levallois por grupos de Homo heidelbergensis.
Por otra parte, en 2013, se descubrieron unos petroglifos en terrenos del pueblo de Santa Marina de Torre. Juan Carlos Campos-Varela, arqueólogo astorgano que participó en el descubrimiento, destaca que «son los primeros en su disposición original que aparecen el El Bierzo y confirman la tipología de los aparecidos a los pies del Teleno». Cerca de este yacimiento, se encontraban otros petroglifos (desaparecidos a mediados de los 80 debido a la actividad minera) que representaban podomorfos y semicírculos, sobre estas, Campos-Varela advierte que debían ser más recientes y añade que «nos lleva a pensar que en esta zona, en este valle, durante mil y pico años se grabaron las rocas en diferentes épocas y, por ello, es tan importante como los demás aunque ya no exista».
Estos grupos, ubicados cerca de los cauces fluviales y, por tanto, en el valle del río Boeza, se dedicaban a la caza, la recolección de frutos silvestres y al carroñeo. Se ha de tener en cuenta que esta zona es un paso natural que comunica la meseta con Galicia,

#### Neolítico
Durante mucho tiempo, se mantuvo la hipótesis de que el Bierzo había estado deshabitado durante el neolítico ya que apenas existía información sobre la época neolítica berciana, sin embargo, el hallazgo de restos arqueológicos de este periodo, entre ellos, un hacha pulimentada en San Román de Bembibre que ha sido datada en el cuarto milenio antes de Cristo, nos permite asegurar la existencia de comunidades asentadas en la zona.
Las comunidades humanas se van volviendo sedentarias de forma progresiva y se dedican a la ganadería y el pastoreo itinerante dentro de un determinado territorio y, aunque no disponemos de referencias arqueológicas confirmadas, es muy probable que surgieran este tipo de asentamientos humanos cerca de la confluencia de los ríos Boeza y Tremor.

### Edad Antigua

#### Época prerromana
Se han practicado varios sondeos en torno a la villa de Albares de la Ribera que dan cuenta de este pasado por medio de diversos artefactos:
- En las proximidades de Santibáñez del Toral, se han recuperado puntas de flecha palmela que verifican la existencia de agrupaciones asociadas a la cultura campaniforme de la Edad del Cobre.[13]
- El Ídolo de Noceda del Bierzo es una pieza con rasgos masculinos y femeninos que ha sido datada en torno al 1800 a. C. (Edad del Bronce).[14] Esta es una de las piezas más importantes de la prehistoria berciana.
- En 1978, en el paraje de El Majuelo de Bembibre, han aparecido gran cantidad de puntas de bronce de enmangue tubular que han sido datadas en torno al s. VIII a. C. (final de la Edad del Bronce).[15]
- En la villa de Albares de la Ribera, han aparecido puntas de lanzas de la Edad del Bronce en el paraje de la Corona de las Torcas. Este tipo de artefactos también han sido identificados en la Corona del Gelón de Bembibre, la Corona de los Castros de San Pedro Castañero, la Corona del Rechano de Turienzo Castañero, el Corón de la Escrita de San Esteban del Toral, el Corón de Tudela de El Valle o el Corón de las Torcas de La Ribera de Folgoso.[16]

La Edad de los Metales berciana está marcada por el desarrollo de la cultura castreña dentro de la sociedad astur. El valle del Boeza y, en concreto, los 10 km que separan los pueblos de Folgoso de la Ribera y Las Ventas de Albares, es una zona particularmente densa en sitios castreños dentro de la provincia. En la Carta arqueológica de la provincia de León se han consignado numerosos asentamientos de este tipo:
- A 1 km al sudoeste de Folgoso de la Ribera y 100 m por encima del curso fluvial, se encuentra el sitio de La Gandara con una superficie de 1,9 ha, quizás se trate de un asentamiento establecido a finales de la Edad de los Metales o principios de la Edad Antigua.[17]
- El sitio de Colmenales se encuentra a 1 km al norte de Rozuelo, cerca del arroyo Las Vegas y 90 m por encima de su curso. Se trata de un asentamiento amurallado protegido por un foso donde aún es posible descubrir los restos de una torre. El asentamiento ocupa 1 ha y se trata de un castro de la Edad del Hierro.[17][18]
- El castro de Las Torcas se sitúa a 1,5 km del anterior, a escasa distancia de la villa de Albares de la Ribera. Este lugar se encuentra delimitado por fosos perimetrales que lo aíslan de la meseta donde se asienta. Ocupa un área de 2 ha, aunque sus límites son difíciles de determinar debido a que los cultivos han desfigurado mucho su forma. En este yacimiento se encontraron puntas metálicas de armas arrojadizas.[17]
- El sitio del Cuerno de la Gandara se sitúa a 1,35 km de la villa de Albares de la Ribera, en la ladera que se abre hacia el valle del Boeza, a 122 m sobre el curso fluvial. Este asentamiento es muy similar al castro de La Gandara. El recinto muestra un foso perimetral (que lo aísla de la llanura) donde no se encuentran restos de murallas. Actualmente, el acceso a este lugar es complicado.[17][19]

El área de la villa de Albares de la Ribera pertenecían al pueblo Susarro, tribu astur cismontana, cuyo territorio se extendía en torno al asentamiento de Paemeiobriga (situado en los terrenos del actual pueblo de San Román de Bembibre). Estos pueblos empleaban una lengua que se incluye dentro de los idiomas celtas galaicos y, de esa época, nos han llegado algunos topónimos que, aunque evolucionados, conservan algunas raíces celtas: el propio nombre de la villa de Albares (del celta alp-barra, altura-fortaleza) podría hacer referencia al castro de Las Torcas; el paraje de Valdecontina conserva la raíz celta kon-/kun- (que significa paraje en parte llano y en parte quebrado); Las Torcas mantiene la raíz preindoeuropea tor- (altura más o menos alargada) que dio lugar a la raíz celta taur- y a la latina taurus, torus (elevación de terreno).

#### Periodo romano

##### Guerras cántabras
La romanización de la península ibérica comienza con el desembarco en Ampurias en el año 218 a. C., marcando el inicio de la segunda guerra púnica, y concluye con el fin de las guerras cántabras en el año 19 a. C. El proceso de conquista se extendió desde la costa mediterránea hacia las actuales regiones de Asturias y Cantabria (conocidas por los romanos como Asturiae y Cantabri).
Las guerras cántabras comienzan tras la derrota de los Vacceos, tuvieron lugar entre los años 29-19 a. C. y enfrentaron al Imperio romano con los pueblos astures y cántabros, habitantes de la zona norte de la península (aproximadamente Asturias y Cantabria). Estas constituyeron la conquista definitiva de Hispania y fueron personalmente comandadas por el emperador Augusto. El territorio de la villa de Albares de la Ribera fue conquistado durante estas guerras en el año 26-25 a. C.
En el año 26 a. C., mientras Augusto combatía a los Cántabros, ordenó que parte de su ejército avanzase hacia el oeste para unirse a las tropas de Publio Carisio. Carisio, por su parte, avanzó desde Lusitania hacia el este, recorriendo el valle del Sil y estableciendo una guarnición que se llamaría Asturica, esta fue la responsable de hacer frente a los Astures y terminar de conquistar Hispania.
Según Dion Casio, en el año 25 a. C., Augusto obliga a los pueblos vecinos de los Susarros a pedir la paz y entregar tributos. Los Susarros habían visto como las tribus cercanas eran capturadas, masacradas y convertidas en esclavas, si bien es cierto que muchos pueblos celtas prefirieron suicidarse antes que postrarse ante los invasores. Los Susarros no se levantaron en armas contra los invasores y, en el año 15 a. C., el emperador Augusto firma el Bronce de Bembibre, edicto en el que se concede al pueblo Susarro inmunidad y se le permite mantener sus tierras debido a que se habían mantenido fieles durante las guerras.
En el 25 a. C., se lanza una campaña que avanza hacia el oeste desde el campamento de Asturica Augusta entrando en El Bierzo, en el año 23 a. C. tiene lugar la conquista de Castro Bergidum y, en el 22 a. C., tiene lugar la batalla del Monte Medulio. Estas batallas marcan el final de las guerras cántabras en tierras bercianas y, para Augusto, estas contiendas marcan el final de la guerra y de las rebeliones en Hispania. Pese a estar declarada la Pax romana, aún se producirían escaramuzas y algunas rebeliones hasta el 19 a. C., año considerado el fin de las guerras cántabras.
El imperio romano era un gran consumidor de metales de todo tipo y las tierras de El Bierzo eran consideradas como enormes explotaciones mineras. La forma de los castros situados en terrenos de la villa de Albares de la Ribera hace pensar que pudieron ser empleados con fines mineros ya que comparten geometría con otros asentamientos de los que se sabe que se dedicaron a este fin.
Durante las guerras cántabras, se crea una provincia o distrito, de duración muy breve, que integraba todo el territorio no pacificado: la Provincia Transduriana. En torno a los años 15-13 a. C., este terreno queda integrado dentro de la provincia de Tarraconensis.

##### Romanización
Tras la derrota de los pueblos indígenas, empieza un proceso de romanización muy intenso debido al gran interés de los conquistadores por la riqueza aurífera de El Bierzo:
- Se abandonan algunos de los castros situados en lugares altos y refugiados en favor de asentamientos enclavados en los valles. El historiador Lucio Anneo Floro escribió: "César, recelando del amparo ofrecido por los montes en los que se refugiaban, les ordenó habitar y establecerse en los campamentos situados en la llanura".[26] Es muy probable que los castros situados en los montes de la villa fueran abandonados en favor de emplazamientos más cercanos al río.
- Nacen los grandes núcleos urbanos como Bergidum, Interamnium Flavium o Asturica Augusta. Estos tres asentamientos quedarán unidos mediante la Vía Nova, la cual atravesará los terrenos de la villa.
- Progresivamente se abandonan los cultos prerromanos en favor de los dioses del panteón clásico y, más tarde, del cristianismo. Es muy posible que las tribus celtas que ocupaban los terrenos de la villa rindieran culto a Navia ya que se encontró una inscripción suya en Folgoso de la Ribera.[27]

La llegada de los romanos trajo consigo la disolución de las formaciones sociales prerromanas y los castros dejaron de ser el modelo de asentamiento predominante que habían sido hasta entonces y su pervivencia quedó restringida a los lugares abruptos y de difícil acceso. Surgen gran cantidad de nuevos asentamientos abiertos situados en los llanos. Algunos se dedican a la agricultura en las tierras fértiles de las vegas de los ríos y otros desarrollan tareas metalúrgicas. También, son reseñables los centros de control de la población como es el caso de Bergidum Flavium e Interamnium Flavium, núcleos directamente ligados a la red viaria que une la cuenca de El Bierzo y Asturica Augusta, y auténticos pilares del control estatal sobre esta destacable región minera. La antigua vía romana, la Via Nova, que conectaba Astorga con Braga, atravesaba el valle del Boeza pasando por los terrenos de Albares y cruzando Interamnium Flavium, asentamiento mencionado en el Itinerario de Antonino que los historiadores situaban, hasta hace poco, en las cercanías de San Román de Bembibre, entre los ríos Boeza y Noceda. Rabanal Alonso justifica esta identificación con base en la coincidencia de las distancias del Itinerario de Antonino (30 millas romanas desde Asturica Augusta y 20 millas romanas desde Bergidum Flavium) y al propio significado del término romano Interamnium (entre ríos). Sin embargo, Díaz Carro cree que Interamnium Flavium se asentaba en el barrio de la Villavieja de Bembibre, o bien en el llano de Santa Olaya, en las inmediaciones de Albares de la Ribera, o bien en el paraje del chanillo entre San Román y Bembibre, cerca de la cueva del lobo.
No obstante, en la actualidad se cree que Interamnium Flavium, al igual que Bergidum Flavium, no fue un asentamiento único, sino un conjunto de yacimientos y lugares de ocupación, manifiestamente diseminados. En el caso de Interamnium Flavium, se conocen diversos enclaves que constituirían un agrupamiento poblacional bastante disperso situado en un área que incluiría Almázcara, San Román de Bembibre y Albares de la Ribera.
Por otra parte, durante la segunda mitad del siglo I, es levantado el puente de Lagares o puente viejo de Las Ventas de Albares. Esta obra estará enmarcado en el trazado de la Via Nova a su paso por la villa y permitirá salvar el río Boeza. Blázquez consigna la presencia de pavimento de la calzada perfectamente visibre aunque, desgraciadamente, estos restos no se conservan.
Tras las guerras cántabras, la integración de El Bierzo fue de carácter meramente político. Los terrenos de la villa quedan integrados dentro del Convento Asturicense, con capital en Asturica Augusta (hoy Astorga), en la provincia de Tarraconensis. No obstante, a principios del siglo III, Caracalla integró el Convento Asturicense en la provincia Hispania Nova Citerior Antoniniana y, más tarde, la reforma territorial de Diocleciano, también en el siglo III, asignó dicho convento a la nueva provincia de Gallaecia. El territorio de El Bierzo queda dividido en dos municipios (Flavium): Bergidum e Interamnium, este último abarca los terrenos de la villa.

##### Antigüedad tardía
A partir del siglo III, se produce una grave crisis que recorre todo el Imperio Romano y, aunque sus causas escapan de las fronteras comarcales, es evidente que tiene profundas repercusiones: abandono de algunas explotaciones auríferas (se abandonan los castros mineros de la villa en esta época), amurallamiento de Castro Bergidum, migraciones desde otras regiones... La caída del Imperio romano de Occidente marca el final de la Edad Antigua.

### Edad Media

#### Suevos y visigodos
En el año 409, varios pueblos bárbaros del norte de Europa penetran en Hispania y, hacia el año 411, los suevos invaden El Bierzo practicando saqueos y pillaje. Estas incursiones marcan el final de la dominación romana. Se establece un reino suevo federado del imperio romano con capital en Bracara Augusta (actual Braga, Portugal). Debido a la escasa información existente, no se pueden destacar aspectos relevantes del periodo suevo en El Bierzo más allá de generalidades. Del siglo VI, es el Parroquial suevo, documento en el que se da cuenta de los territorios que forman parte del reino. En este, se dice que la diócesis de Astorga incluye el pagus (unidad administrativa) de Bergido.
En el año 585, bajo la dominación del rey Leovigildo, cae el reino suevo y se produce la anexión del área bergidense al territorio visigodo. Dentro de la provincia de Gallaecia, se forma el ducatus de Asturias y, dentro de este, el Bergidensis territori. Pliego Vázquez sitúa una ceca en las proximidades de los actuales terrenos de la villa, en terreno susarro. No obstante, la ubicación de este lugar de acuñación de moneda es controvertido. Se ha encontrado una moneda en la que se puede leer la inscripción SUSARRES en referencia al pueblo Susarro que habitaba las tierras de la villa.
Durante el reinado visigodo, surge una abundante vida monástica en todo el territorio comarcal y aparecen gran cantidad de monjes ermitaños que vivían en extrema pobreza dedicados a la vida contemplativa. Como consecuencia de esta densidad de religiosos, la región berciana es denominada Tebaida española. Entre los más destacados clérigos de este tiempo, destacan San Fructuoso y San Valerio, su alumno. San Valerio escribe Vita Sancti Fructuosi donde recoge la biografía de San Fructuoso.
A finales del siglo VII, existen grandes rivalidades entre la nobleza y el clero que, unido a una profunda crisis social y económica y a la guerra con los vascones desencadena luchas de poder. El rey Wamba es depuesto en el año 680 y, bajo los reinados de Ervigio, Égica y Witiza no se alcanza una paz duradera que provoca que, en julio del año 711, el rey Rodrigo (quien había accedido a la corona en el 710 por la fuerza) sea derrotado en la Batalla del Guadalete por las fuerzas del general Táriq ibn Ziyad marcando el inicio de la conquista musulmana de la península ibérica.

#### Invasión musulmana y reconquista
En el plazo de menos de un siglo (Mahoma había muerto en el 632), el Islam se había extendido desde la península arábiga hasta dominar el norte de África y desembarcar en la península ibérica en el año 711. Las tropas musulmanas avanzan sin encontrar resistencia y, en el año 714, Musa ibn Nusair conquista Bergidum. Entre los años 718 y 722, se producen pequeñas escaramuzas entre las tropas exploradoras árabes y los Astures refugiados en las montañas asturianas. Estas refriegas y la Batalla de Covadonga marcan el inicio de la reconquista por parte de Don Pelayo.
En el plazo aproximado de cinco años, los musulmanes habrían conquistado la mayor parte del reino visigodo. No obstante, este sometimiento era principalmente de índole tributario. Se debe hacer notar que los árabes desistieron de conquistar la zona norte de la península debido a que se consideraba que era una zona montañosa de limitados recursos y, por tanto, poco apetecible.
El rey Alfonso I de Asturias comenzó un proceso de expansión territorial que alcanzó tierras bercianas. No obstante, el dominio de esta zona fue alternándose hasta que, durante los reinados de Alfonso II de Asturias y Ramiro I de Asturias, se afianza el dominio cristiano de la región.
Durante las contiendas que tienen lugar durante la reconquista, la región de Bergido se convierte en un territorio casi despoblado. Los cristianos huyen hacia el norte y las tropas musulmanas apenas establecen núcleos de población relevantes y lanzan múltiples campañas de castigo contra los habitantes de la zona. El conde Gatón del Bierzo fue el encargado de encabezar la reconquista de la región berciana para el reino astur y, una vez que se asienta el dominio de la región, el rey Ordoño I de Asturias ordena la repoblación de la zona y, para ello, se establecen numerosos cenobios. Es muy probable que el monasterio de Santa María y San Martín de Albares fuera edificado como parte de esta campaña de repoblación y reconquista.
A partir de esta reconquista, El Bierzo se convierte en un distrito de gran relevancia dentro del reino que contaba con un gobernador propio, siendo el propio conde Gatón el primero de ellos.
Existe un amplio debate sobre la forma en que debe ser entendido el proceso de despoblación. Por un lado, Claudio Sánchez-Albornoz defiende que la despoblación fue real y que el proceso de repoblación significa la apropiación de la tierra por parte de individuos libres y un ordenamiento nuevo; por otro lado, Ramón Menéndez Pidal mantiene que la despoblación debe interpretarse como una ausencia de estructuras administrativas (aunque admite una baja densidad demográfica) y una posterior reinstauración organizativa. Actualmente, la tesis de Menéndez Pidal goza de mayor aceptación.

#### Baja Edad Media
Tras la muerte del rey Alfonso III (último rey de Asturias), la villa se integra dentro del Reino de Galicia durante el reinado de García I de León (910-914) y, más tarde, después de que Ordoño II traslade la corte, dentro del Reino de León.
La primera reseña documental sobre la villa de Albares data del año 877 (durante el reinado de Alfonso III) y la conocemos gracias a Fray Pablo Rodríguez, quien tuvo acceso a documentos (pergamino destruido en 1810 cuando los soldados franceses destruyeron el archivo de la catedral de Astorga) donde se indicaba que un hombre llamado Ferrocequido, junto con su esposa Bronilde (o Pronilde), venden una viña a un individuo llamado Diego y a su mujer, Especiosa. De dicha viña, los primeros escriben «que nos habemus in derrodorio Brigides, in loco dicto Albares». Hasta la fecha, esta es la primera referencia documental en la que aparece el nombre de la villa.
En el año 920 (durante el reinado de Ordoño II), el diácono Juan termina la Biblia de Albares para el abad Mauro, dicho trabajo fue realizado en el scriptorium del monasterio de Albares (del cual no queda ningún resto en la actualidad).
De los años 973, 974 y 988, se conservan documentos en los que se atestigua que las gentes de Albares realizaron múltiples donaciones al monasterio de Santa Cruz de Montes (próximo a la villa de Albares de la Ribera). Además de su proximidad geográfica, la sospecha de que el abad Mauro para el cual fue escrita la Biblia de Albares pudiera ser quien rigió el monasterio de Santa Cruz de Montes en esa época corrobora las buenas relaciones entre ambos cenobios:
- El 18 de enero del 973, una señora, que se califica a sí misma como conversa, y se llama Ximena, viuda de otro converso llamado Abeiza de Zembrizut da al monasterio de Santa Cruz de Montes una heredad que tenía en el pueblo de Albares. Debió tratarse de una importante donación ya que se indica que hay casas, tierras de labranza y prados y, además, el acto y la escritura fue presidido por el obispo Gonzalo de Astorga.[45]
- El 20 de noviembre del 974, tres hermanos de Albares, de nombres Abdela, Cente y Latrenza, entregan una tierra situada en la ribera del río Boeza en la localidad de Albares.
- El 23 de noviembre del 988, un tal Rodrigo entrega, al monasterio de Santa Cruz de Montes, todos sus bienes en el pueblo de Albares, donde corre el río Boeza, en el Bierzo.[46]
- El 21 de noviembre del 1044, el clérigo Diego dona al monasterio una villa situada en Albares.

En los archivos astorganos aparecen más documentos, de fechas posteriores, en los que se reseña la existencia del asentamiento de Albares.
Al igual que en el resto de la comarca, Albares resurge como una pequeña aldea eminentemente agrícola establecida a la sombra de su monasterio. Los habitantes del lugar mantienen relaciones de parentesco (en un sentido amplio) y están muy unidos a la comunidad. No obstante, a medida que progresa la Edad Media, surgen nuevos sistemas de organización socioeconómica que, entre los siglos IX y XIII, darán lugar al feudalismo. La etapa feudal constituye el periodo de transición entre la edad altomedieval y bajomedieval.
Durante la época feudal, la sociedad queda dividida en estamentos: clero, burguesía y campesinado. Los dos primeros grupos sociales detentaban el poder sobre la tierra y ejercían una fuerte influencia política y económica.
A partir del reinado de Alfonso VI de León, se produce una profunda reorganización del territorio berciano y se produce su fragmentación interna en forma de tenencias y merindades. En este proceso, la villa de Albares se integra dentro de la tenencia del Boeza (que se extiende sobre las faldas de los Montes de León y los valles de los ríos Boeza, Tremor y Noceda), de la que tenemos noticia, por primera vez, en 1124 (durante el reinado de Urraca I de León), cuando estaba en manos del conde Suero Bermúdez. Hay poca información acerca de las personas que fueron desempeñando esta tenencia pero se sabe que tenía gran relevancia y, de hecho, en 1187, se dice que Velasco Fernandi es tenente Bergidum et Bueza (tenente de El Bierzo y Boeza) dando a entender que ambas gozaban de la misma relevancia.
En 1198, el rey Alfonso IX de León concedió a Bembibre el trascendental fuero de León para su gestión y gobierno, con las disposiciones, prerrogativas y exenciones que marcarían su desarrollo futuro. Lo que otorgaría a este burgo el
control administrativo y económico de la cuenca del Boeza, al igual que el del paso de personas y mercancías en la ruta de acceso a Galicia. La villa de Albares queda supeditada a esta gestión.
En 1230, tras la muerte del rey Alfonso IX de León, Albares queda integrado dentro la Corona de Castilla bajo el reinado de Fernando III de Castilla.
Por esta época, Bembibre surge como una importante población en la que se asienta la capital de la tenencia del valle del Boeza. A finales del siglo XII y principios del XIII, Bembibre se convierte en un destacado centro económico y político de la región en calidad de villa de realengo. El señorío que tiene como centro la villa de Bembibre nace en el siglo XIV, siendo primer señor de Bembibre el Infante Alfonso de la Cerda, nieto de Alfonso X de Castilla, que en 1304 recibe esta concesión señorial, junto con otras, como recompensa por la renuncia a los supuestos derechos que poseía al trono. A la sombra de esta nueva villa, se produce un importante crecimiento y expansión en las poblaciones circundantes, entre ellas, Albares.
La villa de Albares está en el feudo de los Miranda de Molinaseca, también señores de otros pueblos como San Pedro Castañero, Bembibre, Almázcara o Congosto, cuya casa solariega se encontraba en Molinaseca. El blasón de la casa de los Miranda de Molinaseca se corresponde con la segunda partición del escudo de la villa de Albares de la Ribera.
La alianza entre los reinos cristianos (Navas de Tolosa, 1212) logra el definitivo derrumbe de Al-Ándalus, conquistando el sur peninsular con gran celeridad. El emirato de Granada rinde vasallaje al reino de Castilla y, en 1492, el rey Boabdil entrega Granada a los Reyes Católicos. Este hecho y el descubrimiento de América, marcan el final de la Edad Media.

### Edad Moderna
El sistema político español durante la Edad Moderna es conocido como antiguo régimen. Políticamente, España es una monarquía absoluta, en términos económicos se produce la transición entre el feudalismo y el capitalismo y, socialmente, se produce el nacimiento de una burguesía que se establece como opositora de la sociedad estamental tradicional.
Laureano M. Rubio indica que Albares está integrada dentro de la intendencia de Ponferrada como villa de señorío nobiliario bajo el amparo del Marqués de Távara. El Marquesado de Távara (ahora escrito Tábara) fue creado en 1541 por el rey Carlos I de España en favor de Bernardino Pimentel y Enríquez. A partir de este momento, se considera que Albares es villa y no únicamente una aldea o pueblo.
Aunque no existe información documental al respecto, hay pistas que indicarían que la actual casona de los Sabugo podría haber sido la residencia del marqués con base en que esta ocupa un lugar de honor dentro de la plaza central de la villa (privilegio habitual para las casas señoriales) y, aún hoy, se denomina Traspalacio (entiéndase detrás del palacio) al paraje que se haya por detrás de esta casa.
En el siglo XVI, se inicia la construcción de la iglesia parroquial de San Millán, trabajos que se extendieron hasta el siglo XVII aunque se han ido sucediendo diferentes reformas a lo largo de los años.
La Provincia del Vierzo, o intendencia de Ponferrada, se constituye como una de las cuarenta provincias que conforman el Reino de Castilla según el censo de Pecheros de 1541 y el posterior censo de la Corona de Castilla de 1591 (Libro de los millones) elaborado en tiempo de Felipe II de España. La villa de Albares está integrada dentro de esta demarcación.
Los señores de Albares estaban emparentados con los primeros prestameros de Tabladillo, los Avendaño, y, posteriormente, con sus sucesores, los Paniço de Bolonia y Padua. En 1656, es bautizado Domingo Paniço de Albares, hijo de Juan Paniço y de Ana de Albares siendo el apellido de Albares procedente de Albares (villa enmarcado dentro del señorío de los Miranda de Molinaseca, emparentados con los antiguos prestameros de Tabladillo). Las familias de Albares y de Miranda estaban emparentadas.
Según el Catastro de Ensenada, en 1752, la villa de Albares está incluida dentro del partido de León, en el epígrafe de "Villas de jurisdicción sobre sí" y en el apartado de "Jurisdicción señorial seglar".
En 1764, Carlos Lemaur descubre carbón en la comarca del Boeza (en lo que será el municipio de Albares de la Ribera). Este hecho unido a la caída del absolutismo permite que surja los primeros atisbos de burguesía y surgen las primeras instalaciones protoindustriales (ambos, en general, con poco recorrido).
Manuel I. Olano Pastor afirma que, como consecuencia de la abundancia de materia prima y de la rica industria siderúrgica, existe constancia de que la villa contaba con una herrería movida por las aguas del río Boeza a mediados del siglo XVIII.
Por tratarse de una villa de interior y eminentemente agrícola, la colonización americana contó con pocos representantes naturales de Albares. Rodera Alonso consigna, empleando datos del archivo de Archivo General de Indias, la participación de Juan y Juana Fresco Fernández en una expedición de 1782 con destino a Uruguay.
Esta expedición se enmarcaría dentro de la lenta conquista, durante el siglo XVIII, de los virreinatos del cono sur y como parte del proceso de población del recién creado Virreinato del Río de la Plata o de los Establecimientos coloniales de la Patagonia atlántica.
Durante los últimos años del siglo XVIII, se desencadena un conflicto político y social en Francia (la Revolución francesa) que termina, en 1799, con un golpe de Estado encabezado por Napoleón Bonaparte. Estos hechos marcan el final de la Edad Moderna y, aunque no tuvieron ninguna repercusión en la villa de Albares de la Ribera, desencadenó la invasión de España por parte de las tropas francesas.

### Edad Contemporánea
En 1807, en un movimiento estratégico que, con la perspectiva que da la historia, solo podría catalogarse como cuestionable, España firma el Tratado de Fontainebleau con el emperador Napoleón por el cual se estipulaba la invasión conjunta de Portugal. No obstante, a lo largo del año 1808, las tropas francesas comienzan a invadir progresivamente todo el reino de España hasta que José I Bonaparte, hermano de Napoleón, se alza como nuevo rey. Ese mismo año, se inicia la Guerra de la Independencia Española.
En 1810, el gobierno josefino divide el territorio español en 38 prefecturas y 111 subprefecturas diseñadas por José Lanz. La villa queda integrada dentro de la prefectura del Esla, en la subprefectura de Astorga. En 1811 las Cortes de Cádiz derogan los señoríos jurisdiccionales, desapareciendo así la división entre señorío y realengo.

#### La francesada
Durante la Guerra de la Independencia, la villa de Albares de la Ribera fue invadida, asaltada y saqueada por las tropas francesas. Además, estas mismas tropas emplearon la iglesia parroquial como lugar de pernocta. Estos hechos han sido ampliamente tratados y documentados.

Digo yo Dn. Miguel de Olano, que hallándome vicario de Dn. Carlos Albares, presencié lo siguiente. El día dos de Enero del año 1809, a la salida de la misa que celebré en aquel día y sin nadie persarlo, ni noticia alguna, llegó a este pueblo la avanzada de los franceses, cogieron y dispersaron, una partida de Españoles que avía hecho noche en el; El día quatro de dicho mes llegó furia de tropa, carruaje y artillería; en aquella noche rompieron las puertas de la Iglesia la saquearon, robaron quantas alajas, vasos sagrados, y demás que tenía dicha iglesia hasta el copón del Sagrario... ropas blancas y vestiduras sagradas, dejando las que no quisiseron hechas pedazos, y llenas de excrementos, quemaron parte de los confesionarios y otras alajas de madera [...] hicieron hogueras dentro de la misma iglesia, rompieron las arcas y cajones que avía en la [...] para el recogimiento de las vestiduras, cera... una... fue el archivo y papeles, y libros parroquiales estava cerrada con dos llaves; al día siguiente marcharon en seguida á la Galicia se halló la iglesia con mucha paja que abían metido para dormir, tal [...] sucia, puerca y desbaratado que causó miedo y ma...; pedazos de ropas por entre la paja, papeles rasgados, libros desechos, y todo perdido, y arrastras. En la sacristía, todos los libros y papeles fuera del arca, tirados, y pisados, algunos aun buenos otros rasgados otros llenos de mierda... así lo hicieron, en los cajones maiores, dejandolos cerrados, como lo ví por mis ojos, al abrirlos. Está dicho todo con decir que esta iglesia y su pueblo quedó totalmente derruida, robada y asolada, y sus vecinos saqueados de quantos aberes tenían (de ser). Según es público, y notorio en todos los que abitan este pueblo y comarcanos que les sucedió lo mismo, quedando muchos de ellos abrasados del fuego.

Nuestro citado Dn. Carlos, Cura que era aquel entonces, y quedando yo vicario actuante recogí varios papeles, y nada servían. El Libro de bautizos, el de casados y difuntos, varios quadernos de libros de partidas viejas, de apeos, de quentas viejas un libro de quentas mas modernas con falta de ojas y folios, otros libracos de quentas (de) cofradías mui antiguas, que no existen y otras partidas de nacidos, casados y muertos, que no tienen... cabeza de todos ellos, puede reformar las [...] y precisos para el regimen y gobierno... de partidas, y quentas de fabrica... todo lo qual certifico, para noticia de los venideros a esta de Albares, quedandome aun corto en la narrativa, según que de todo, y mas por estenso darán noticia los que viven, y me sobrevivan; y para que conste lo firmo en 1.º de Enero de mil ochocientos y diez en que entré Cura de este dicho pueblo y su parroquia.

Dn. Miguel de Olano (firmado y rubricado)
 Libro de fábrica, M. de Olano

Como se indica en este escrito, el 2 de enero de 1809, las tropas francesas invadieron la villa, la saquearon y ocuparon la iglesia durante tres noches.
De otra crónica posterior del mismo autor tenemos:

(Nota 3.ª)... ojas rasgadas... operación de los franceses enemigos de nuestra Religión y también llevaron...

Pongo en noticia a mis sucesores y en el día dos de Enero de 1809 entró la guerra francesa en este pueblo y a pocos días llegó furia de tropa con mucho carruaje y artillería que paró e las heras, en cuia noche de uno de estos días atacaron y irrumpieron la Iglesia saqueandola de todas las alaxas de plata que fueron una cruz grande que poco tiempo había venido de Astorga, hecha todo de nuevo, la que según noticias costó 16000 reales, otra más pequeña y cotidiana, reformada que costó 600 reales.

Saqueron también tres cálices con sus patenas, uno mui grande, cuio pie de realze hazía para el veril y de mucho mas, pero que de nuevo se hizo en los años pasados; un copón bastante grande, las vinageras y platillo, el incensario y naveta todo de plata, quedando sólo en esta especie de caliz pequeño por la reserva de un curioso, la cajita de viático, la corona de Ntra. Señora y la luna del viril, y las olieras; llevaron tambíen una vanda de china y unos paños de cálices, dejando la demás ropa blanca y vestiduras sagradas arruinadas, destruidas y hechas pedazos. En las temporadas sucesivas de vuelta; quemaron varias alajas, como puertas y rejillas de confesionarios y rajaron arcas, cajones, frontales, pendón, estandarte, faroles y demás que encontraron. Por quanto se calcula todo este año y las alajas robadas en mas de cinquenta mil reales, además, de haber quedado la Iglesia y sus puertas con portales enteramente puercas y derruidas.

(Nota 3.ª) Este pueblo, fuera de no haber sido quemado, como sucedió en otros varios, quedó enteramente saqueado y robado de todo género de comestibles y ganados, con las más alajas y vestiduras que pudieron encontrar, y llevar tras de sí; no obstante a pesar de tan Gran desolación para subvenir a las necesidades de la iglesia y proveherla de lo más preciso y necesario para el divino culto exorté a los vecinos y Maiordomos andasen y concurriessen, concurrieren en los que cada uno buenamente pudiera, por lo que puede ir cobrando rentas y quentas vencidas y se irán venciendo, las cantidades que por menudo constan de mis quentas, etc.

Miguel de Olano (firmado y rubricado)
 M. de Olano

#### Restauración absolutista ysigloXIX
En 1814, el emperador Napoleón reconoce al rey Fernando VII de España con gran apoyo popular. Una de sus primeras medidas consiste en ilegalizar las Cortes de Cádiz y la Constitución española de 1812.
En 1822, durante el Trienio Liberal, tras la Reforma Territorial de España de 1822, se ordenan 52 provincias, Albares queda integrada dentro de la provincia de Villafranca (con capital en la que hoy es Villafranca del Bierzo) o provincia del Vierzo.
En 1833, la reforma territorial de Javier de Burgos integra a la villa (al igual que a toda la comarca) dentro de la provincia de León (región de León), la división en provincias se mantendrá prácticamente inalterada hasta nuestros días. No obstante, durante las siguientes tres décadas, existe una gran actividad reivindicativa. Nace el Ayuntamiento de Albares de la Ribera (integra a los pueblos de Albares de la Ribera, La Granja de San Vicente, Fonfría, Matavenero, Poibueno, San Andrés de las Puentes, San Facundo, Santa Cruz de Montes, Santa Marina de Montes, Santibáñez de Montes y Torre de Santa Marina).
En 1845, el Diccionario geográfico-estadístico-histórico de España describe la villa indicando que se cuentan varios molinos harineros, extensos campos de cereales, profundos bosques de castaños y múltiples telares de lino. Asimismo, se indica que no se conocen enfermedades más allá de las comunes, por lo que cabe suponer que Albares no fue azotada por las hambrunas y plagas de cólera que asolaron El Bierzo durante el siglo XIX.
Laureano M. Rubio Pérez señala la gran importancia de la industria textil en la cuenca del Boeza y, en especial, en Albares e indica que, en el siglo XVIII, los 102 vecinos de la villa elaboraban 2266 de las 30000 varas de lienzo que se fabricaban en El Bierzo. De ahí la gran relevancia de las linares que se plantaban en las zonas llanas próximas al curso del río. De hecho, incluso hoy, esas zonas de huerta son conocidas como las linares (aun cuando el lino ya no se cultiva).
En 1866, nace Antolín López Peláez en Manzanal del Puerto (aunque su familia paterna era de Noceda del Bierzo), más tarde, será obispo de Jaca (1905) y arzobispo de Tarragona (1913). Tuvo un papel muy activo en la construcción de la carretera Albares de la Ribera-Folgoso de la Ribera. Además, pasa largas temporadas en el complejo y casa solariega de la Huerta Grande (la construcción de la casa se inicia en 1898). Antolín López Peláez fallece, en Madrid, el 22 de diciembre de 1918 y es enterrado en Tarragona por expreso deseo.
El triunfo de la Revolución de 1868 supuso el exilio y destronamiento de Isabel II de España y dio paso al denominado Sexenio Democrático, dentro del cual se enmarca la proclamación de la Primera República Española el 11 de febrero de 1873 (
se produce una redistribución territorial en 1873, durante la república). El sexenio fue una época muy convulsa e inestable que termina con el pronunciamiento del 29 de diciembre de 1874 del general Arsenio Martínez Campos y que da comienzo a la restauración borbónica en España e inicia el reinado de Alfonso XII de España. La villa contó con un importante movimiento reivindicativo a lo largo de estos años de cambio.
En 1873, se aprueba el trazado ferroviario entre las localidades de Brañuelas y Ponferrada, uno de los segmentos más complejos de la línea Palencia-La Coruña por su accidentada orografía. El trazado discurre a través del municipio de Albares de la Ribera cruzando los terrenos de la villa, entrando desde el valle del río Tremor hacia el del Boeza. Este tramo se inaugura en 1882 y la totalidad de la línea en 1883.
Una virulenta plaga de filoxera llega a la península, en 1878, a través de los puertos de Oporto, Málaga y Gerona. El foco portugués se extiende hacia Galicia y, a través del valle del río Sil, hace su aparición en el Bierzo durante la vendimia de 1885 y, en la de 1887, ya afectaba gravemente a toda la comarca.
La plaga de filoxera supuso un importante parón en la producción de vino y en la actividad económica de la villa (y de todo el Bierzo). A lo largo de los últimos años del siglo XIX y principios del XX, se lleva a cabo una importante labor para arrancar las cepas viejas y replantar vides americanas, resistentes a la plaga. La importancia económica de la industria vitivinícola en la villa provoca una fuerte emigración y un importante descenso demográfico.
Los últimos años del siglo XIX traen consigo la llegada del ferrocarril y de la electricidad pero, como contrapunto, la gran plaga de filoxera destruyó la práctica totalidad del viñedo de la comarca y la incapacidad para competir contra los productos importados (hierro vasco, textiles catalanes...) propicia el cierre de fraguas, ferrerías, telares caseros y otros talleres de artesanía. El final del siglo XIX está marcado por la desaparición de los empleos de miles de jornaleros y grandes movimientos migratorios unidos al profundo malestar nacional debido a la pérdida de las últimas colonias.

#### SigloXX
El siglo XX comienza marcado por una gran euforia minera y, aunque se conocía la existencia de carbón (sobre todo, Antracita) en el municipio de Albares de la Ribera desde 1764, no es hasta la fundación, el 31 de octubre de 1918, de la Minero Siderúrgica de Ponferrada (la mayor empresa privada de carbón de la historia de España hasta su quiebra en 1983) que empieza realmente la minería industrial en la zona. La Primera Guerra Mundial supone un fuerte revulsivo para la economía de la zona ya que España (neutral en la contienda) se convierte en proveedor de materia prima.
El 02 de julio de 1916, se publica el cambio de nombre de la villa, que pasa de llamarse, simplemente, Albares a convertirse en Albares de la Ribera, nombre que sigue vigente en la actualidad.
En 1924, la sociedad “Rodríguez Crespo y Cía.” lanza un proyecto para una central hidroeléctrica destinado al alumbrado de Albares de la Ribera.
El 19 de junio de 1940, se publica, en el Boletín Oficial de la provincia de León, que la Sociedad Anónima Explotaciones Hidroeléctricas del Sil (SAEHS) pretende derivar, desde su línea de transporte de energía eléctrica Ponferrada-Brañuelas, una red de distribución que contará con un ramal hacia Albares de la Ribera.
Las primeras décadas del siglo XX son muy convulsas en términos políticos aunque sus consecuencias apenas se dejan sentir en la villa de Albares de la Ribera: el reinado de Alfonso XIII de España termina el 13 de septiembre de 1923 en favor del dictador Miguel Primo de Rivera y, tras un breve periodo de transición e indefinición, el 14 de abril de 1931, se proclama la Segunda República Española.
El 18 de julio de 1936, en un ambiente de gran inestabilidad social y política, se produce un alzamiento encabezado por militares insurgentes que marca el comienzo de la guerra civil española. Albares de la Ribera (junto con la mayor parte de la comarca) es incluida dentro del bando nacional el 21 de julio de 1936. Tras la conquista, comienza una fuerte represión (especialmente contra autoridades, maestros y sindicalistas).
A lo largo de la Guerra Civil, muchos de los habitantes de Albares fueron asesinados de forma inmisericorde, en muchas ocasiones, denunciados como subversivos por sus propios convecinos, a pesar de que la mayor parte de la población de la villa estaba formada por campesinos o mineros, prácticamente analfabetos, cuyo único delito contra el régimen era formar parte de las uniones obreras. El 1 de abril de 1939, el general Francisco Franco firma el último parte de guerra y declara la victoria del bando nacional.

##### Cambio de capital
El 9 de mayo de 1941 (solo dos años después del final de la Guerra Civil), el Boletín Oficial de la Provincia publica y oficializa el cambio de capitalidad del municipio en favor del poblado de Torre del Bierzo, hasta ese momento llamado Torre de Santa Marina, ya que era solo un suburbio de la localidad de Santa Marina de Torre.
El 2 de agosto de 1940, el alcalde de Albares de la Ribera (Virgilio Riesco, empresario minero) presentaba al pleno municipal "la justa demanda de cambio de capital de este municipio y de denominación del mismo al pueblo de Torre, con el nombre de Ayuntamiento de Torre del Bierzo"
José Antonio Balboa indica que "en este hecho hubo sin duda motivaciones políticas y económicas, aprovechándose Torre de contar con poderosos empresarios mineros y jerarcas falangistas, además de una situación jurídica irregular y provisional: no era realmente una Corporación sino una gestora quien gobernaba entonces el municipio". Al frente del ayuntamiento estaba Virgilio Riesco como alcalde, Avelino Silván (también empresario minero) como teniente de alcalde, junto a Manuel Merayo. A su lado estaban Pedro Ribera, Laureano Fernández, Jesús Álvarez y Manuel Martínez como gestores y José Laurel como secretario.
Estas ocho personas firmaron el acta de la sesión plenaria que ratificó el cambio con un apoyo de más de dos terceras partes, encontrando en Manuel Merayo y Jesús Álvarez los únicos votos en contra de la propuesta, quienes resaltaron que la corporación solo tenía potestad gestora. Según recoge el acta, Merayo y Álvarez indicaron que "su nombramiento [el nombramiento de la corporación gestora] solo fue por las circunstancias extraordinarias en las que se haya la nación, no representa la voluntad del municipio, requisito imprescindible para tomar acuerdo de tal trascendencia". Asimismo, estas dos personas añadieron que "sería necesario un referéndum con el voto favorable de la mayoría absoluta del censo electoral".
En la opinión de Merayo y Álvarez, esta decisión solo trata de "resucitar el viejo pleito que parecía enterrado y la lucha política de siempre por la hegemonía" y acusaron a la gestora municipal de aprovecharse de que la mayoría eran de Torre para lograr "lo que no pudieron conseguir durante más de treinta años porque, a pesar de todo, ha estado la ley que se oponía a sus infundadas pretensiones".
Los motivos del cambio se articulaban sobre la ubicación céntrica del poblado de Torre dentro del municipio y la mayor importancia que estaba cobrando debido a la minería y el ferrocarril. Virgilio Riesco indica que "no ofrece, pues, la menor duda que el pueblo de Torre es el más céntrico, de mayor núcleo de población y de más importancia industrial y comercial". Estas palabras se apoyaban en el censo de población (916 habitantes para Torre de Santa Marina y 691 para Albares de la Ribera y Las Ventas de Albares).
Además del argumento demográfico, se esgrimía que Torre contaba con líneas telefónicas y telegráficas, que pasaba la carretera general  N-VI  Madrid-La Coruña y que era la sede de las empresas mineras de Benito Viloria Albares, Avelino Silván Silván (miembro de la gestora), Francisco Moy y Virgilio Riesco (alcalde). Por otra parte, contaba con dos importantes explotaciones mineras (aunque no tenían su domicilio en el poblado de Torre): Antracitas de Santa Cruz de Montes y Antracitas de Brañuelas. Torre contaba con una estación ferroviaria y con reserva de máquinas del Ferrocarril del Norte de España y, según el Mapa Nacional de Suministros, en 1945 llegó a haber 221 ferroviarios en Torre.
Albares de la Ribera hizo frente común con San Andrés de las Puentes, Fonfría, San Facundo, Matavenero y Poibueno presentando un escrito ante el gobernador civil en el que se denunciaba la ilegalidad del cambio y se rebatían las razones del alcalde. En este informe se indicaba también que en Albares y San Andrés había explotaciones mineras, se ponía de relevancia la gran importancia de la agricultura en contraposición a la minería y se indicaba que el depósito de máquinas del ferrocarril y las minas desaparecerían: "Cuando la Compañía de los Ferrocarriles del Norte de España realice el proyecto que tiene de establecer los depósitos en Ponferrada porque Torre carece de espacio para las necesidades de hoy, y en rápido descenso y próximos a agotarse los yacimientos de antracita (que, por otra parte, en un régimen normal de precios no puede soportar la competencia por su inferior calidad), Torre volverá a ser lo que era, un pueblecito sin importancia". Se ha de hacer notar que la historia, aunque tarde, les dio la razón, sin embargo, no fue por agotamiento de las minas.
Ya son pocos los que recuerdan aquel día pero los habitantes de la villa de Albares declaran que, ese día, llegó una furgoneta de las minas escoltada por la Guardia Civil que se llevó armarios con documentación y otro tipo de mobiliario. La situación política del país no permitió que la gente se enfrentase a este cambio ya que aún seguía vivo el recuerdo de los asesinatos durante la Guerra Civil a manos de las fuerzas franquistas. Por otra parte, en Torre se resta importancia a la usurpación y se recuerda como un hecho gozoso aunque polémico.
El 18 de mayo de 1941, se celebra la primera sesión plenaria y se ratifica el cambio de capitalidad "en virtud de orden del Ministerio de Gobernación" y una vez que se "ordenó traslado de toda la documentación municipal, mobiliario, y demás enseres a esta localidad, el cual se efectuó el día 16 del mes en curso y quedando instalada la casa ayuntamiento y dependencias municipales en el edificio que venía ocupando la jefatura local de FET de las JONS (Falange Española Tradicionalista y de las Juntas de Ofensiva Nacional Sindicalista)".

##### Dictadura franquista
El general Franco, tras la victoria del bando nacional en la Guerra Civil, instaura un régimen dictatorial, fascista y genocida que sume al país en la miseria y el ostracismo internacional. Durante este periodo, la economía de la villa se asienta sobre la agricultura y ganadería de subsistencia y la minería. En toda la comarca berciana se forman grupos guerrilleros que combaten contra el régimen.
Después de la Guerra Civil, la minería berciana experimenta un enorme crecimiento impulsada por las políticas autárquicas y la necesidad de reconstruir e industrializar el país. Esta tendencia se mantiene hasta la década de los sesenta, cuando entra en crisis debido a los intentos de liberalización económica.
El municipio de Torre del Bierzo experimenta un gran crecimiento demográfico, desde mediados del siglo XX, impulsado por la potente industria minera y ferroviaria que se asentó en la zona.
El 3 de enero de 1944 tiene lugar, en terrenos de la villa de Albares de la Ribera, uno de los accidentes ferroviarios más graves ocurridos en España. Dentro del túnel número 20 de la línea Palencia-La Coruña, se produce un choque entre dos trenes que circulaban en sentidos contrarios. El régimen franquista reporta, oficialmente, un total de 78 víctimas, no obstante hay indicios que elevan esta cifra hasta 800. Muchos de los habitantes de la villa de Albares participaron en las labores de rescate y atestiguan que la desgracia era muy superior a lo que informaban las autoridades.
En 1949, Franco inaugura, en Ponferrada, los grupos I y II de la Central de Compostilla y, entre 1954 y 1957, se activan dos más. En 1972, inicia su actividad la Central térmica Compostilla II en Cubillos del Sil.
Al final del franquismo, con la Ley de Minas de 1973, se apuesta por la minería del carbón, al subir el precio del petróleo. Esa ley da cobertura jurídica a los cielos abiertos que, junto con la Ley de Fomento de la Minería (1977) y el Plan Energético Nacional (1979), van a encontrar soluciones en la subvención de las empresas mineras.

##### Periodo democrático
El 20 de noviembre de 1975 se anuncia oficialmente la defunción de Franco, dos días más tarde, el 22 de noviembre de 1975, el sucesor escogido por el dictador, Juan Carlos I de España, es proclamado rey. El 6 de diciembre de 1978, la Constitución española es ratificada por referéndum popular. La villa de Albares de la Ribera queda integrada dentro de la comunidad autónoma de Castilla y León.
En 1981, nace la asociación sociocultural y revista Albarada (se publica el primer número en abril de 1982) y, en 1984, la película El Filandón inmortaliza la villa y a buena parte de sus lugareños.
El 2 de agosto de 1985, se constituye la Comunidad de Regantes de la Presa de la Villa en virtud de lo dispuesto en el artículo 73 de la ley 29/1985.
Con la llegada de los socialistas, se busca restaurar los espacios naturales afectados por la minería (1982) y se creará el Estatuto Minero para reducir jornadas y obtener más beneficios sociales para los trabajadores (1983), lo que no impide que, a finales de 1985, haya una gran huelga del sector ante el plan de reestructuración de Hunosa. Con la entrada en la Comunidad Económica Europea, el carbón español continúa en declive por su elevado precio. Muchas empresas se verán obligadas a cerrar o a fusionarse por la excesiva competencia del mercado internacional. La edad dorada del carbón termina. Ante las presiones de la Comisión Europea, el Gobierno español no tuvo más remedio que poner en marcha la reordenación oficial de la industria del carbón. Desde sus inicios en 1990, se han sucedido cuatro planes:
- El Plan de Reordenación del Sector del Carbón (1990-1993).
- El Plan de Modernización, Racionalización, Reestructuración y Reducción de Actividad de la Industria del Carbón (1994-1997).
- El Plan 1998-2005 de la Minería del Carbón y Desarrollo Alternativo de las Comarcas Mineras (Plan del Carbón).
- El Plan Nacional de Reserva Estratégica de Carbón 2006-2012 y Nuevo Modelo de Desarrollo Integral y Sostenible de las Comarcas Mineras.

En 1993, se publica la resolución favorable sobre la Declaración de Impacto Ambiental para la construcción de la Autovía del Noroeste a su paso por la villa de Albares de la Ribera. A lo largo del año 1993 comienzan las primeras expropiaciones y trabajos y, en el año 1999, se inauguran los 17 km de la  A-6  entre las localidades de Manzanal del Puerto y San Román de Bembibre discurriendo junto a la villa de Albares y poniendo fin a los trabajos que esta conllevó. La autovía será completamente inaugurada tres años más tarde.
Con el dinero de la expropiación de algunos de los terrenos comunales para la construcción de la autovía, la Junta Vecinal pudo hacerse con la el complejo y casa solariega de la Huerta Grande. Progresivamente, esta será rehabilitada y reacondicionada para acoger algunos de los eventos que se celebran en la villa.
En 1997, UNINSA absorbe todos los pozos mineros del municipio, los cuales, poco a poco van perdiendo actividad hasta que, en 2013, se produce el cierre del pozo Salgueiro, poniendo fin a la historia de la minería en la zona.
En el verano de 1998, entra en servicio la piscina y, el 13 de junio de 1998, se inaugura el Edificio de Usos Múltiples de Albares de la Ribera dotado de un nuevo consultorio médico, salones, oficinas varias y un bar.
En noviembre de 2006, la Consejería de Fomento aprueba la construcción de las aceras en los márgenes de la carretera  LE-461  a su paso por la villa. Las obras comienzan en julio de 2007.
El 18 de abril de 2007, se publica en el Boletín Oficial de León que se inician los trámites administrativos relativos a la cesión gratuita de 98000 metros cuadrados de terrenos propiedad de la Junta Vecinal de Albares de la Ribera en favor de la Fundación Santa Bárbara.
El 7 de julio de 2013, se produce un acto de Jura de Bandera dirigido exclusivamente a civiles presidido por el General de División del Ejército del Aire y Jefe del Centro de Operaciones Aéreas Combinadas de la OTAN en Torrejón de Ardoz, Rubén Carlos García Servert.
El 9 de agosto de 2019, el Boletín Oficial del Estado publica que José Calvete, un vecino de la villa, murió en el campo de concentración de Buchenwald el 23 de mayo de 1944 a manos de las fuerzas nazis.

## Biblia sacra de León y monasterio de Albares

### Biblia sacra de León

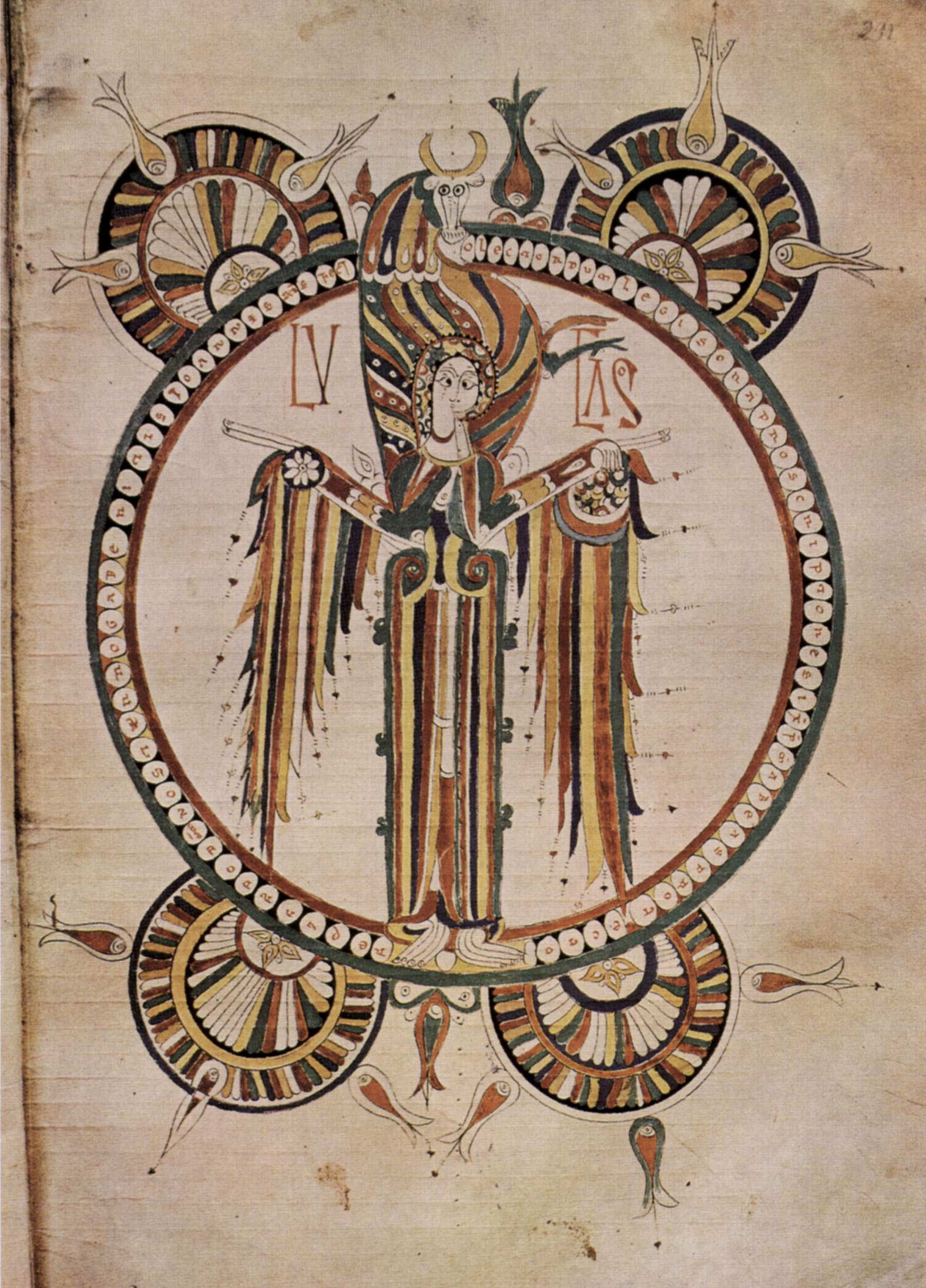
Miniatura del símbolo de San Lucas, folio 211

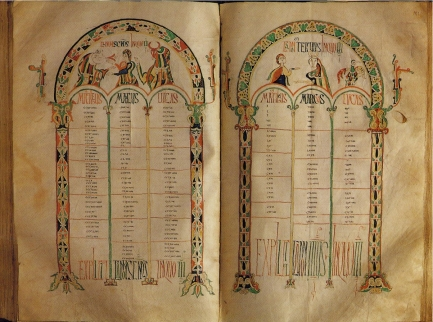
Páginas de los cánones de concordancia

Con la excepción del Antifonario mozárabe de la catedral de León, se trata del códice completo más antiguo que ha llegado hasta la actualidad de entre los que se cuentan dentro del arte mozárabe del siglo X. Esta Biblia, acabada en el año 920, fue realizada por el diácono Juan y por el sacerdote Vimara (existe controversia sobre el papel de cada uno de ellos) en el monasterio de Albares (el cual había sido fundado por monjes venidos de Andalucía) para el abad Mauro. Estaba compuesta por dos tomos pero solo se conserva uno de ellos en la Biblioteca de la Catedral de León bajo el nombre de Códice número 6.

#### Descripción
Este códice constituye la segunda parte (la única que ha llegado hasta nuestros días) de una Biblia que comienza con el libro de Isaías, los Evangelios (incluyendo sus tablas de concordancia), las genealogías de los personajes bíblicos y algunos otros escritos, destaca uno sobre la vida de San Froilán, patrón de la diócesis de Astorga. En sus páginas, es posible encontrar diversos comentarios al trabajo de Juan y Vimara, algunos anotados por los propios autores, muchos de ellos en árabe.
Considerada como uno de los textos más destacados de la iconografía altomedieval española, este códice, iluminado por el diácono Juan, destaca por presentar un estilo sin conexión con el de los Beatos, propio de un artista no sometido a ninguna escuela. Recoge un impresionante conjunto de miniaturas en las que, aunque se puedan encontrar muchos antecedentes e influencias, la personalidad y la originalidad de su iluminador las convierten en algo especial, absolutamente diferente del resto de los códices de su tiempo.
Sus ilustraciones son memorables por su gran capacidad de síntesis y por su libertad expresiva, constituyendo un conjunto notablemente distinguido. En ella, se pueden encontrar letras capitales decoradas con figuras humanas como las que son propias de los primeros escritos merovingios, desde donde fueron incluidas dentro del repertorio ornamental mozárabe.
Se emplean con frecuencia colores de tonos crudos, siempre sobre fondos no coloreados, ocupando páginas completas o en viñetas o círculos insertados en páginas con texto. También se ilustra mediante arquerías decorativas contenidas dentro de otro arco mayor, separando las columnas del texto, en las que se aleja de la monotonía mediante el empleo de distintos motivos y formas en las columnas, sus basas y sus capiteles (que en algunos casos recuerdan a los de iglesias visigodas como San Pedro de la Nave u Obiols y a las tallas de algunas pilastras de Mérida), así como en las figuras de la cabecera de los arcos, que son de medio punto en la mayoría de los casos, algo poco habitual en la miniatura mozárabe.
No obstante, la madurez y seguridad que demuestra el diácono Juan y las muchas coincidencias con otros textos hispanos coetáneos hacen que sea evidente que esta obra se enmarca dentro de una larga tradición de miniaturistas en la península que, quizás iniciada en los grandes scriptorium visigodos del siglo VII, perduró en algunos monasterios cristianos de Asturias y Navarra y creció entre los cristianos de Andalucía que, además, pudieron desarrollar sus conocimientos en un entorno tan prolífico para la cultura como el califato cordobés.
Únicamente debido a la existencia de modelos de un estilo y unos contenidos bien definidos, se explicarían las similitudes apreciadas en la miniaturas de algunos códices realizados en la primera mitad del siglo X, encontrándose algunos alejados geográficamente, e incluso realizados en territorios bajo dominio musulmán.
Dentro del conjunto de miniaturas de este códice, de tan alta calidad y originalidad, que se caracterizan por la estructura alveolada de las formas, así como su distribución en colores segmentados por las líneas, como si se tratase de distintas células de una joya, de gran efecto decorativo y vigor expresivo, es obligatorio destacar sus páginas de los evangelistas, en las que por primera vez se sustituye la representación tradicional carolingia de los cuatro medallones de los evangelistas flanqueando un Cristo en Majestad central, que aquí se representan a página completa mediante magníficos ángeles alados dentro del medallón, con el animal del tetramorfos en su borde superior, y la intersección de cuatro rosetones de tamaño menor y una rica decoración de tipo sasánida.

#### Localización
El problema fundamental que presenta este códice es el de localizar el monasterio en el que el diácono Juan lleva a cabo su obra. Para solucionar este problema, hay que partir de las propias palabras del autor, estampadas en el colofón del libro, cuando el escriba se sentía aliviado y feliz por haber llevado a buen término su obra.
Hoy no es posible leer esto y, ya en el año 1919, escribió el padre García Villada, después de hacer una descripción detallada de todo el libro: “Folio 275 v.º. En este último folio había una suscripción, completamente borrada, por haber algún despreocupado e ignorante usado un reactivo impropio”. Afortunadamente, antes de que esta pérdida ocurriese, se leyó y se transcribió casi todo el contenido de aquella página final del libro y, por tanto, podemos conocer la casi totalidad del texto desaparecido.
El mismo padre García Villada recoge la transcripción hecha y publicada por Beer y Díaz Jiménez. Además, esta se completa con otras transcripciones, de épocas anteriores, perfectamente compatibles entre sí. El texto completo del códice decía:

Sub Christi nomine completus

fuit iste liber sub umbra-

culo Sancte Marie 

et Sancti Martini in monas-
 
terio vocabulo Alba- 

res. Notum die 

VIII kalendas...

Era DCCCCLXVIII. 

Anno feliciter glorie sue

rege nostro Ordonius VI 

anno regnante.

Felix ille...

Es decir: "Bajo el nombre de Cristo, se terminó este libro a la sombra de la iglesia de Santa María y San Martín, en el monasterio llamado Albares, el día octavo de las kalendas de... en el año 930, en el sexto del reinado felizmente glorioso de nuestro rey Ordoño. Feliz aquel...".
No hay duda de que Juan, diácono, escribió el códice en un monasterio conocido con el nombre de Albares. Y, por otro lado, existe abundante documentación indicando la existencia de un monasterio berciano ubicado en las inmediaciones de lo que hoy es la villa de Albares de la Ribera.

#### El abad Mauro, el diácono Juan y el sacerdote Vimara

##### El abad Mauro
En el segundo folio de la obra, aparece una inscripción que dice:

Maurus abbati librum

Vimara presbiter fecit

Esta inscripción liga estrechamente el libro con un abad de nombre Mauro. Respecto a este, cabría suponer que era quien regía el destino del monasterio de Albares pero no se ha encontrado documentación que pudiera corroborarlo. Quintana Prieto nos indica que dicho abad podría identificarse con la persona que hubiera gobernado el monasterio de Santa Cruz de Montes, muy próximo a la localidad de Albares de la Ribera.
De esa época, de entre los muchos abades correspondientes a monasterios astorganos, solamente se ha registrado uno con el nombre de Mauro perfectamente documentado. Según los datos disponibles, este hombre rigió el monasterio de santa Cruz de Montes, al menos, entre los años 940 y 946 (se desconoce el año de inicio o final de su abadiato). Por tanto, aunque el Mauro fuera abad en el año 946, no sería extraño que también lo fuera en el año 920 ya que se trata de un cargo vitalicio.
Tenemos indicios y documentación que atestiguan las excelentes relaciones entre la villa de Albares y el monasterio de Santa Cruz de Montes y, por tanto, no es extraño pensar que el abad Mauro, siendo conocedor de la destreza de los copistas del monasterio de Albares, encargase esta tarea.

##### El diácono Juan
Del escriba sabemos que se llamaba Juan y había recibido la orden del diaconado como él mismo se encarga de recordarnos en el folio 91 vuelto, primera columna:

Obsecro vos, qui legeritis, mei, Johannis peccatoris memineritis, quatenus per misericordiam domino nostri Jesu Christi et vestris orationibus merear a propriis expiari facinoribus atque in libro vite cum electis adnotari confessoribus, amen

En el folio 101 recto, segunda columna, se puede leer:

Joannes, diaconus, scripsit

Con estas palabras, además de recordarnos su condición de diácono, indica expresamente su condición de escriba.
En el folio 202 recto se expresa diciendo:

Joannes, diaconus, fecit et pinxit. Qui legerit, oret pro peccatore, si Christo habeat protectore et in omnibus adjutore

La primera frase y los tres versos leoninos dan cuenta de su condición de autor y pintor del texto.
En el folio 111 recto se puede leer:

O lector, dum legis

ora pro scriptore,

si Christum habeas protectore,

cuando dominus noster rogaveritis.

Joannis diaconus fecit

A lo largo del texto, el diácono Juan demuestra, en múltiples ocasiones, que se trata de un hombre piadoso ya que, insistentemente, solicita que el lector le dedique alguna de sus oraciones. Por otro lado, debió tratarse de una persona ajena a la vida monástica ya que, de haber sido un monje, se hubiera referido a sí mismo como Munachus.
En virtud de lo indicado hasta ahora, no cabe duda de que Juan se dedicó a la escritura e iluminación del códice.
Pese a que su tarea se reducía a copiar en el pergamino diversos libros de la Biblia, Juan diácono nos dejó una obra importante, aunque muy breve, cuya originalidad es por entero suya: la biografía de san Froilán. Juan diácono debió admirar al santo e, incluso, llegar a conocerlo (recuérdese que este santo fue ermitaño en el Bierzo hasta su muerte, en el año 904).

##### El sacerdote Vimara
El nombre de este sacerdote aparece en dos ocasiones a lo largo del códice. Una de ellas, en el folio 2 recto (ya comentado) junto al nombre del abad Mauro: Vimara, presbiter, fecit.
En el folio 233, recto, segunda columna se puede leer: Obsecro: Qui hec legeritis Vimarani peccatori memineritis, quando domnum nostrum Jesum Christum rogaveritis. La inscripción está puesta a línea tendida, con letra muy pequeña pero bien legible. La similitud de la letra, la igualdad del sentido y la semejanza de la versificación hacen suponer que no fue escrita directamente por Vimara, sino por el diácono Juan.

##### Controversia sobre la autoría
Si bien todo parece indicar que el diácono Juan fue el ejecutor de este códice, existe controversia sobre el papel que jugaba el sacerdote Vimara ya que, atendiendo a lo que se dice en la propia biblia, se podría atribuir la autoría a cualquiera de los dos o a ambos.
En el Diccionario de ilustradores españoles publicado en el Boletín de la Real Academia de Historia (número 140, 1957, páginas 49-170) se dice que este códice "fue hecho en colaboración con Juan, por el sacerdote Vimara". No obstante, la realidad del texto da un papel sobresaliente a Juan.
Gómez Moreno escribe: Sabemos... que lo escribió y pintó Juan, diácono y que colaboró un Vimara, presbítero. Y especifica la participación de este último: Autor acaso de muchas glosas y notas que acompañan al texto. A lo largo del texto, aparecen numerosas referencias al diácono Juan y ello nos puede hacer pensar que el papel del sacerdote Vimara sería el de un comentarista, aunque de poca amplitud.

#### Posteridad
Otro tema, planteado por diversos autores pero pendiente de un análisis más profundo, es el generado por las evidentes semejanzas que existen entre algunas de las características de las miniaturas del diácono Juan y una parte importante de la época cubista de Picasso y algunas de sus obras posteriores. Sabemos que en 1924, en pleno apogeo del cubismo, la Sociedad de Amigos del Arte organizó en Madrid una exposición de manuscritos miniados españoles volviendo a sacar a la luz, después de un olvido de muchos siglos esta faceta de nuestro arte que ya avanzaba una gran parte de las técnicas utilizadas a principios del siglo XX. Sin embargo, aunque el Guernica es muy posterior a esa fecha, Picasso pintó Las señoritas de Avignon muchos años antes, en 1907. Sería muy interesante saber si antes de esa fecha había tenido ya la oportunidad de conocer la Biblia Sacra de León, para poder establecer la relación que ha podido haber entre la miniatura mozárabe del siglo X y las vanguardias artísticas del XX.
A lo largo del siglo XXI, muchos expertos en historia del arte han constatado las grandes semejanzas existentes entre algunos motivos que aparecen en este códice y algunas figuras que surgen en la obra pictórica de Picasso. Son destacables las similitudes existentes entre las ilustraciones que ornan la biblia y algunos de los detalles de la obra cubista y protocubista del pintor. Este códice fue expuesto en la Exposición Internacional de Barcelona de 1929 y en la de París de 1937 en una muestra sobre códices y miniaturas. Ocasiones en las que, quizás, el artista podría haber tenido la ocasión de contemplar la Biblia Sacra de León.
Es relevante la semejanza existentes entre el toro (símbolo del evangelio de San Lucas) y el toro que aparece en el Guernica, muchos expertos coinciden en que resulta poco probable que estas similitudes sean fruto de la casualidad y se da por hecho que el texto fue parte de la inspiración para realizar este célebre cuadro. Por otro lado, la expresión del león (símbolo del evangelio de San Marcos) guarda gran parecido con la de los caballos que surgen a lo largo de la extensa obra del artista.
Tampoco se deben obviar las importantes semejanzas con algunas de las imágenes del Diluvio del Beato de Saint-Sever, datado en el XI, y que se conserva en la Biblioteca Nacional de París. Es fácil comprobar la similitud, casi idéntica, de la cabeza del soldado caído en el Guernica, con la figura, también en el suelo, del beato francés.

### Monasterio de Santa María y San Martín
Hoy no es posible encontrar, en Albares de la Ribera, restos que atestigüen que, en el pasado, hubiera existido allí un monasterio. Su iglesia es, comparativamente, más moderna (siglo XVII) y está dedicada a San Millán. Ni en el casco urbano ni en sus afueras existe indicio alguno que pudiera ser considerada como los restos del antiguo monasterio. De hecho, ni siquiera se conserva memoria de cual podría ser su posible ubicación.

#### El monasterio
Existe abundante documentación sobre la existencia del monasterio de Albares de la Ribera. No obstante, se consignará únicamente un documento que, aunque tardío en relación con la fecha en que vivió el diácono Juan, atestigua sin lugar a dudas la existencia de dicho lugar.
Este documento lleva fecha de 21 de noviembre del 1044 y contiene la donación de propiedades de un clérigo llamado Diego al monasterio. Afortunadamente, se conserva el texto completo de este documento y, por tanto, es posible un análisis pormenorizada:

Santissimos hac beatissimos et, post Deum, nobis fortissimos Sancti Salvatoris, et sanctae Mare, semper virginis, et sancti Antonini, egregios et patronos, cujus basselica fundata esse dignoscitur in Bergido, in valle quae dicitur Boeza, in villa que vocitant Albares, cenobium fratrum vel monachorum, aut peregrini et hospites degentium fratrum et confessorum, fideliter Deo deservientium, in cujus nomine ego, servus Christi, Didacus, clericus, facimus testamentum, conscribere voluimus et exegimus, de omnia villa nostra que habuimus de nostros avios et de nostros parentes et de nostras garantias, et fuit illa contexta ad domum Sancti Salvatoris, et sanctae Mariae et sancti Antonini, per que non habuit fraterDidaco filiis (nec) neptis, qui possedisent ipsa villa, autoricavit ipsa villa ad ipsum monasterium que in scripttura resonat, et post inde damus atque contestamus ipsa villa ad ipsum monasterium Sancti Salvatoris et sancti Antonini, pro remedium animae meae et de ipso pratre Didaco, et de parentibus meis vel avios, pro luminare ecclesiae, deservientium peregrini et hospites, ipsa villa prenominata que in scriptura resonat ab integro cum omni sua prestantia, terras, vineas, pomiferas, prattis, pascuis, padulibus, montes, fontes, abrupto vel inrrupto, molinarias cum sedis piscarias (sic) arbores fructuosas vel infructuosas, cupas, lectos, cathedras, mensas, censu vel regressu, ipsa villa et ipsa hereditate per ubi potueritis invenire damus et contestamus ad ipsum monasterium, ut qui ibidem in vita sancta perseveraverint possideant eas absque dubio vel formidine.

Si quis tamen, quod fieri minime credo, aliquis homo ad irrumpendum venerit contra hanc scripturam testamenti nostri, tam germaneis quam de sanguinels nostris, aut res (sic) potestas, quam populorum universitas vel quelibet aliqui regat (sic) persona, in primis ad suis frontibus careat luminibus, et separatus sit ad sinistris, et fide catolica sedeat separatus, et discedam (sic) omnium electorum sed sit hereditas et cum ipso in inferum lugeat penas et sit super eo anathema marenato, sic aprehendat eos sicut Datam et Abiron qui, pro sua scelera, terra vivos illos absorbuit, et insuper pariat tantum qui in scriptura resonat, tantum et tali duplatum, vel quantum ab ipsa ecclesia fuerit melioratum, et ad partem regis auri libras quinque. Et hanc series testamenti obtineat firmitatis roborem.
Factum series testamenti undecimo kalendas decembris, era octogessima secunda super millessima.
Frater Didaco ac series testamenti quam fieri voluiret egentem cognovi, manu mea roboravi (signum).
Regnante Fredinando rex Legione. Petrus episcopus in Astorica.
Qui hic presentes fuerunt: Abelio, cnf- Xemeno, conf- Menio, conf.

Citi, presbiter, testis.- Ansur, presbiter, testis.- Romanus, presbiter, testis.- Amos testis.- Citi testis. Ramilo, testis, Godinus presbiter, secripsit.

Este texto comienza: "A los santísimos y beatísimos y, después de Dios, fortísimos patrones nuestros San Salvador, Santa María siempre virgen y San Antonio egregio, cuya basílica es sabido que está fundada en el Bierzo, en el valle que llaman Boeza, en la villa denominada Albares, cenobio de hermanos y monjes o de peregrinos y huéspedes, de los hermanos y confesores, que sirven fielmente a Dios". Si bien es cierto que, en este párrafo, el autor se refiere a una basílica situada en Albares, a continuación indica que se trata de un cenobio habitado por monjes, por tanto, un monasterio.
De la autenticidad de este documento no cabe duda razonable. Además de su absoluta normalidad y estar plenamente de acuerdo con la diplomática general de la época en esta clase de documentos, después de consignar la era, el escriba (un sacerdote llamado Godino) nos indica que reinaba en León el rey Fernando I, y que era obispo de Astorga Pedro Gundulfiz (1041-1051).
Como se puede apreciar al comparar el anterior texto con el escrito por el diácono Juan, las titulaciones del monasterio a que se refieren ambos autores no coinciden. El diácono Juan, en el siglo X, lo denomina monasterio de Santa María y San Martín mientras que, en el siglo XI, el clérigo Diego nos habla del monasterio de San Salvador, Santa María y San Antonio. Las titulaciones de los monasterios no fueron siempre invariables y muchos, con el paso del tiempo, cambiaron completamente de denominación. Nada impediría que ese fuera el caso del de Albares y sería consistente con lo observado en otros cenobios de este tipo. Por otra parte, ambos autores nombran a Santa María y se debe indicar que, en la Edad Media, la mayoría de monasterios estaban dedicados a varios santos. En ocasiones, la lista era muy larga y, en los documentos, solo se nombraban algunos de ellos, no necesariamente a los más destacados ya que, en general, era la costumbre de quien hablaba (o escribía) la que hacia prevalecer a unos sobre los otros.
En cualquier caso, ambos autores se refieren a un monasterio dedicado a Santa María que estaba situado en Albares.

#### Reseña histórica sobre el monasterio
Como se ha indicado, la primera reseña histórica que aparece sobre el monasterio data del año 920 y está recogida en la Biblia de Albares de mano del diácono Juan. Por otro lado, existe constancia documental de la existencia del poblado de Albares en el año 877.
En la Edad Media, los monasterios se erigían en despoblados, buscando la soledad y el silencio para conseguir una mejor y más decidida entrega de los monjes a la oración y, más tarde, los poblados se asentaban a su alrededor para dar cobijo a los servidores del mismo. De esta forma se fundaban las poblaciones monásticas y, en aquellos tiempos, no se concibe establecer un monasterio en un lugar ya habitado. Por tanto, se deduce que el monasterio debe ser anterior a las primeras referencias documentadas acerca de la villa de Albares de la Ribera.

## Demografía
Evolución de la población
| Gráfica de evolución demográfica de Albares de la Ribera entre 1842 y 2023 |
| |
| Población de derecho (1842-1897, excepto 1857 y 1860 que es población de hecho) según los censos de población del siglo XIX. Población de derecho (1900-1991) o población residente (2001-2022) según los censos de población del INE. Hasta 1941, se considera todo el municipio. Población según el padrón municipal de 2023 del INE. |

Cuenta con una población notablemente envejecida y en claro retroceso debido a la baja natalidad (generalizada en España) y al éxodo rural que acucia a buena parte de estos núcleos de población. Existe un gran equilibrio entre el número de varones y de mujeres.
Durante la primera mitad del siglo XX, se produce un gran crecimiento poblacional debido a la pujanza del sector minero, hoy en proceso de desmantelamiento.
Se produjeron grandes migraciones durante la mitad del siglo XX, principalmente con destino al País Vasco, Francia, Alemania y Suiza. Afortunadamente, muchos de aquellos emigrantes y sus descendientes están regresando o mantienen lazos activos con la villa.
Racialmente, se trata de un pueblo muy uniforme con clara predominancia de la raza caucásica, con inmigración muy escasa y donde la gran mayoría de los lugareños mantienen algún tipo de parentesco y han vivido allí desde siempre.
En términos religiosos, cuenta con una población de confesión católica, dónde la asistencia a las celebraciones religiosas (incluida la liturgia dominical) trasciende el mundo de la fe y se convierte en un acto social.

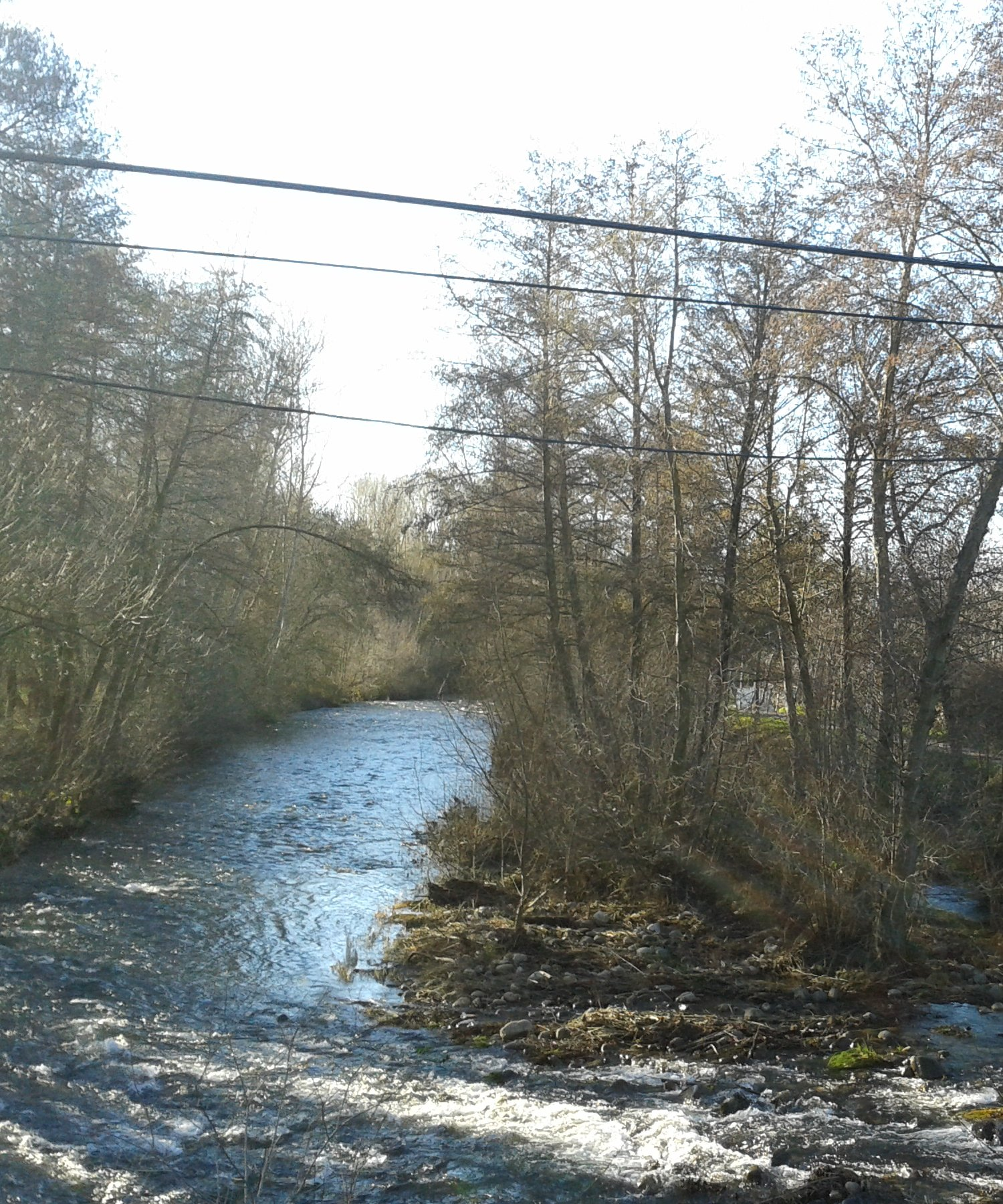
Vista del río Boeza en invierno a su paso por Albares de la Ribera

## Transporte y comunicaciones
Se trata de una villa bien comunicada debido a la proximidad de importantes infraestructuras de transporte y a núcleos de población mayores.

### Carretera
Este pueblo se sitúa muy próximo a la autovía  A-6  y a la nacional  N-VI , además, la carretera  LE-461  atraviesa la parte baja del pueblo.
Desde la  LE-461 , a menos de 5 km, se puede acceder a la autovía  A-6  mediante las salidas   360  (Folgoso de la Ribera, la Ribera de Folgoso y Albares de la Ribera) y la salida   366  (Bembibre y Torre del Bierzo).
Desde esta misma  LE-461 , se puede acceder a la  N-VI  por medio de la vía de acceso a la Escuela mina (Fundación Santa Bárbara) o mediante la salida situada en las proximidades del pueblo de las Ventas de Albares.
Actualmente, una sola línea de autobuses regulares (ALSA) efectúa parada (en ambos sentidos).

### Ferrocarril
A pesar de que la línea férrea Palencia-La Coruña transcurre, en parte, por terrenos del pueblo (ancho ibérico y electrificada), actualmente no existe posibilidad de acceder en tren. Sin embargo, las estaciones más cercanas se sitúan a escasos kilómetros, en Bembibre y Torre del Bierzo.
Es también reseñable que, en terrenos de esta villa, tuvo lugar el peor accidente ferroviario de la historia de España.

### Aéreo
El aeropuerto más cercano es el aeropuerto de León. Sin embargo, existen en las proximidades de la villa múltiples helipuertos, principalmente dedicados a tareas relacionadas con la extinción de incendios.

## Economía
Con una demografía muy envejecida, la economía de la villa se asienta sobre una escasa industria, principalmente asentada en el Polígono Industrial de Valderreguera, trabajadores del sector minero y la construcción (ambos en franca recesión) y actividades agrarias y ganaderas poco industrializadas y, en general, sin intenciones comerciales.

### Agricultura y ganadería
Históricamente campesina, predomina una agricultura y ganadería tradicional o de supervivencia. La rica vega del Boeza compensa lo desfavorable del clima permitiendo una gran abundancia de pastos para el ganado y cultivos muy diversos.
La ganadería es predominantemente ovina, bovina, porcina y aviar, en general con escasas cabezas de ganado y dedicadas al consumo doméstico. Tradicionalmente, existía también una notable presencia de ganado equino utilizado en tareas auxiliares como la labranza o el transporte de mercancías.
La agricultura se basa en frutales (cerezos, manzanos, perales, castaños…), viñas, hortalizas (tomates, repollos, pimientos, lechugas, vainas…) y cereales (trigo y cebada, aunque hoy, en retroceso). También son muy frecuentes las tierras dedicadas a la producción de pasto para el ganado.
Debido al envejecimiento de la población, al éxodo rural y a las mejoras en las condiciones de vida, las actividades agrarias y ganaderas se están viendo notablemente reducidas. Progresivamente están apareciendo terrenos, antaño dedicados a la horticultura, transformados en choperas.

### Industria
La mayor parte de la actividad de la villa se concentra en el Polígono Industrial de Valderreguera, con excelentes comunicaciones y gran cantidad de servicios y terrenos a la espera de nuevas instalaciones. Existe gran diversidad sectorial dentro de este recinto, pero resaltan empresas del sector de la automoción, la carpintería (metálica y de madera) y aquellas derivadas del sector minero.
Más recientemente se ha instalado una nave en la que se llevan a cabo actividades auxiliares relacionadas con la comercialización de agua embotellada. Fuera de esta zona industrial encontramos una sierra, una bodega y una carpintería metálica (situada dentro del casco urbano del pueblo). Destacable la presencia de la Panadería Silván que aún conserva y emplea su tradicional horno de leña.
Todo ello dota a la villa de un ritmo que en otras muchas localidades se ha perdido hace largo tiempo.

### Sector terciario y servicios
Casi exclusivamente representado por los bares de la localidad y una tienda de ultramarinos. En otro tiempo, contó con un tejido terciario más denso que incluía locales destinados a la hostelería, la restauración y varias tiendas (algunas especializadas y bien reputadas).

## Símbolos

### Escudo

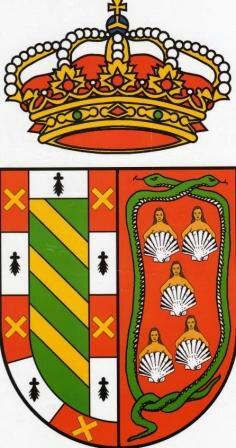
Escudo de Albares de la Ribera

Bajo corona real, mesa de forma española cortada. La primera partición presenta una bordura que envuelve un campo sinople con tres cotizas oro; su bordura alterna cinco souters oro sobre campo de gules con cinco cruces sable sobre campo níveo. La otra partición, sobre campo de gules, dos serpientes nudadas de sinople orlan a cinco vírgenes con vieira de plata.
El actual escudo de Albares de la Ribera está constituido por las armas de la familia de Albares en la partición izquierda y de la familia de Miranda en la partición derecha. Ambas familias estuvieron emparentadas y fueron señores del lugar.

### Pendón y pendoneta

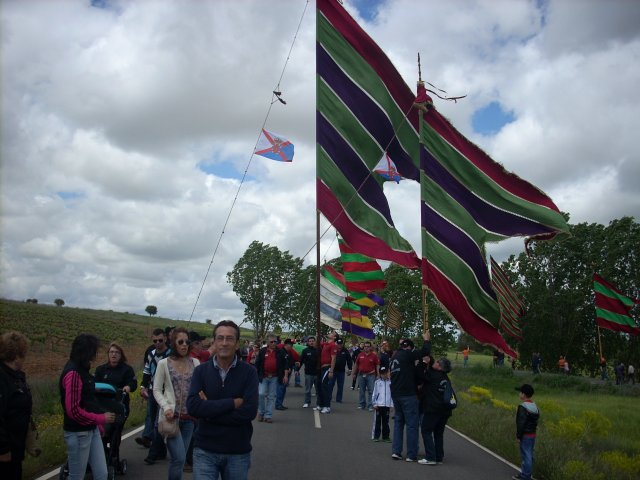
Pendón y pendoneta de Albares de la Ribera durante una romería

El pendón de la villa presenta el aspecto heredado de la época medieval:
- Varal de 15 m realizado en madera, presenta un notorio ensanchamiento en su parte baja y acanaladuras, sus extremos están apuntados.
- Cimera con una cruz, realizada en la misma madera que el varal, con una capelina (en damasco carmesí con pasamanería dorada) en la unión con el asta, y varias cintas.
- Tela de damasco con franjas simétricas (carmesí, verde, morado, verde, morado, verde y carmesí) con pasamanería dorada y de la tradicional forma pentagonal convexa.
- Remo en cordones carmesí y verde, adornado por borlas, nudos y la bandera de la comarca.

La pendoneta presenta un aspecto similar aunque más pequeño, su varal es más elaborado y está labrado.

## Servicios públicos

### Educación

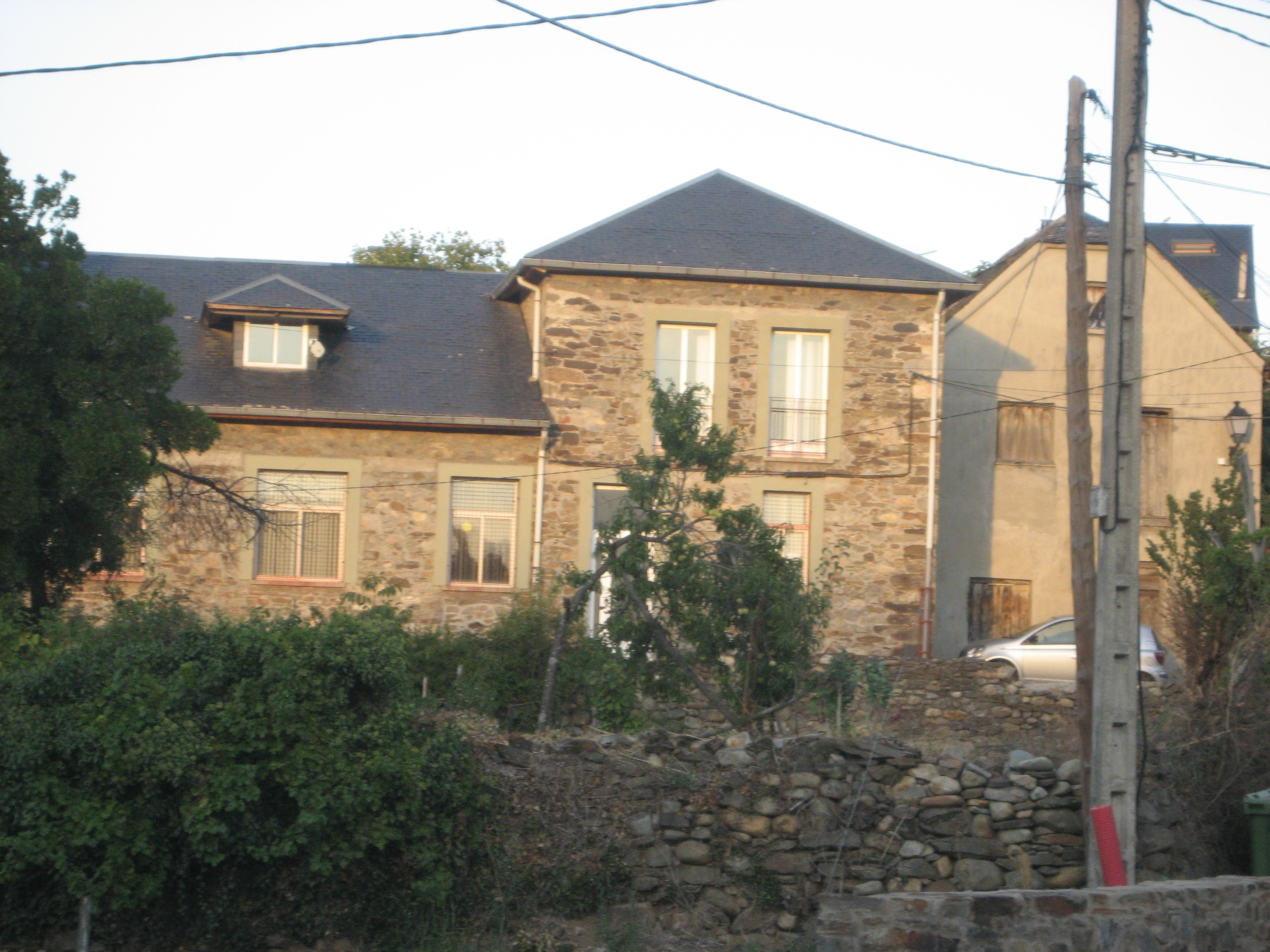
Vista del Colegio de Albares de la Ribera

Aunque el pueblo padece la endémica baja natalidad propia de la nación española, esta villa consigue, no sin esfuerzo, mantener abierto y funcionando su colegio público, perteneciente al CRA Valle del Boeza. Este imprime, sin duda, la alegría propia de la juventud que tanto se necesita.

### Sanidad
A pesar de no contar con un puesto médico permanente, en el edificio de usos múltiples de la localidad está habilitado el consultorio médico, en estas instalaciones llevan a cabo su praxis el médico y el ATS en horario de mañana (días laborables).
El puesto de urgencias permanente más cercano es el situado en la localidad de Bembibre y las instalaciones hospitalarias más próximas corresponden a las del Hospital del Bierzo (Fuentesnuevas, próximo a la ciudad de Ponferrada).

## Patrimonio

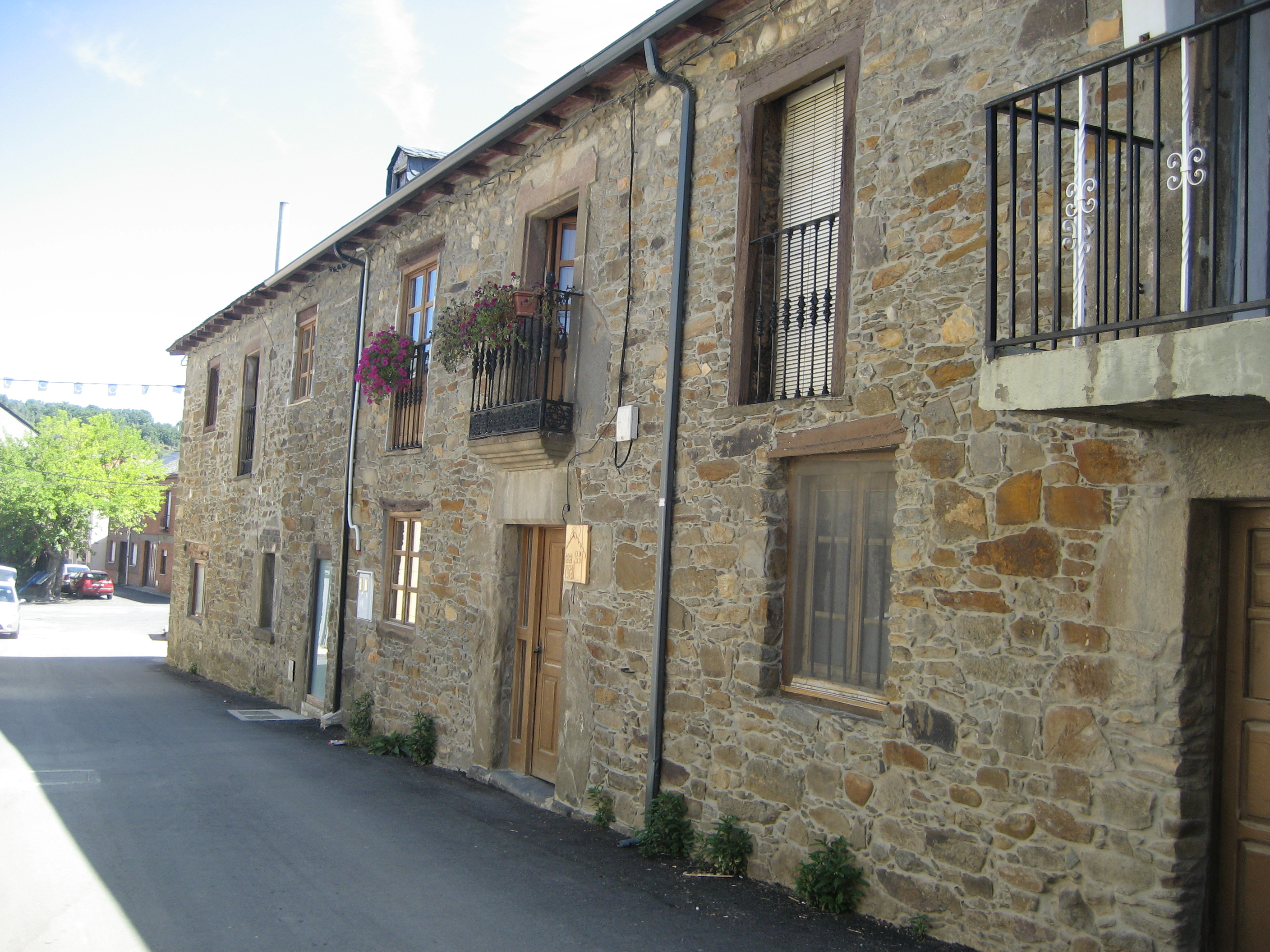
Calle La Casona de Albares de la Ribera

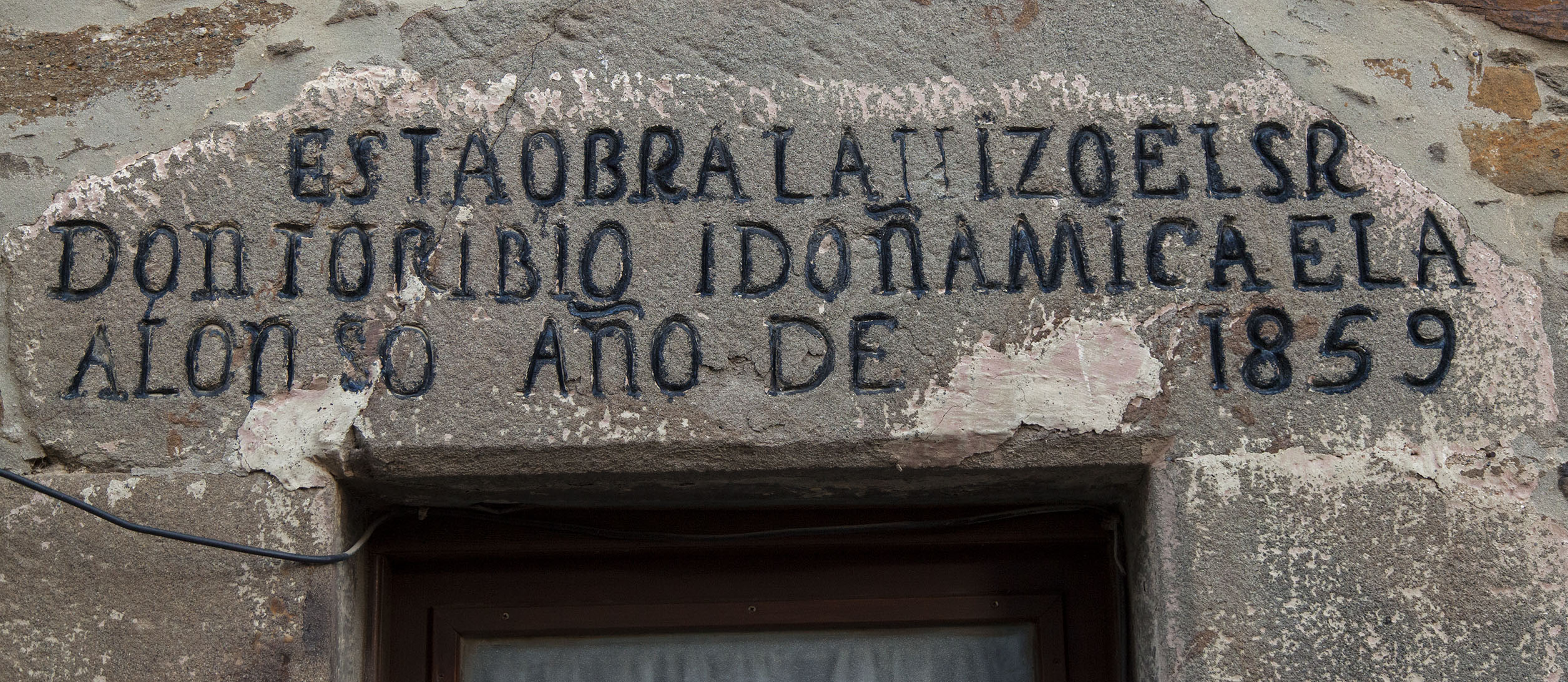
Piedra tallada sobre una ventana en Albares de la Ribera

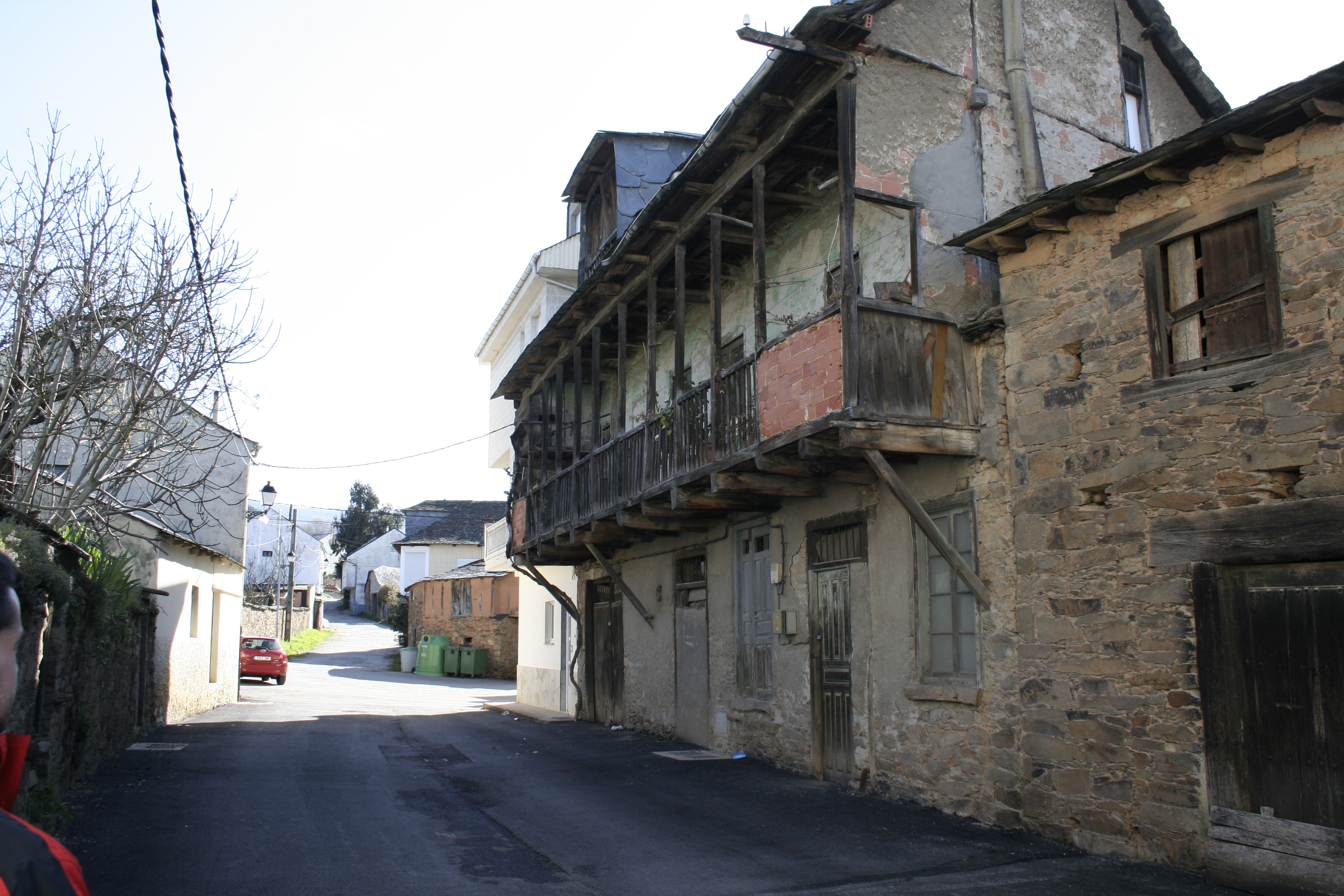
Ejemplo de la arquitectura popular (casa con corredor) en Albares de la Ribera

La arquitectura tradicional se enmarca dentro de la propia de la comarca de El Bierzo (hoy en franco retroceso), marcada por la utilización de los materiales propios del entorno (cuarcitas, areniscas, pizarras, arcillas y derivados vegetales).
Si bien las construcciones típicas de la comarca comprendían un tejado de paja o similar (denominado teito), estos han desaparecido totalmente en favor de aquellos de pizarra y, más recientemente, de teja. Hoy no encontramos ningún ejemplo de pallozas u hórreos, edificaciones propias de la zona y herederas de un pasado castrense.

### Casas de llousa
Esta es la heredera directa de las casas de teito, en muchos casos, simplemente se ha sustituido la paja por pizarras, manteniéndose una estructura de una sola altura muy sencilla. Se aprecian ventanales escasos aunque pueden aparecer grandes pórticos.
Generalmente de planta rectangular, ofrecen, en su altura única, un programa muy simple donde apenas se distinguen estancias. Las buhardillas se utilizan profusamente como lugares de almacenaje

### Casa de corredor y patín

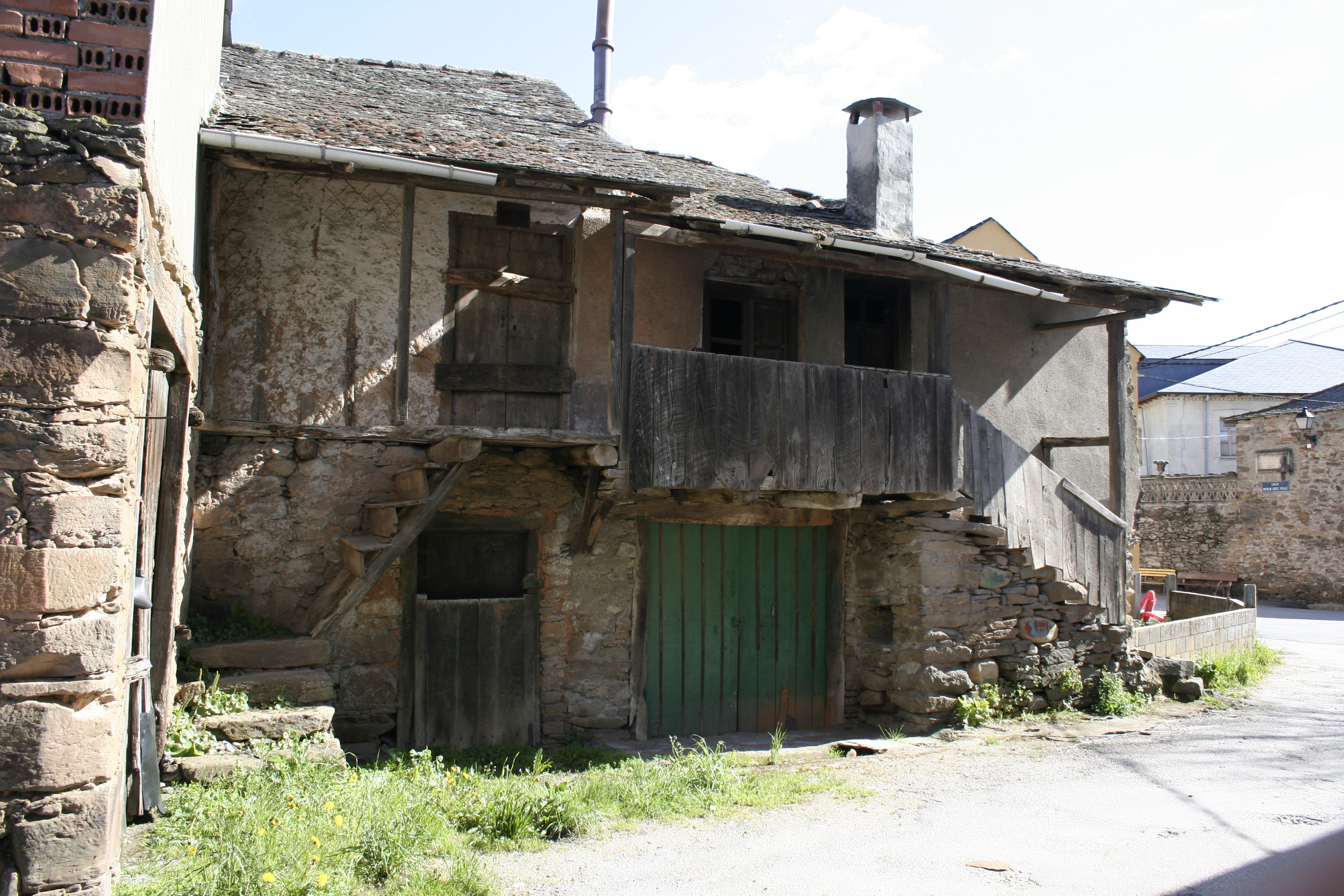
Ejemplo de la arquitectura popular (casa de corredor y patín) de Albares de la Ribera

Existen múltiples ejemplos de construcciones tradicionales (que varían en su estado de conservación), estas nos hablan de un pasado eminentemente agrícola y ganadero donde destacan las denominadas casas de losa con corredor y patín. Se aprecia la continuidad de la casa con corredor de tipo norteño, aunque con morfología matizada con la presencia ocasional de la escalera exterior de acceso.
Las casas distan notablemente en tamaño y modelo organizativo de las que podríamos encontrar en el Bierzo Bajo, en esta villa apreciamos construcciones más sencillas y de menor cuerpo, rasgos típicos de la montaña y de asentamientos de cuna humilde.
El corredor es protagonista en las construcciones albariegas y, en general, incorpora corrales y otra serie de dependencias auxiliares, teniendo especial trascendencia la bodega, acompañada, a veces, del lagar. Los muros son fundamentalmente pétreos aunque se emplea masivamente el barro como elemento aglutinante o como revoco e, incluso, hay muestras de paredes realizadas mediante arcilla y palitroques.
El tipo más habitual, el que podemos denominar “casa montañesa de corredor”, es el que dispone de patín o escalera exterior de acceso. Continuación de la tradición asturiana y de la montaña leonesa aunque con notables diferencias.
Encontramos ejemplos en los que el corredor es un mero balcón, hasta aquellos en que alcanza cierto desarrollo, llegando a la práctica totalidad de la fachada (en muchos casos, sustentados sobre pilastras). Los cerramientos de las balconadas son habitualmente realizados en madera, cubriéndolo total o parcialmente e, incluso, añadiendo algún tipo de ornamento o barrotillo. La escalera se sitúa pegada y en paralelo a la fachada (con notables excepciones). Estas escaleras son habitualmente pétreas aunque se dan ejemplos en cuya fabricación se ha empleado madera.
La organización interna responde al modelo norteño, condicionado por la crudeza del clima, la planta baja se dedica a cuadra y zona de almacenamiento, disponiéndose las zonas vivideras en la planta superior. El acceso al hogar se lleva a cabo desde el corredor o a través de escaleras internas o externas.
Habitualmente se disponía, en la planta destinada a las personas, de una cocina, despensa, una zona de estancia y habitaciones varias.
Otros rasgos muy característicos son la aparición de grandes buhardillones en las cubiertas, destinados a ser empleados como accesos a la zona de pajares, y la presencia de parras en las fachadas.

### Iglesia y parroquia de San Millán

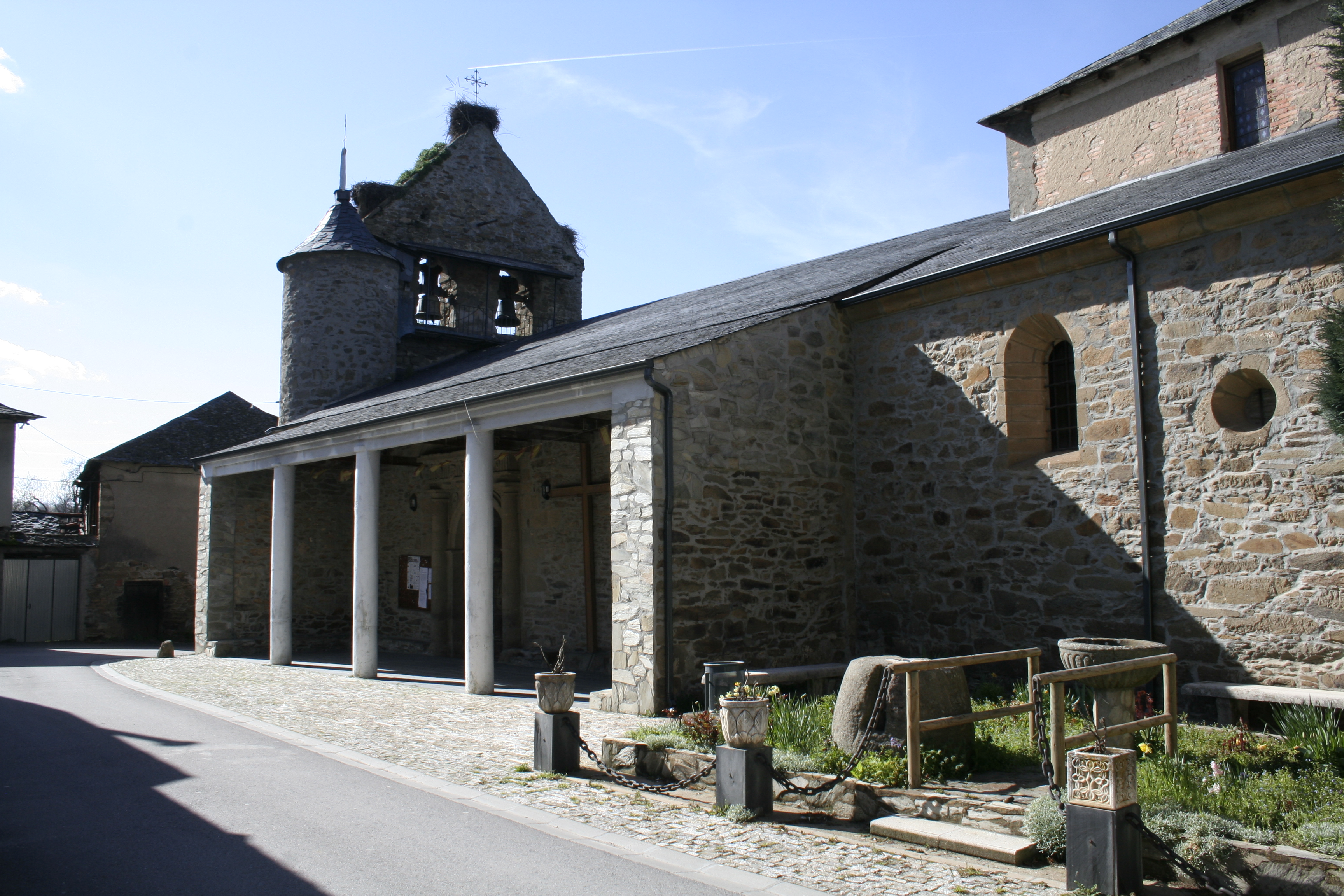
Vista general de la iglesia de San Millán (Albares de la Ribera)

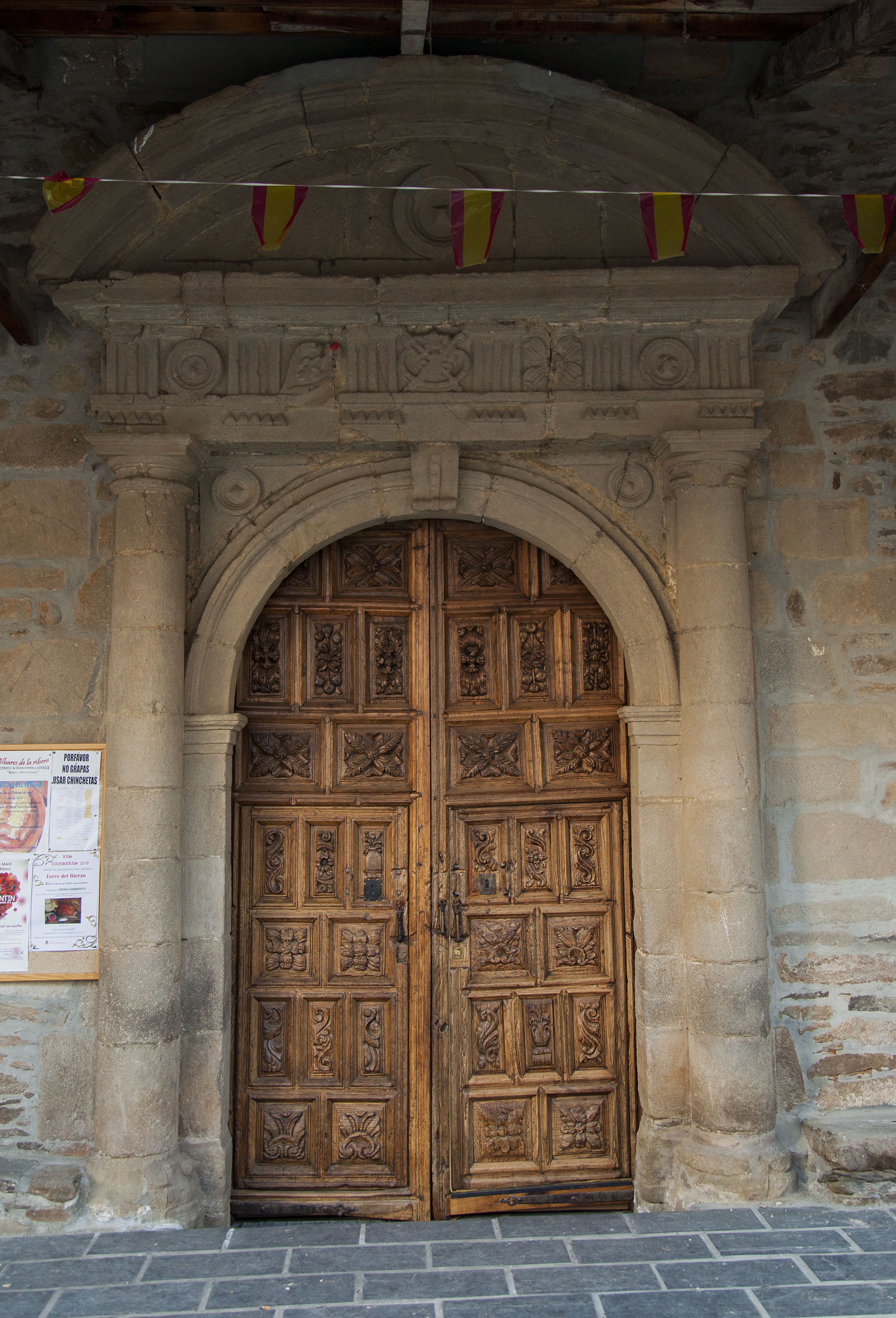
Pórtico de la iglesia parroquial de Albares de la Ribera

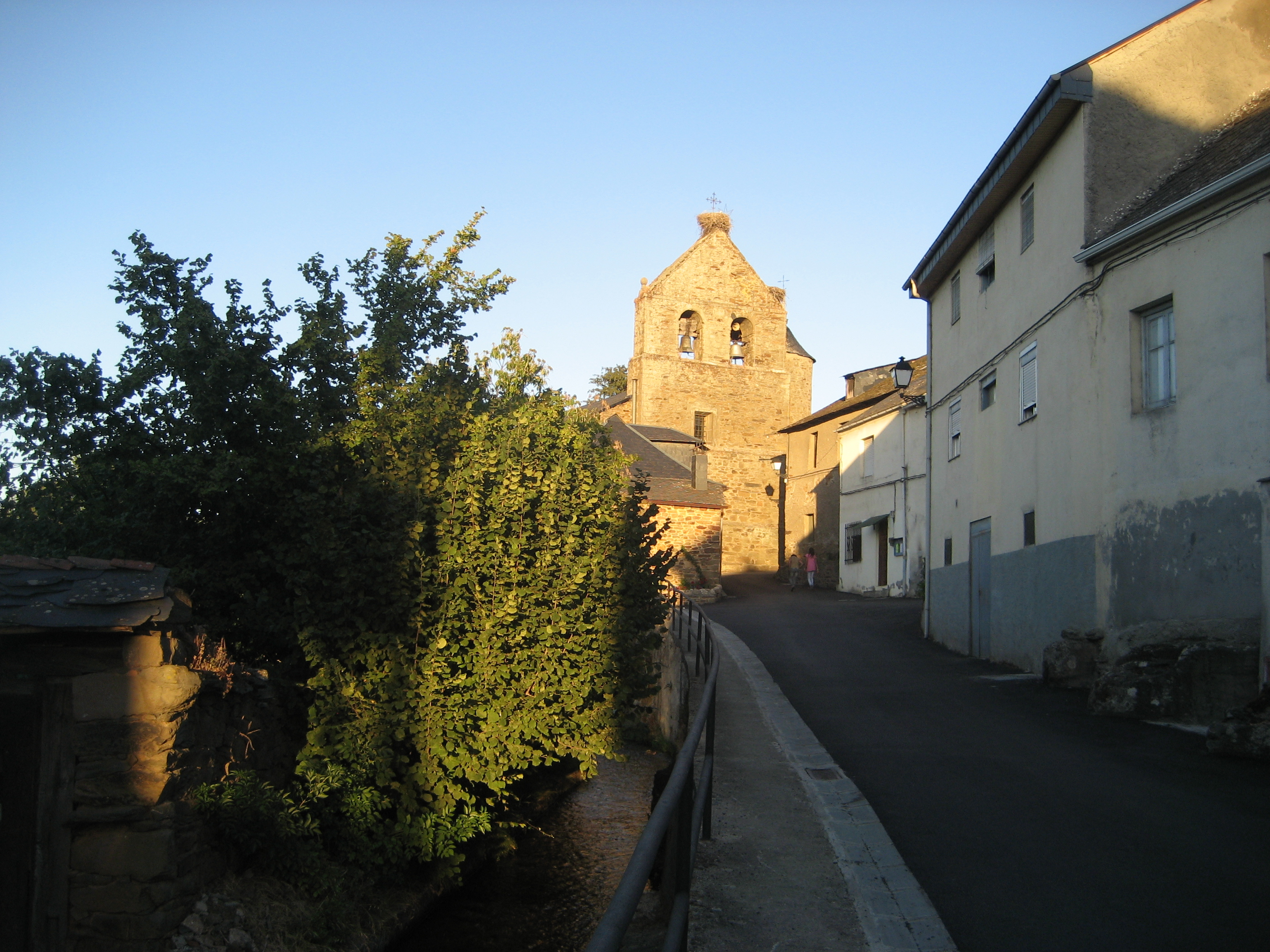
Vista de la espadaña de la iglesia de Albares de la Ribera

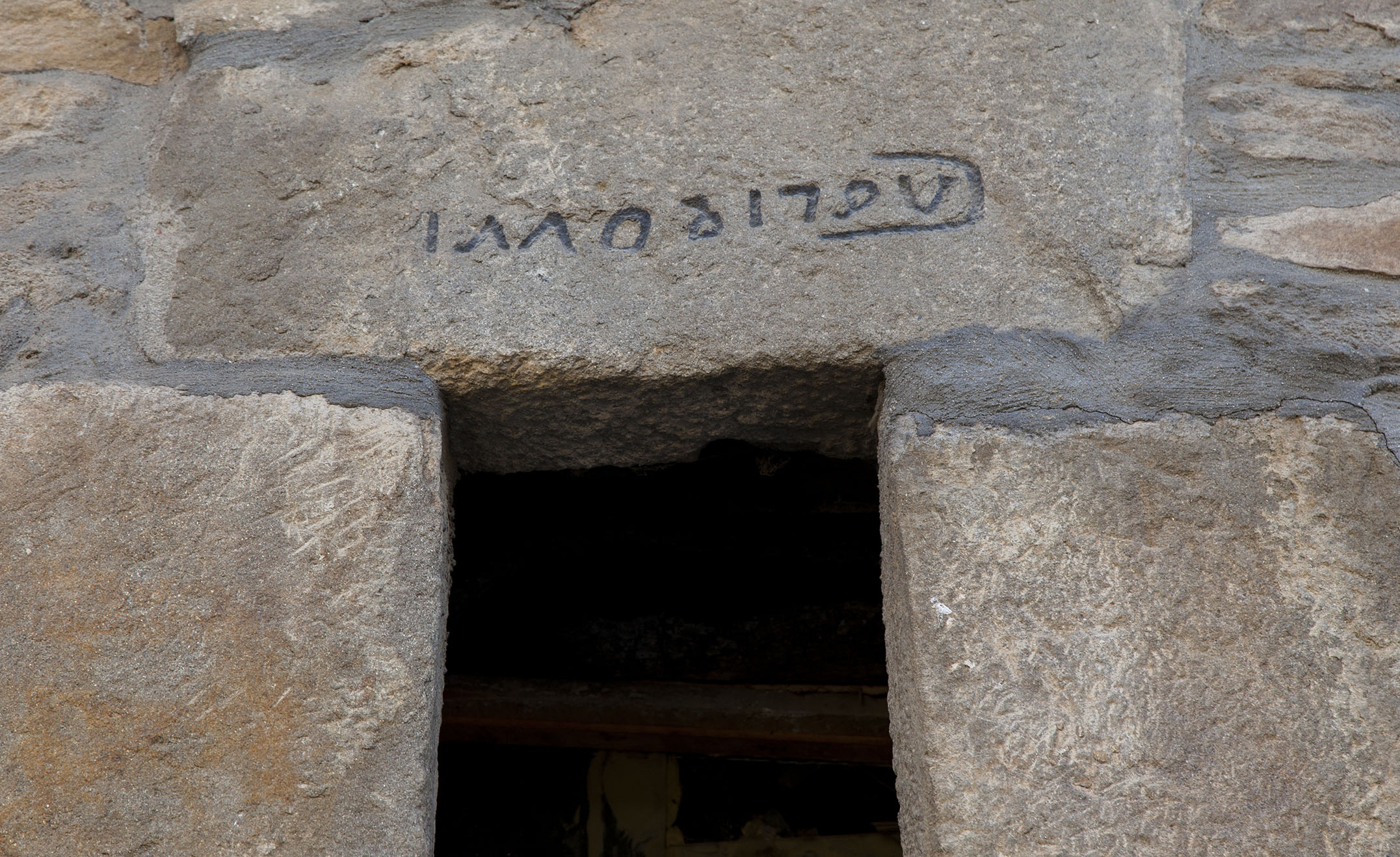
Piedra grabada con inscripción frente a la iglesia parroquial de Albares de la Ribera

El complejo parroquial se compone del templo, el antiguo camposanto y los jardines. Acomodado, al este y al oeste, entre dos construcciones más recientes, al norte, la reguera y, al sur, la calle de La Iglesia, desde la que se accede.
La iglesia parroquial es de tres naves separadas por columnas y pilares con cabecera del siglo XVI y, el resto, de fabricación posterior. Con cubiertas con artesonados mudéjares renacentistas en el inicio de las naves laterales y portada (en el muro sur) de la primera mitad del siglo XVII. En su cara oeste, la espadaña, que posee, en la base de su escalera, una inscripción donde se puede leer “1850”.
El presbiterio tiene un retablo barroco con adornos rococó (llegó a este templo desde otra iglesia), muy movido en su planta y de agradable teatralidad barroca. Destacan la imagen de San Millán, en gran barroco, y el Calvario, que ocupa el remate y es obra del siglo XVII.
En la nave del Evangelio destaca un retablo rococó muy interesante, sin dorar ni pintar en el que es apreciable la escultura de un santo obispo en el nicho superior.
En la nave de la Epístola, en el testero, encontramos un retablo-camarín para la Virgen, obra de la primera mitad del siglo XVIII, que muestra columnas ajarronadas leonesas de gran resalte y efecto óptico. En la mitad de la nave, otro pequeño retablo rococó, sin dorar ni pintar, enmarca un relieve de la Piedad, realizado a finales del siglo XVI, aunque incorrecto en sus proporciones, destaca la buena realización del cuerpo de Cristo y lo convierte, en términos esculturales, en la mejor pieza del templo.
En la sacristía encontramos una pequeña imagen de un apóstol, de la primera mitad del siglo XVII y de estilo semejante al de Francisco de Moure. Su talla es delicada y fina.
En la portada hay un Crucificado de finales del siglo XVI, de canon muy alargado y rostro expresivo. En 1661, el pintor berciano Francisco Velázquez Vaca declaró la realización de diversas obras de pintura que realizó en la iglesia.
Desde su espadaña se domina el valle, apareciendo unas vistas espectaculares sobre la villa. Sus campanas siguen siendo utilizadas para realizar los llamamientos a la liturgia, convocar concejo o realizar cualquier otro tipo de avisos a los lugareños. Recientemente fue refundida una de las campanas tradicionales del templo ya que había sufrido serios daños que impedían su utilización.

#### Arquitectura
Aunque la construcción original del templo data del siglo XVII, las posteriores modificaciones no afectan a la estructura original. En la actualidad, el complejo eclesial ocupa una superficie de 600 m2 con muros de más de 900 mm (especialmente en las proximidades de la espadaña y la torre).
En términos arquitectónicos, es destacable la notable asimetría del templo, en el que el muro norte es notablemente más largo que el sur debido a que los muros tornan hacia el sur a medida que se aproximan a la cabecera.
La iglesia consta de tres grandes naves separadas entre sí mediante cuatro arcos de medio punto en cada lado. Los arcos, con un diámetro de 4800 mm (no uniformes), están apoyados sobre columnas cuadradas sin basamento (quizás oculto por las sucesivas modificaciones del pavimento) de 2650x840x660 mm. No obstante, las columnas del arco toral difieren de los restantes y entre sí. Sobre cada una de estas dos columnas se apoyan cuatro arcos: el arco toral, dos arcos laterales que separan las naves y un cuarto arco de menos dimensión en las naves laterales (junto con el arco toral, casi coinciden con el límite del presbiterio, elevado sobre la nave).
Desde el presbiterio, por la parte izquierda del altar mayor, se accede a la sacristía a través de una portada neoclásica desprovista de puerta. Esta ocupa todo el testero del templo y está rematada por tres crucerías de yeso. La parte sur de la misma está reservada al camarín de Nuestra Señora del Rosario, separado del resto de la sacristía mediante un grueso muro y una portada neoclásica.
A los pies del templo se alza un coro o tribuna al que se accede a través de unas escaleras de piedra. En la parte norte se halla el baptisterio, el cual solo conserva la pila bautismal.

##### Pavimento
El piso del templo estuvo cubierto por grandes losas de pizarra, piedras labradas y molduras en la periferia. Sin embargo, durante la segunda mitad del siglo XX, se colocó el actual suelo de terrazo mientras que el presbiterio fue sustituido por un gran bloque de hormigón cubierto con una moqueta. Ambas conversiones que, desde un punto de vista artístico y estilístico, solo pueden catalogarse como poco afortunadas.

##### Torre y espadaña

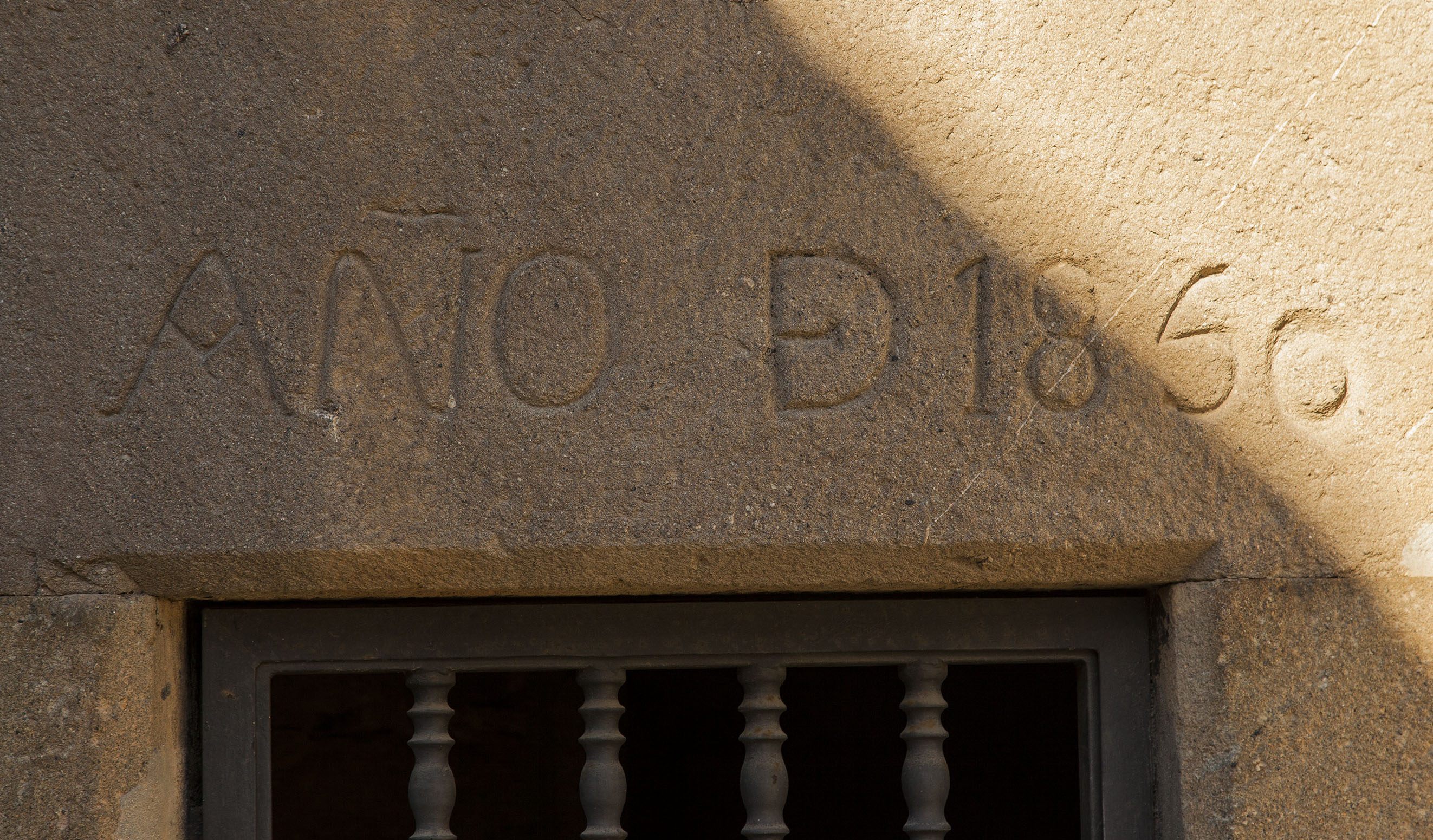
Inscripción sobre la puerta del campanario de la iglesia de Albares de la Ribera

En la parte oeste del templo se alza una espadaña con dos vanos para campanas, rematada dos pináculos y una cruz. A lo alto del campanario, se accede a través de una escalera de caracol que discurre dentro de una torre circular.
Tanto la espadaña como la torre se estrechan a medida que aumenta su altura. En la base de la torre, sobre el dintel que da acceso a su interior, se puede leer la inscripción AÑO DE 1850. No obstante, existe documentación en el archivo parroquial indicando que el campanario se remonta, al menos, a 1778:

... obra del campanario con que se concluyó de pagar.

##### Muros
Los muros han sufrido muchas reformas a lo largo del tiempo, especialmente la pared sur y la de la sacristía. La construcción general está realizada en piedra de mampostería, estando los muros sur y este rematados por una cornisa de gola. Los muros de la sacristía están reforzados por contrafuertes y otro se construyó en el tercio superior del muro norte, detrás del altar de San Antonio de Padua.
El interior está iluminado por ventanales rectangulares que proporcionan luz natural a la nave central desde ambos laterales del templo a la altura de los arcos segundo y cuarto. Además, existe un pequeño ventanuco en el baptisterio.
Dos ventanales abocinados se encuentran en los extremos superiores de los muros que dan luz a sendas capillas colaterales; otras tres de igual factura en la sacristía y camarín.

##### Cubierta
La cubierta del templo está construida sobre madera y a dos aguas aunque la capilla mayor cuenta con cuatro aguas, descentradas respecto a la nave central.
En cuanto al interior, históricamente estuvo cubierto por un rico y elegante artesonado del que solo se conserva la parte correspondiente a las capillas laterales. Actualmente, la parte no conservada está cubierta por escayola enlucida. Durante el siglo XIX, cubierta, arcos y columnas requirieron reformas debido a la inminencia de un derrumbe.

##### Pórtico
El pórtico, de un tamaño de 19x4,9 m, se halla en el ala sur del templo. En el pasado, el pavimento era de piedra y la cubierta (de madera) se apoyaba sobre columnas de castaño. En la actualidad, el pavimento es de losa y la cubierta (de losa sobre madera) se apoya sobre columnas de cemento enlucido.
Los muros del pórtico, en la parte del zócalo, lleva asientos corridos donde, antaño, se celebraban reuniones públicas (religiosas o no). A la derecha de la puerta principal, se encuentra una cruz de madera.

##### Portadas
Manuel García Anta describe la portada del mediodía en los siguientes términos:

Se encuentra en el lienzo derecho del templo; llamada también del mediodía. La joya arquitectónica del templo. Está labrada, dentro de un estilo neoclásico, con piedra de granito fino, de buena calidad y color gris. Mide 5,40 m de altura x 3,80 de ancho; la parte superior del ático casi toca el entablamento.

La propia puerta (interior de la portada) está formada por fuste liso (deteriorado en la base), por arco de medio punto con triple moldura en el exterior, de 0,90 ctms. de radio. El fuste, cuadrado y liso, mide 2,20 m, y compuesto por varios elementos superpuestos, rematado por capitel jónico; en las enjutas van sendos círculos con un botón en el centro de cada uno. Sobre la clave un adorno en forma de aldaba.
En los extremos de la portada van columnas de fuste cilíndrico, de 3,40 m, con doble anillo en parte superior y capitel jónico. También este fuste está formado por elementos superpuestos. Conviene señalar como dato curioso que cada elemento de estos fustes extremos forman unidad con los correspondientes a los de la puerta; es decir, cada elemento es cilíndrico en el exterior y cuadrado en el interior; de esta forma van unidos los fustes de la puerta y de la portada.
Apoyado sobre las columnas extremas lleva alquitrabe de 0,80 cm de altura, rematado por amplia cornisa de triple moldura. Está dividido en cinco cuarterones, separados por conjuntos de cinco baquetones. En los intermedios van los siguientes elementos: en el centro, y enmarcada por un círculo, una cruz en aspa adornada con cardinas; en los cuarterones intermedios, florones; y en los extremos círculos, con un botón en el centro. La parte inferior del alquitrabe, dintel, va asimismo dividida por cuarterones, separados por pequeños baquetones, y en los campos intermedios, grecas; éstos bajo los baquetones de la parte frontal del alquitrabe, y grecas bajo los cuarterones del mismo.
Remata todo el conjunto un ático, que en los extremos supera las dimensiones del alquitrabe, rematado en forma semicircular con cornisa de séptuple moldura, siendo más destacada la central y exterior. El centro de la composición consta de un frontis liso, con un gran círculo en el centro y un botón en el interior del mismo.

La puerta de entrada al templo, realizada en madera de castaño, consta de dos grandes hojas sobre quicio y con sendos postigos. Puertas y postigos están divididas en cuarterones con relieves, en los que predominan: florones, frutillas, arabescos, grecas, etc.

Este mismo autor describe la portada norte de esta forma:

Portada en la que coexisten sencillez y elegancia; de granito muy fino, erosionada por el tiempo en algunos elementos (enjutas, etc.).

Mide 3,30 x 3,30 m, si bien parte de la base está oculta y reducida por los peldaños añadidos en época reciente. La puerta, de fuste de 1,55 y 0,75 m de radio en la arcada, nos da 2,45 x 1,45 m de luz.
El Alfiz que la acompaña, de 1,65 x 3,30 m, parte de las impostas de doble moldura. El fuste con baquetones, tanto en el exterior como en el interior, está encuadrado por triple moldura.
Las dovedas, de 0,77 m, tocan los extremos superiores, así como la parte interior horizontal, quedando disminuidas las enjutas y sin elemento decorativo alguno; reminiscencias renacentistas.

En cuanto al interior, lleva arco escarzado y enlucido con posteridad.

#### Escultura

##### Retablo del altar mayor

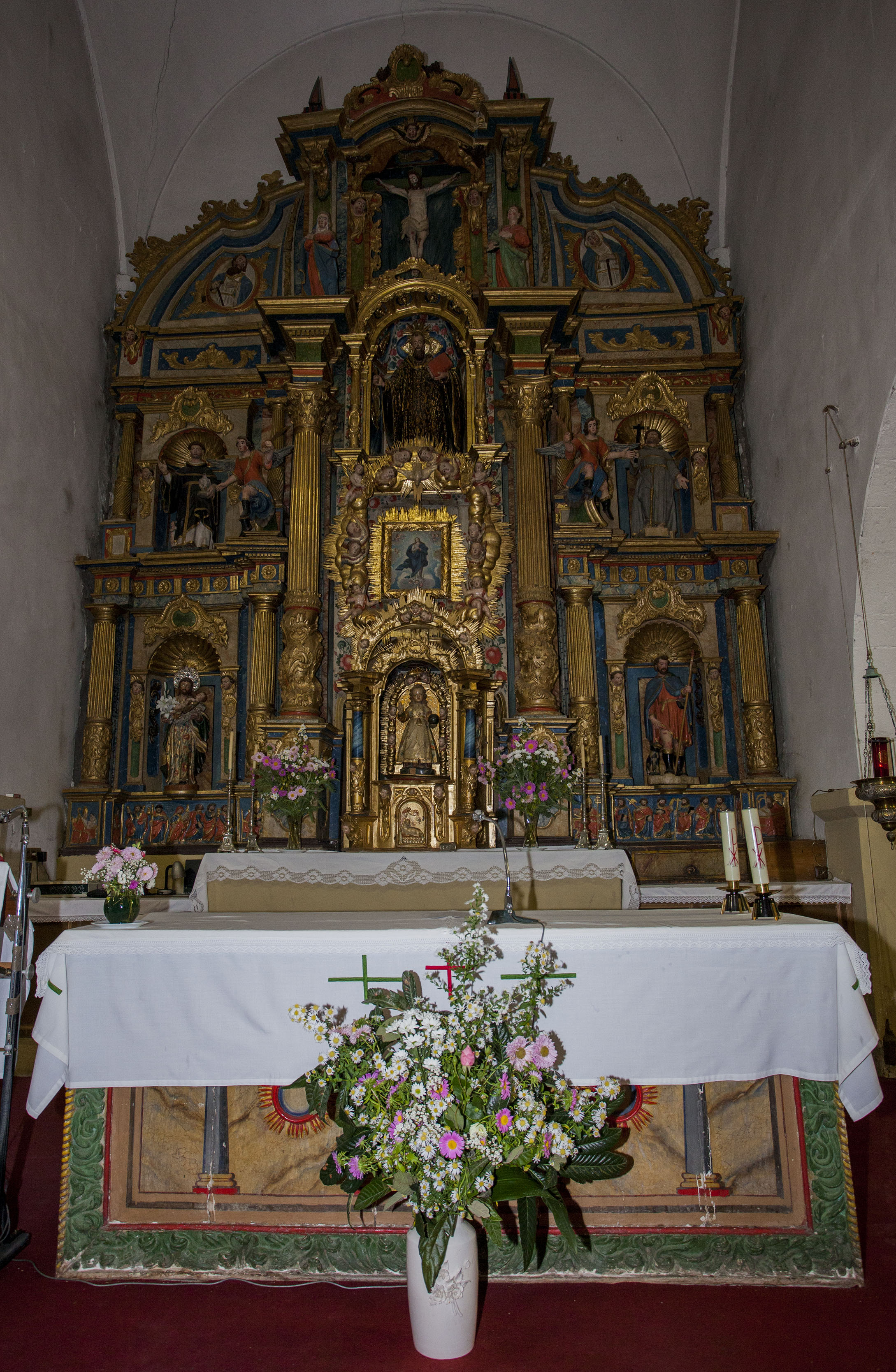
Retablo mayor de la iglesia de Albares de la Ribera

Se trata de un retablo (6500x5000x800 mm) de estilo barroco con elementos neoclásicos realizado en el siglo XVIII. Construido a partir de un ensamblado de madera tallada adornada con policromados y dorados, se encuentra en buen estado de conservación aunque presenta algunas mellas. Consta de una predela (que representa a varios santos y a los doce apóstoles en relieve), dos cuerpos divididos en tres calles y ático.
Pudiera parecer que el ático es posterior al resto debido a que surgen algunas diferencias que rompen la unidad pero esto se debe a que fue tallado por diferentes artesanos (aunque en un mismo taller) como corroboran varias facturas. Estas diferencias son extensibles a las pinturas y los dorados que adornan la madera (e, incluso, son ciertas para el retablo de Nuestra Señora del Rosario).
Las obras comenzaron en 1760 y se extendieron hasta 1774, fecha en que se abonan "trescientos veinte y siete reales para el remate del retablo maior". Por otra parte, algunas pinturas y dorados fueron considerablemente más tardíos y, en 1823, se afirma que "se acabó de dorar el retablo maior". Esta tardanza se debió a la falta de liquidez económica.
Se dispone de diversas facturas que dan cuenta de los gastos relacionados con el altar. En 1762, se dice que "Mas dio ochenta y ocho reales; de los quales veinte y dos fueron para pagar el porte de un carro que fue a buscar el dicho retablo a Cacabelos [...] y asentar el referido Retablo Maior y el de la sacristía". De 1771 es un apunte que indica "... un cántaro de vino, que se gastó en los que trajeron el Retablo Maior de Cacabelos... 11,04 reales". También de 1771 es la entrada "... porte de tres carros que trajeron el Retablo Maior de la Villa de Cacabelos... 66 reales". A pesar de disponer de diversas facturas y abundante documentación, se desconoce la cuantía total del trabajo y la identidad de los artesanos implicados.
La predela consta de una amplia variedad de figuras de santos adornados con colores azulados (fondo), rojizos (túnicas de los personajes) y dorados. García Anta lleva a cabo una descripción pormenorizada de cada uno los santos que están representados.
La calle central del retablo está separada de las laterales por medio de dos grandes columnas que recorren ambos cuerpos, desde la base hasta el ático. Van apoyadas sobre basas cuadradas adornadas con espejos y cartelas. Las columnas, doradas, se componen de un tercio inferior salomónico que da paso a dos tercios estriados, todo ello rematado por capitel corintio.
Esta calle central está totalmente ocupada (abarca la predela y los dos cuerpos) por tres hornacinas superpuestas que cubren un fondo formado por tablas pintadas al óleo con motivos florales.
La hornacina inferior está reservada al tabernáculo, una talla en madera de estilo barroco policromada y dorada enmarcada por dos pequeñas columnas sobre basas doradas adornadas con cabezas de querubines, siendo la mitad inferior del fuste de motivos vegetales, la mitad superior imitando mármol azul y el capitel corintio. Toda la hornacina va rematada por un doble arco nimbado adornado por querubines.
En la parte inferior central, se halla el sagrario cuya puerta está custodiada por bustos de querubines. La escena de la puerta del sagrario, de estilo clasicista, muestra al cordero místico con estandarte y cruz acostado sobre un libro cerrado con siete sellos.
La parte central y más destacada de la hornacina está reservada al ostensorio sobre el que reposa, sobre una peana, la talla del niño salvador (670x240x260 mm): "Talla policromada y dorada; madera policromada. Escultura de bulto redondo que representa al Niño Salvador que, con la mano derecha bendice y, con la izquierda, sujeta la bola del mundo". El ostensorio está enmarcado por un arco ojival nimbado adornado por querubines.
La hornacina central abarca parte de los cuerpos primero y segundo. Esta reservada para una marco nimbado cuadrado adornado por ángeles y querubines (algunos de cuerpo entero) rematado por la paloma del Espíritu Santo. Este rodea un óleo (600x360 mm) de la Inmaculada Concepción protegida por querubines.
La tercera hornacina de la calle central ocupa el resto del segundo cuerpo e, incluso, asciende hasta el ático. Está reservado para una talla policromada de San Millán enmarcada por columnas doradas cuyo fuste presenta elementos vegetales (tercio inferior) y estriado (resto) rematadas por capiteles corintios; sobre estas, descansan dos arcos, también dorados, abundantemente labrados. La figura de San Millán, del siglo XVII, sostiene un libro y se viste con una rica túnica negra con motivos dorados.
Por otra parte, las calles laterales, sobre fondo azul, son más someras que la central y van separadas de esta por columnas independientes diversas para cada cuerpo que, en el caso del primero, llevan capitel dórico y, para el segundo, jónico. Ambos cuerpos están separados por medio de un arquitrabe con baquetones adornados con círculos con botones. Destacan cuatro tallas de santos policromadas con adornos dorados.
En las calles laterales del primer cuerpo, se encuentran las figuras de San Roque (derecha) y San José (izquierda). San Roque (1100x350x260 mm), vestido de peregrino, está acompañado por un perro con pan en la boca y San José (900x180x180 mm) lleva al niño en brazos y se adorna con una diadema metálica. En el segundo cuerpo, encontramos las imágenes (ambas 950x250x250 mm) de San Francisco (derecha) y Santo Domingo (izquierda). San Francisco lleva el traje típico franciscano con tres nudos y crucifijo; Santo Domingo lleva una paloma blanca en la mano y un niño a los pies. Además, sobre las columnas interiores del segundo cuerpo, surgen dos ángeles alados (850x700x200 mm) del siglo XVII.
En cuanto al ático, si bien es cierto que es coetáneo del conjunto, su estética es neoclásica como pone de manifiesto su remate semicircular. En el centro aparece una talla policromada y dorada de un cristo crucificado de gran realismo anatómico (1150x1140 mm) sobre fondo azul. Sobre los capiteles de las grandes columnas de la calle central, se poyan dos tallas (ambas 800x250x220 mm) policromadas de la Virgen y San Juan. A ambos lados del ático y en relieve, surgen San Joaquín y Santa Ana (800x600 mm). Elementos diversos rellenan los intersticios de la composición.
Los libros de fábrica del archivo parroquial contienen abundantes entradas referentes a la construcción y decoración del retablo. García Anta recoge algunas de estas notas.
La mesa del altar mayor, del siglo XIX, rectangular y con unas dimensiones de 1000x2420x800 mm. Tiene, en su parte delantera, un policromado representando cuatro columnas que flanquean tres rosetones. El rosetón central, de mayor tamaño, contiene una representación del cordero místico.

##### Retablo de Nuestra Señora del Rosario

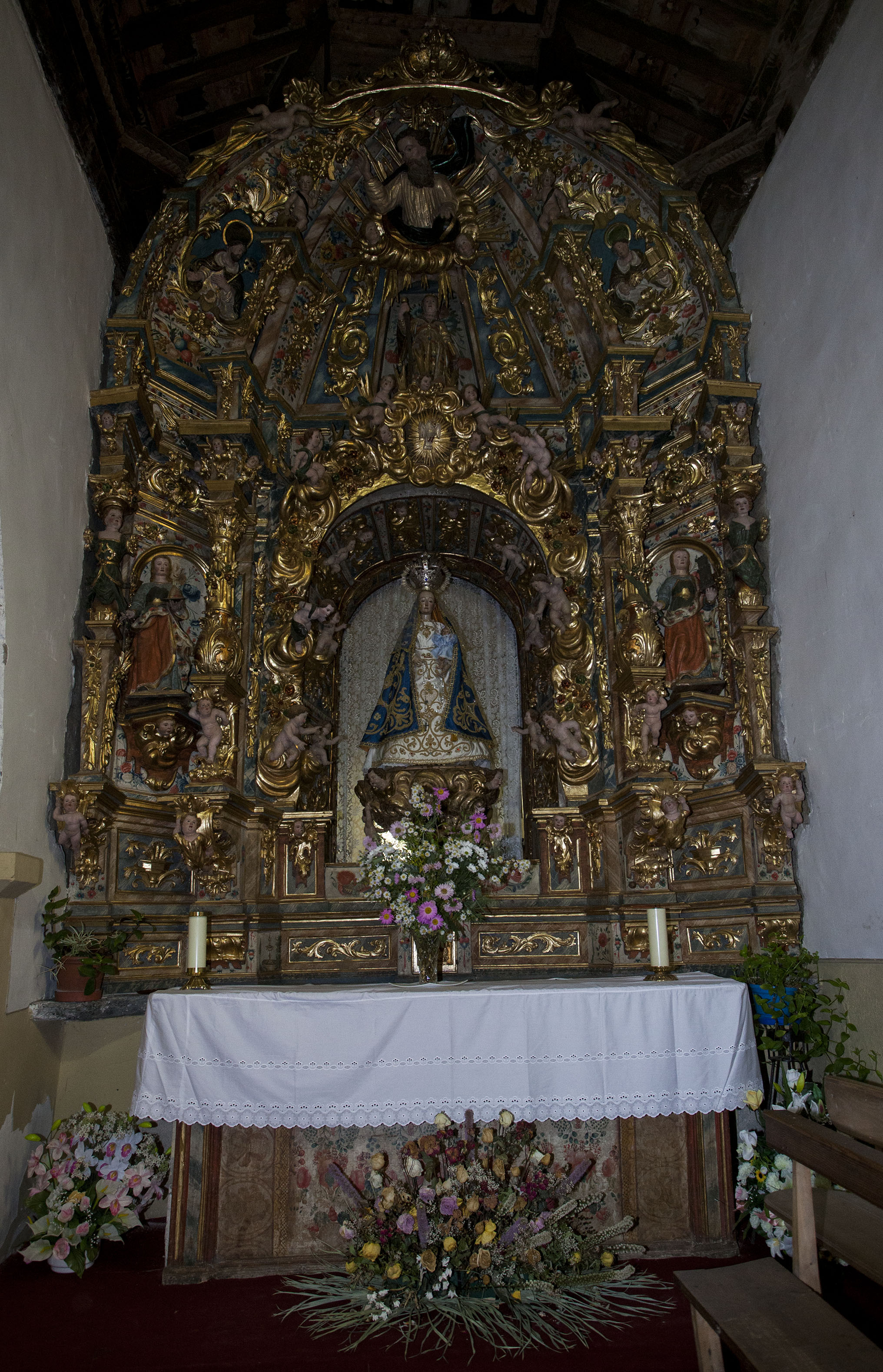
Retablo de Nuestra Señora del Rosario

Ubicado en la capilla sur del testero, realizada en el siglo XVIII, de estilo barroco y realizada en madera policromada y dorada, presenta un buen estado de conservación y mide 5200x3400x1900 mm. Consta de una pequeña predela, cuerpo de tres calles (siendo la central mucho más amplia que las laterales) y ático semicircular.
Su concepción es muy similar al de la parroquia de San Andrés del vecino pueblo de La Ribera de Folgoso debido a que ambos fueron tallados simultáneamente aunque este fue rematado casi una década antes que aquel. Sus similitudes son tales que el ático y la arquivolta de ambos retablos son idénticos. En este retablo se observan menos figuras de bulto redondo que en el altar mayor: Nuestra Señora del Rosario, Santa Marina, Santa Lucía y Santa Bárbara, siendo estas dos últimas traídas desde la desaparecida ermita de San Antonio (desplazamiento recogido en los libros de fábrica del archivo parroquial).
García Anta nos indica que "no disponemos de datos escritos sobre su autoría. No obstante, dadas las evidentes similitudes en su estructura y tiempo de realización, no dudamos en adjudicar su posible autoría a Joaquín García, tallista de Astorga, o, al menos, a su escuela".
La predela, dorada y de poca altura (330 mm), tiene un pequeño sagrario en su centro cuya puerta (250x250 mm) comporta un relieve nimbado del cordero místico con estandarte y cruz acostado sobre un libro cerrado con siete sellos (motivo que se repite en el sagrario del retablo mayor).
El cuerpo del retablo está dividido en tres calles, siendo la central mucho más amplia. Esta está flanqueada por sendas columnas doradas (2000x240x240 mm) sobre basa vegetal; fuste salomónico (tercio inferior), ajarronado (tercio medio) y estriado (tercio superior) y rematadas con un capitel corintio. Las calles laterales, en sus flancos exteriores, presentan columnas doradas del mismo tamaño con angelotes en la base, fuste piramidal truncado (parte media inferior) y cariátides con manto azul (parte media superior). Si bien el fondo del cuerpo es azul, apenas es perceptible debido a la profusión de los dorados.
La calle central está ocupada por una hornacina (2100x1200 mm) en la que destaca la figura de Nuestra Señora del Rosario. Esta se presenta custodiada por ángeles de cuerpo entero entre capullos rojos. Corona la hornacina la paloma del Espíritu Santo, entre ráfagas y dentro de un círculo nimbado. En sus flancos, ángeles y querubines sobre florones pintados al óleo. El intradós del arco está dividido en cuarterones adornados con florones y ángeles de cuerpo entero.
En el centro de la hornacina, destaca la imagen de Nuestra Señora del Rosario coronada (1700x700x700 mm), de vestir y con niño. Emplazada sobre un pedestal dorado adornado con cabezas de ángeles y sostenido por cuatro ángeles de cuerpo entero independientes del pedestal, tres de ellos, desnudos y el ángel frontal vestido de soldado en azul.
En las calles laterales, destacan las imágenes de Santa Lucía (izquierda) y Santa Bárbara (derecha), ambas de 800x250x250 mm, vestidas de azul con manto rojo, con sus símbolos (ojos en bandeja y castillo respectivamente) y palma de martirio. Ambas se asientan sobre peanas circulares, en hornacinas de fondo azul, pintada al óleo sobre tabla con flores rojas y azules. Los extremos laterales están festoneados y, en sus perfiles, aparecen tres ángeles de cuerpo entero sobre nimbos; en los intermedios, y sobre fondo azul, florones con capullos pintado al óleo, en que predominan los colores azul y rojo.
En la parte central del ático, destaca una talla policromada de Santa Marina (850x300x250 mm) con espada y sobre un dragón, a su lado, festones y flores pintadas. En la arquivolta, surgen los relieves de Santo Domingo y Santo Tomás (850x400 mm); el primero con una gran cruz latina y un libro y, el segundo, con una iglesia sobre un libro. En la cúspide, el relieve del Padre eterno (1150x300 mm) bendiciendo con la derecha y sosteniendo la bola del mundo en la mano izquierda. Ángeles, mandolas, espejos y flores cubren los intersticios del conjunto donde también destacan los dorados.
Este retablo ha sido restaurado íntegramente en el último cuarto del siglo XX.
La mesa del altar (950x2340x960 mm) está realizado en madera con un policromado floral en su frontal.
García Anta nos recuerda que "detrás del retablo, se conserva parte del camarín: un retablillo en forma de arco, sostenido por columnas de pirámide truncada; va todo sobredorado. Sobre lo que fue mesa de altar se guardan andas para procesionar; en el centro llevan un pedestal similar al de la imagen de Ntra. Sra., pero de menos altura; los ángeles de cuerpo entero, que simulan sostenerlo, van adosados al mismo; cabezas de querubines cubren los intermedios".

##### Retablo del Ecce Homo

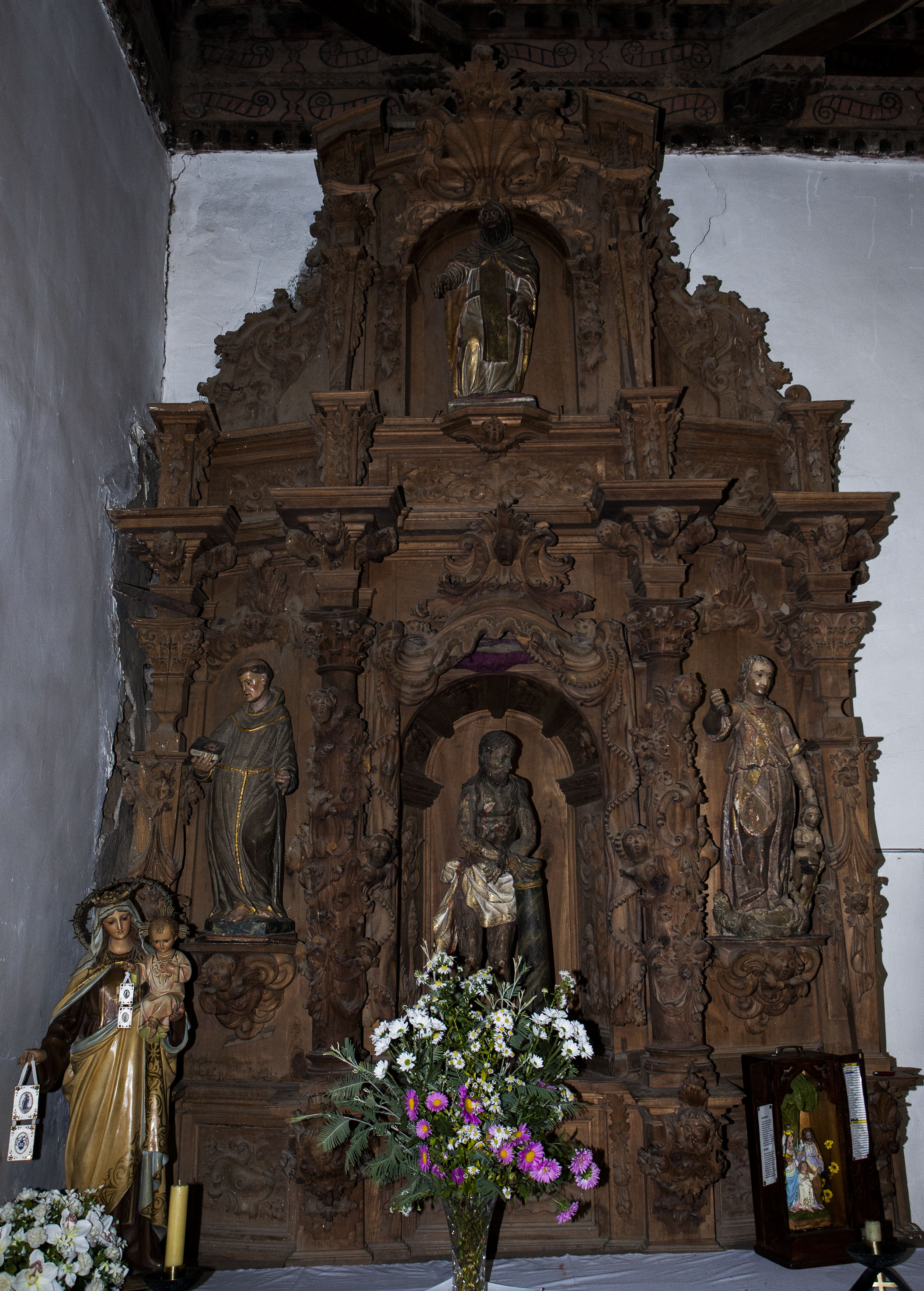
Retablo del Ecce Homo

Ubicado en la capilla norte del testero y separado del retablo mayor por la puerta de la sacristía, de ebanistería, mide 4800x2300x880 mm y fue realizado en Astorga en el siglo XVIII. De estilo barroco, consta de una predela, cuerpo de tres calles y ático.
La predela es muy sencilla e incluye tres tablones con relieves con motivos florales. Cada una de las calles del cuerpo consta de una única hornacina flanqueada por columnas (estas se extienden desde la predela hasta el ático), siendo las dos centrales circulares con elementos vegetales y las laterales de pirámides truncadas.
La hornacina central está ocupada por una escultura de bulto redondo de gran realismo anatómico del Ecce Homo (900x330x280 mm) atado a una columna marmórea azul. En los libros de fábrica, aparece una entrada en la que se dice que, en 1763, "se le dio encarnación y el pañete fue estofado".
Las calles laterales están reservadas para las tallas policromadas de San Francisco (izquierda) y San Ángel (derecha). San Francisco (820x280x280 mm) aparece con el hábito franciscano y cordón de tres nudos, no obstante, los feligreses identifican erróneamente esta talla con San Antonio Abad (llamado "el viejo"). La imagen de San Ángel (870x300x240 mm) tiene a sus pies las imágenes del demonio y el niño y, antaño, blandía en la mano derecha una espada de la que sólo queda la empuñadura.
El ático lo ocupa la imagen policromada (950x190x160 mm) de un santo dominico no identificado (quizás Santo Domingo) portando un libro en su mano izquierda.

##### Retablo de la piedad

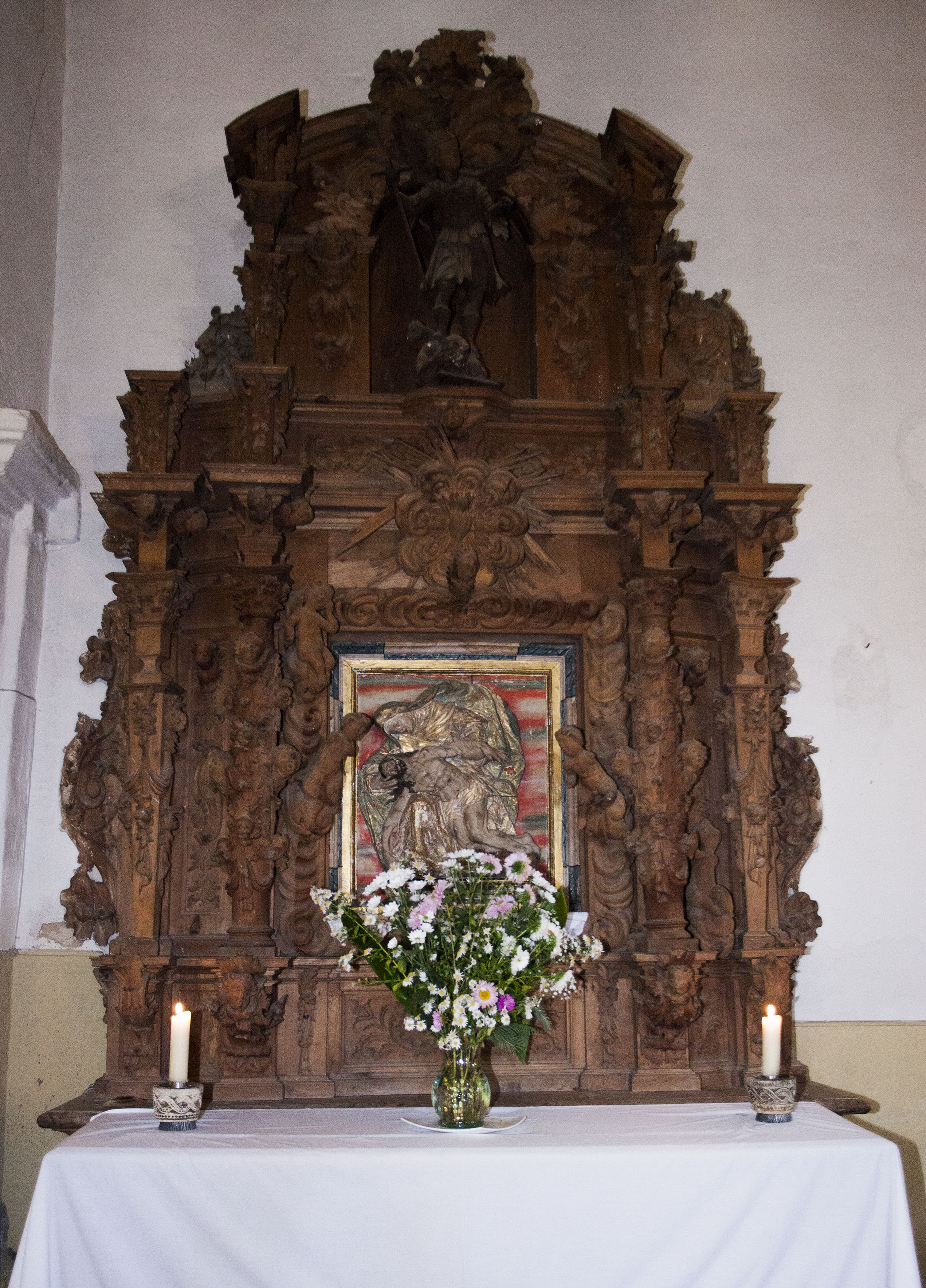
Retablo de la piedad

Ubicado en la nave derecha y colocado contra el muro sur entre la portada del mediodía y el presbiterio, se trata de una talla no policromada (4400x2550x550 mm). Fue elaborado (realizado en Astorga en el siglo XVIII) conjuntamente con el retablo del Ecce Homo, con el cual guarda abundantes similitudes aunque este es mucho más somero y sencillo.
Consta de tres calles (siendo las laterales muy reducidas), un ático y un frontal. La calle central está únicamente reservada al relieve policromado de la piedad (800x700 mm) y las calles laterales son muy estrechas y únicamente ornamentales. El ático está ocupado por una talla de San Miguel.
El relieve (policromado y dorado) de la piedad representa a la virgen sosteniendo entre sus brazos a un cristo. La virgen aparece en una posición jerárquica superior al de cristo. De clara influencia barroca que se aprecia en la monumentalidad de las efigies, en el movimiento compositivo y en el tratamiento de los ropajes, especialmente el de la virgen, el cual simula motivos florales. Es posible que esta imagen sea anterior al retablo ya que la posición de los cuerpos (ladeados) y los pliegues muestran una clara influencia renacentista.
El ático está ocupado por una escultura de bulto redondo policromada (1000x240x240 mm) que representa a San Miguel ataviado como soldado, con una lanza ornamentada con una cruz y, a sus pies, un dragón. Desgraciadamente, presenta algunas zonas quemadas.
El frontal del altar (970×2200×1100 mm) de ebanistería, es de "madera sin policromar con decoración con motivos vegetales en relieve; en el centro, aparece un medallón, en cuyo interior se representa el Corazón de Jesús con los puñales alrededor".

##### Retablo de San Antonio de Padua

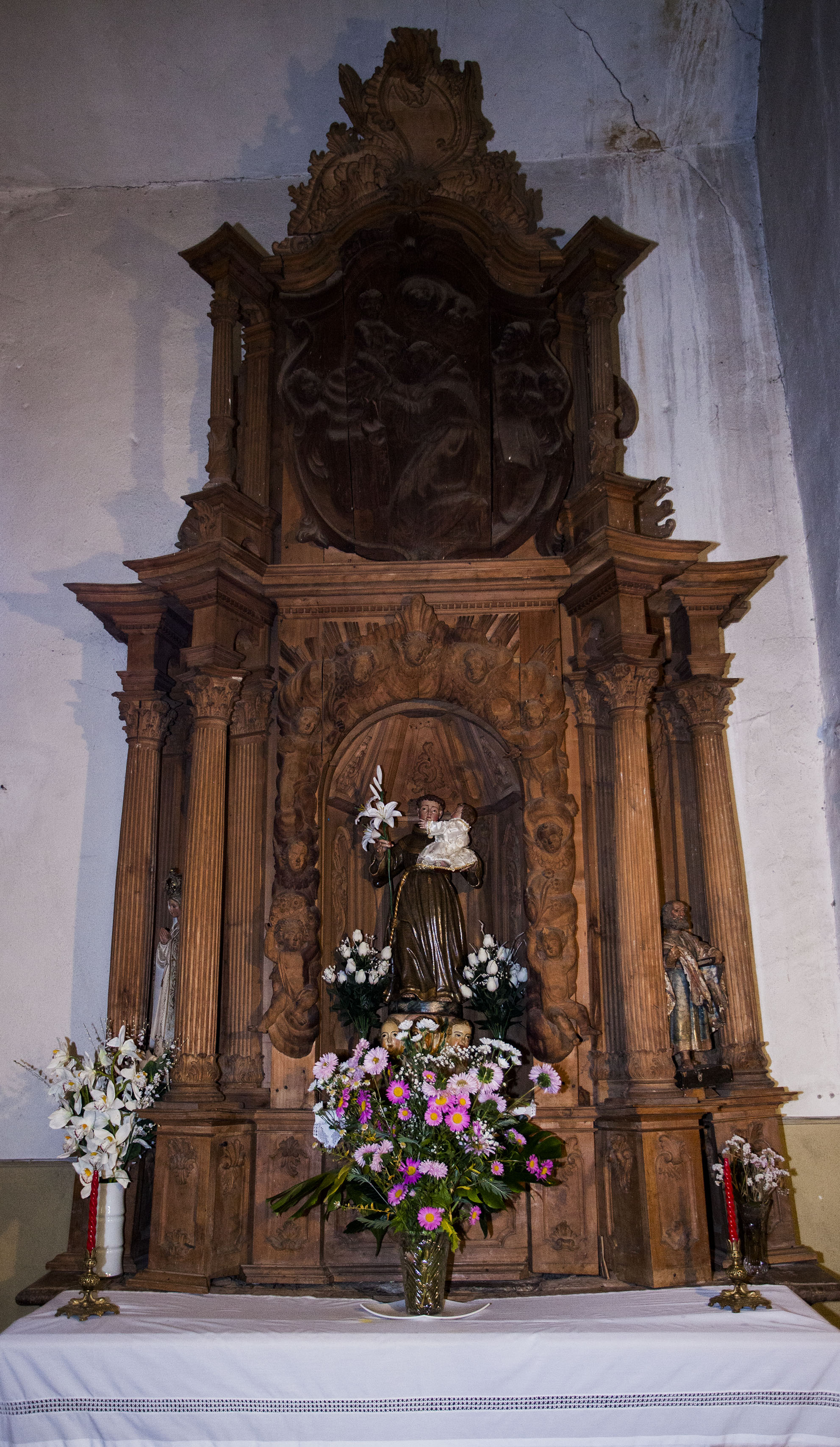
Retablo de San Antonio de Padua

Ubicado en la nave izquierda y colocado contra el muro norte frente al retablo de la piedad y cerca de la portada norte. Se trata de una talla no policromada (2940x2150x670 mm) del siglo XVIII. Elaborada "bajo una concepción barroca con reminiscencias renacentistas. Estructura en predela, primer cuerpo y ático, sostenido por columnas de orden jónico con fuste estriado en calles, y más cortas en el ático; la predela y el ático están decorados con relieves".
En la predela surge un relieve (440x590 mm) de Santa Teresa dentro de una mandorla rectangular, todo ello elaborado de una forma muy sencilla. La peana está adornada con cabezas de ángeles.
El cuerpo consta de tres calles, siendo las laterales mucho más estrechas, las calles están flanqueadas por columnas. Las calles laterales están reservadas a las imágenes de San Pedro (derecha) y la Virgen de Fátima (izquierda), esta última de escayola y sin valor artístico.
La imagen de San Pedro (550x200x180 mm) es una de las figuras más destacables de la parroquia, de finales del siglo XVII, "representa a San Pedro en posición hierática; el movimiento se aprecia en los pliegues de los ropajes decorados con estofados de motivos vegetales. En la mano izquierda lleva un libro y en la derecha le faltan las llaves".
La hornacina central está ocupada por un arco, rematado en cuarto de esfera, que está ocupado por una talla de mediados del siglo XIX de San Antonio de Padua, con sus atributos tradicionales y portando al niño en su mano. La imagen se apoya sobre un pedestal con cabezas de ángeles. El arco está ornado con ángeles, querubines y nimbos.
En el ático, franqueado por columnas, surge un relieve de San Antonio (1500x1100 mm), de "madera sin policromar que representa el momento en que a San Antonio se le aparece el Niño Jesús. Se encuentra enmarcado en una especie de mandorla rematada por un grutesco de motivos vegetales".
El frontal del altar es de ebanistería (890x220x1100 mm) "sin policromar, con decoración de motivos vegetales en relieve; en el centro un medallón en cuyo interior se representa la palma del martirio".

#### Archivo parroquial
El archivo parroquial consta de abundante documentación sobre la vida de la villa aunque, lamentablemente, fue en parte destruido durante la Guerra de la Independencia por las tropas francesas. Se ha de hacer notar que parte del catálogo parroquial está conservado en el Archivo Diocesano de Astorga. Son reseñables los siguientes documentos:
- Libros de bautizos, defunciones y matrimonios que se remontan hasta 1675.
- Libros de fábrica que se remontan hasta 1765.
- Más de 200 documentos con sello real del siglo XVIII.
- Documentos de apeos que se remontan a 1762.
- Documentos diversos sobre procesos, ventas y testamentos.
- Documentos del Señorío del Marqués de Tábara (1750-1787).
- Documentación del Catastro de Ensenada (1752).

##### Pergaminos medievales
La iglesia parroquial de la villa cuenta con dos pergaminos realizados durante la Edad Media y relativos a la vida monacal:
El primero de ellos es un leccionario monacal de las horas canónicas que, después de aparecer la imprenta, fue empleado como forro para un libro. Este pergamino consta de cuatro folios que, lamentablemente, fueron recortadas en la cabecera y pie, la letra es gótica y las anotaciones musicales van sobre pauta de una línea (habitual en las primeras composiciones gregorianas).
Manuel García Anta nos describe el cuarto folio en los siguientes términos:

La única página a que me voy a referir, la cuarta (por estar más nítida y fácilmente legible) corresponde a la Feria II de la Dominica II de Adviento, con antífonas propias de Laudes y Vísperas, así como dos lecturas; la lengua utilizada es el latín medieval y a dos columnas.

E la columna izquierda se encuentra la Lectura del "Oráculo de Moab" (Is. 16, 3-9). Parte de la mitad del versículo 3.º, faltándole al final los vv. 10 y 11. Ello es debido al corte o tijeretazo que ha sufrido el pergamino. En la parte superior de la segunda columna se encuentran las antífonas de Laudes y Vísperas; van musicalizadas sobre una sola pauta o línea continua en rojo. La 1.ª: "De caelo veniet Dominator Dominus, et in manu eius honor et imperium; BENEDICTUS". La 2.ª: "Ecce Rex venit dominus terre et ipse aufferet ignum captivitatis nostre; MAGNIFICAT". Y sigue el final del "Oráculo de Moab" y principio del "Oráculo de Damasco" (Is. 16, 12-14; 17, 1-3).

Entre las características medievales podemos destacar: la utilización del genitivo "e" en lugar de "ae"; la del nominativo plural "is" en lugar de "es"; doble "f" por "f" sencilla; y otras muchas variedades que difieren tanto de la Vulgata como del Liber Usualis, publicados en fechas posteriores a la Edad Media.

El segundo pergamino fue empleado como forro para un grueso tomo de 500 documentos con sello real en tinta que data del siglo XVIII y se conserva en el Archivo Diocesano de Astorga. En este caso, consta de pauta de cuatro líneas con letra gótica de 25 mm, siendo la capital inicial de 80 mm. Manuel García Anta nos indica que podría corresponder al Oficio de Reyes y podría formar parte de un grueso tomo monacal.

### Complejo de la Huerta Grande y casa solariega

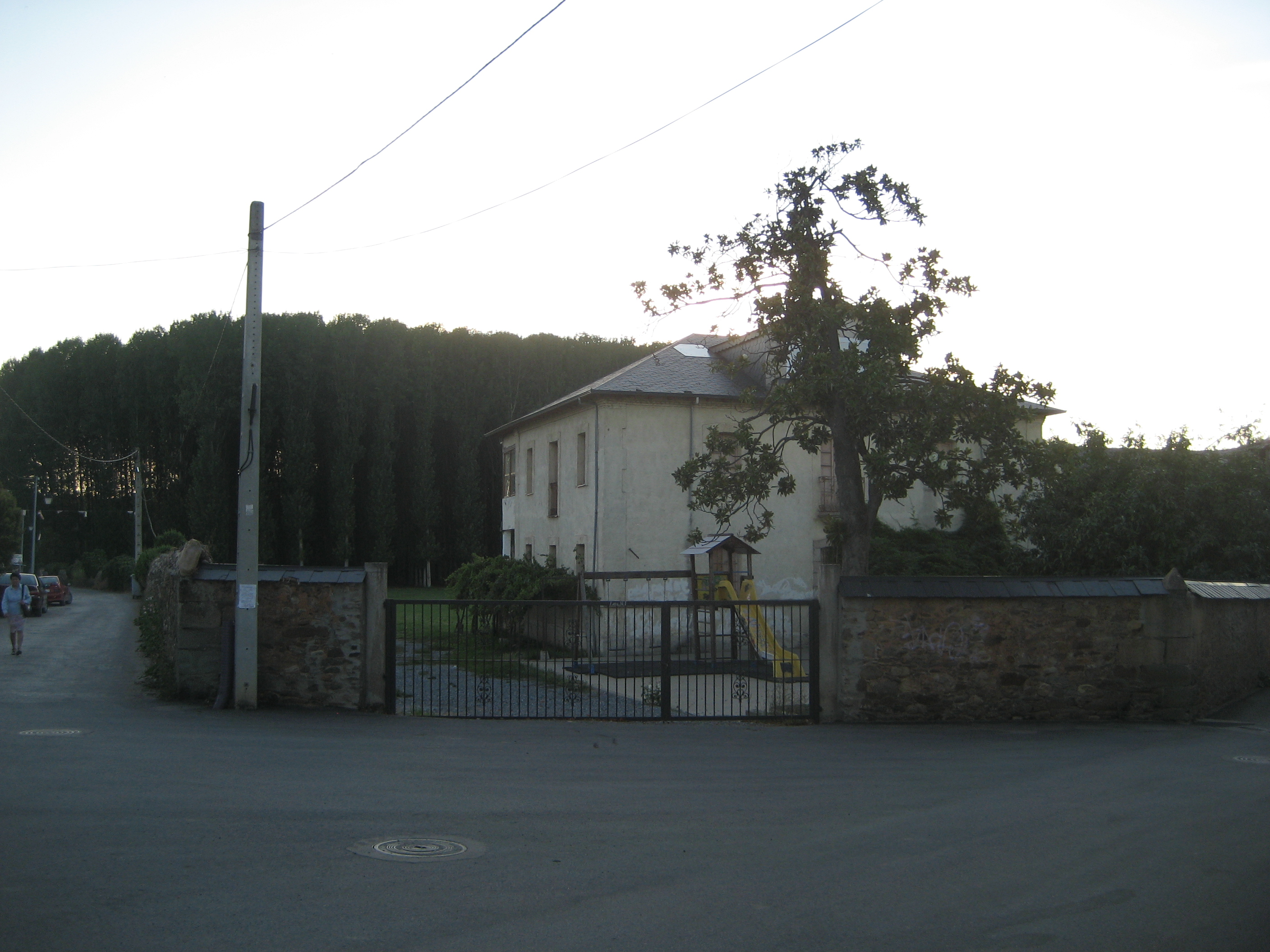
Foto de la Huerta Grande de Albares de la Ribera desde la calle Antolín López Peláez

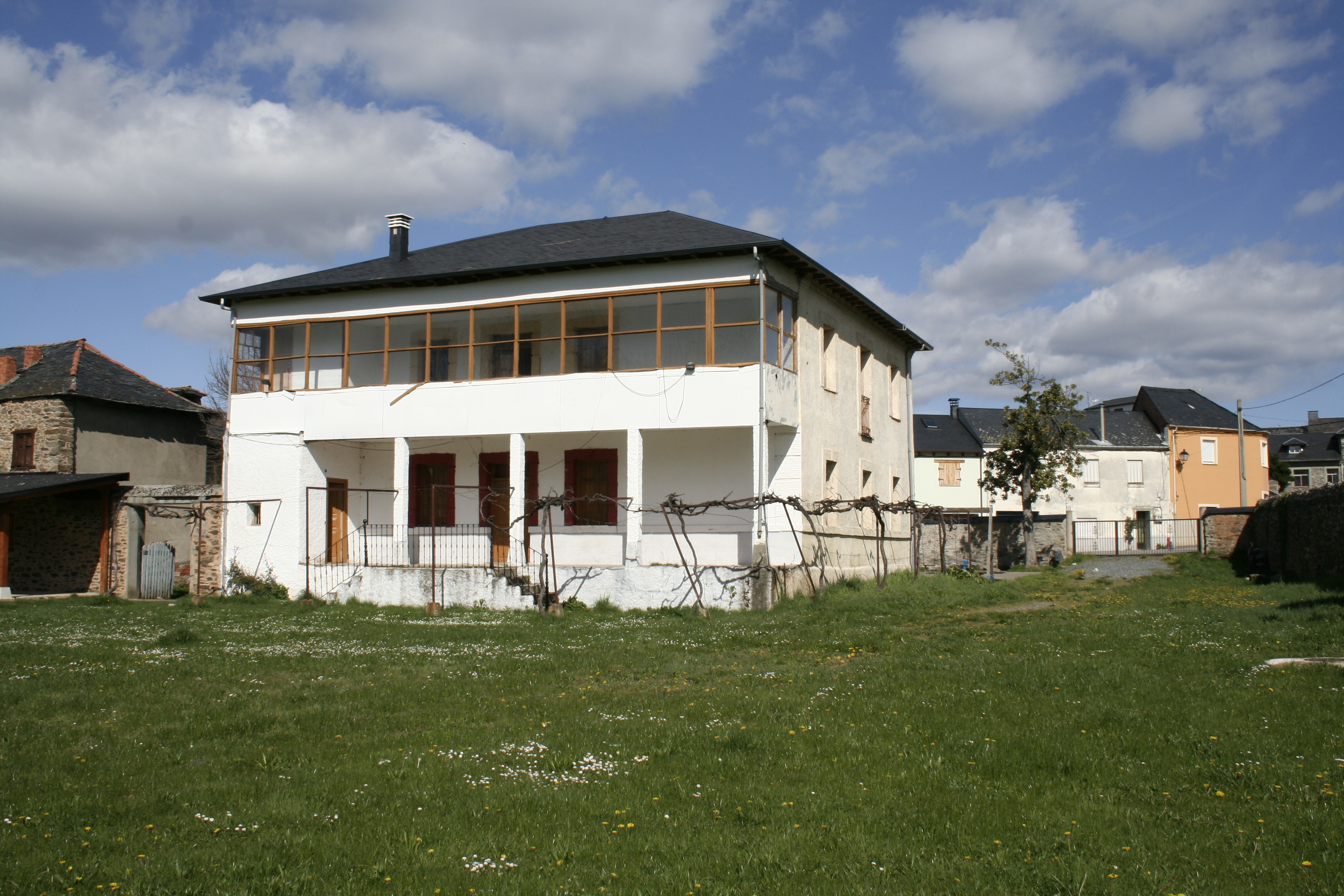
Vista general de la finca y casa solariega del complejo de la Huerta Grande (Albares de la Riebra)

En la parte baja del pueblo se haya asentada la antigua finca solariega del obispo Antolín López Peláez, hoy propiedad de la Junta Vecinal de la villa. Complejo singular de aproximadamente 1 ha, está formado por una gran parcela de terreno bordeada de una tapia pétrea sobre la que se abren las diferentes entradas. El pórtico principal se abre hacia la calle Antolín López Peláez, aunque de gran simplicidad, podemos observar una placa conmemorativa con un relieve que representa al obispo.
En la parte este de la finca, encontramos la casa solariega y otras edificaciones auxiliares como cuadras y cobertizos, estas últimas construidas siguiendo la forma tradicional berciana, tienen una relevancia menor que la del edificio principal, destacable el corredor de las caballerizas.
La casa solariega, edificio principal de planta cuadrada, tiene su entrada en su cara este. Consta de dos alturas, un bajo cubierta y un subsuelo, aún se conservan muchos de los muebles y utensilios de la mansión. Destaca, asimismo, la balconada y corredor que se abren en la cara oeste de la casa y dan a la gran finca que compone el complejo.
En la planta a nivel de calle encontramos la cocina, despensa, salón de recreo, un despacho, diversos salones y otras estancias auxiliares. En la segunda planta se hallaban las habitaciones y se pueden ver los vestigios de una capilla. El bajo cubierta se empleaba como almacén de enseres y el subsuelo se utilizaba como bodega y despensa.
Son reseñables los árboles que se abren imponentes alrededor de las diversas edificaciones: moreras, magnolios y laureles romanos, destacan por su tamaño y antigüedad.
El complejo ha sufrido recientemente una profunda rehabilitación y reconversión. Se han reparado los cerramientos, se ha construido una nueva cubierta para la mansión y se ha habilitado el conjunto para el uso y disfrute público creándose un parque infantil, un campo de fútbol, aseos y zonas cubiertas donde se llevan a cabo diversas actividades. Casi todos los festejos del pueblo se llevan a cabo dentro de esta imponente finca.
En el otro lado de la calle se hallaban las bodegas del obispo, donde se procesaba la uva de sus extensos viñedos y se almacenaba el vino en grandes barricas. Esta es hoy de propiedad privada y ha sido, recientemente, bien rehabilitada y reconvertida respetando las formas originales de la edificación.

### Palomar del obispo

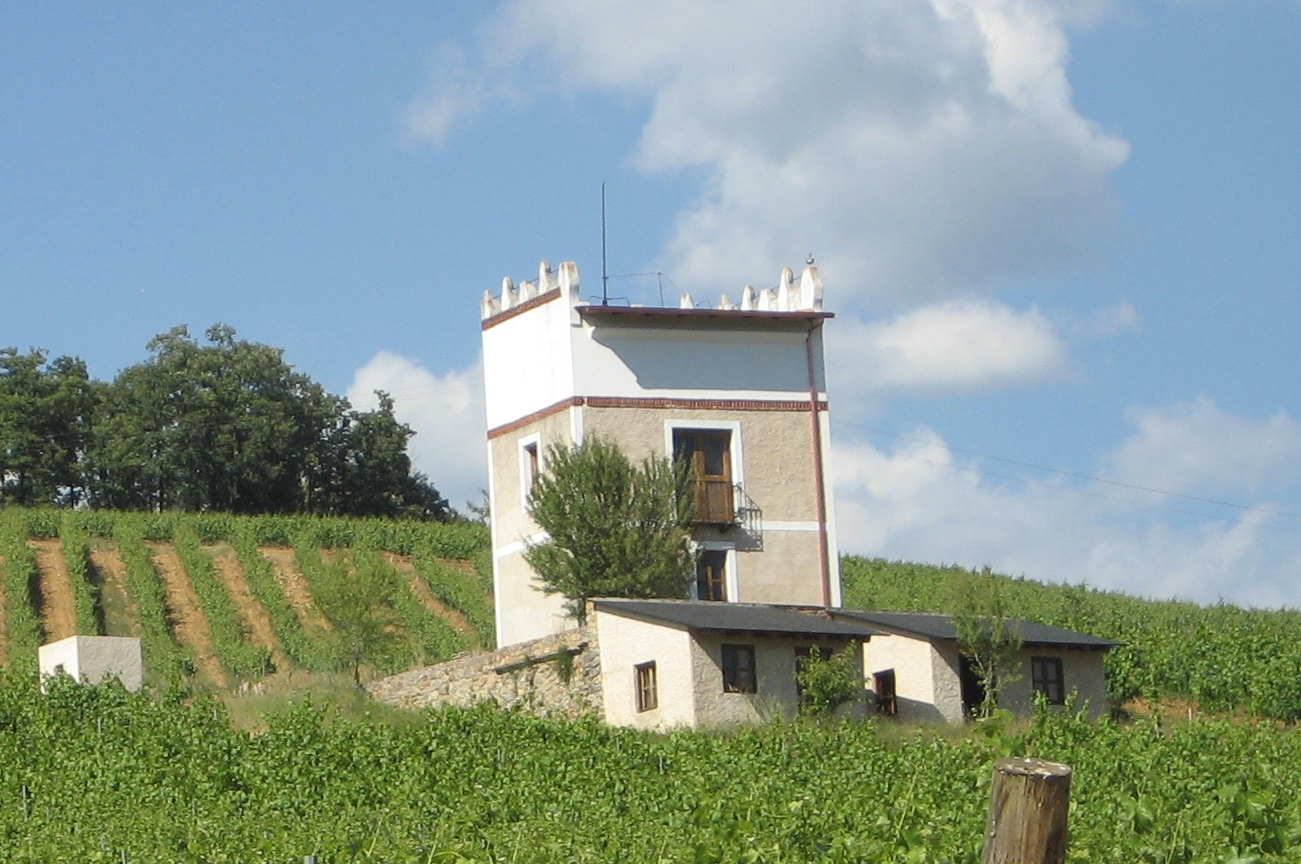
Vista del palomar de Albares de la Ribera

De propiedad privada, situado en el centro de las tradicionales viñas del obispo, hoy perteneciente a la empresa Viña Albares, constituye su sello corporativo. En los últimos años ha sufrido una profunda restauración que, con toda probabilidad, lo ha salvado de la desaparición.
Situado en la ladera norte del Valle del Boeza, permite disfrutar de excelentes vistas sobre la villa y sobre los viñedos que se asientan a su alrededor. Fue mandado construir por el obispo y se cuenta que, en este enclave, pasaba parte de las jornadas estivales en reflexión.
De planta cuadrada, dispone de tres alturas y un bajo cubierta. De remate almenado y una fachada muy sencilla con abundantes ventanas, aún conserva dos estancias en su cara sur que, antaño, estaban habilitadas como caballerizas.
En la parte sur de la terraza que rodea el torreón se puede leer la inscripción ALP, en alusión a las iniciales del obispo Antolín López Peláez.

### Casa de la familia Sabugo

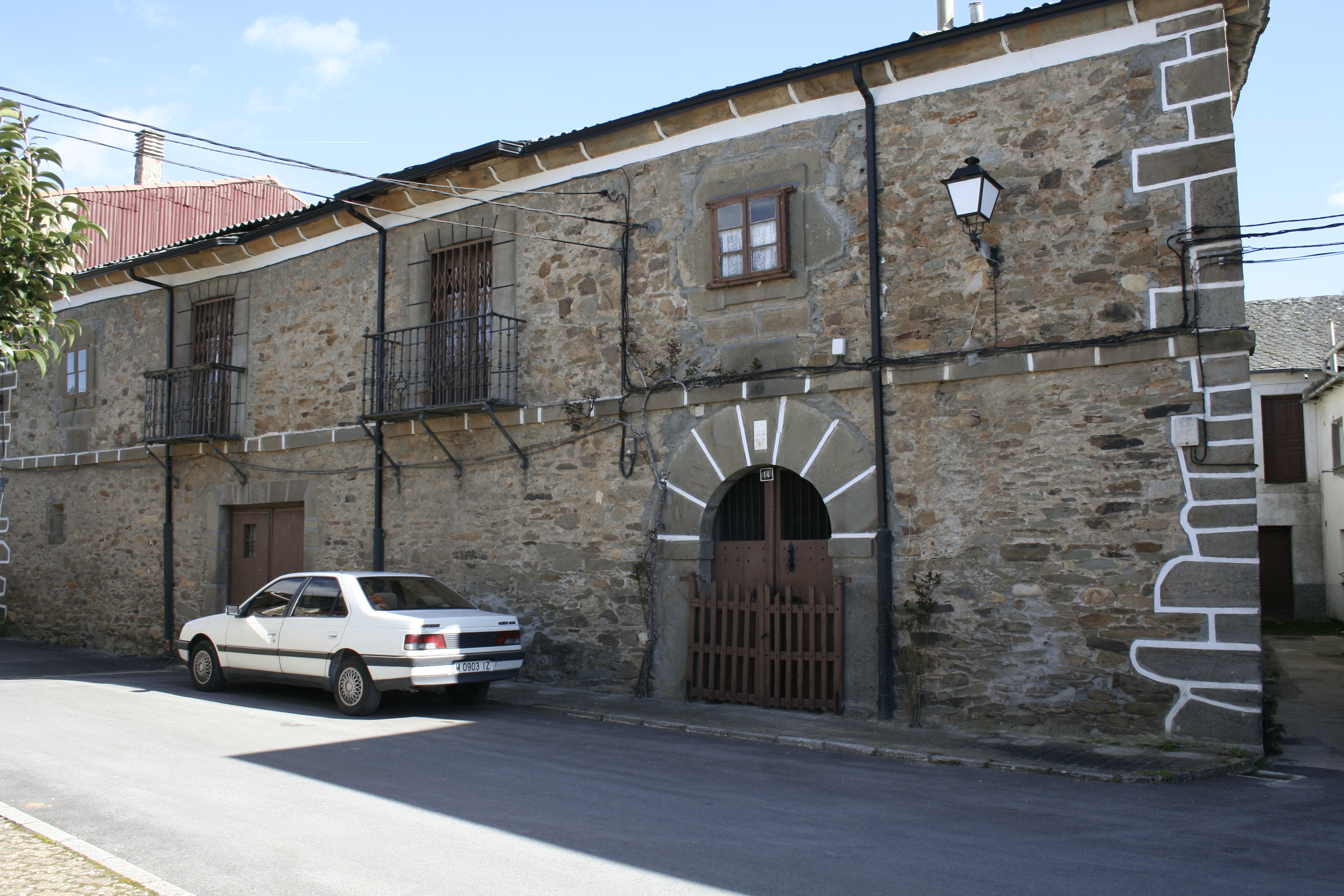
Vista general de la casa de los Sabugo (plaza de Albares de la Ribera)

De propiedad privada, situada en la confluencia de la calle Mayor con la plaza central del pueblo. La situación céntrica de la vivienda y su imponente fachada nos hablan de un pasado señorial y despreocupado.
De planta rectangular y construcción pétrea, consta de dos alturas. De fachada muy sencilla, destaca su gran pórtico central rematado mediante un arco de medio punto que abre hacia la plaza del pueblo.

### Molinos
Puesto que el pueblo fue, en su pasado, eminentemente agrícola y existían grandes campos de cereales, se hacía imprescindible la existencia de molinos. Estos aprovechaban la fuerza de la abundante agua para mover sus ruedas de molienda.
Actualmente se conservan los edificios de dos de los molinos de la villa, sin embargo están en desuso y su estado de conservación dista mucho de ser idóneo. Ambos asentados sobre la acequia que cruza el pueblo en sentido este-oeste.

### Otros

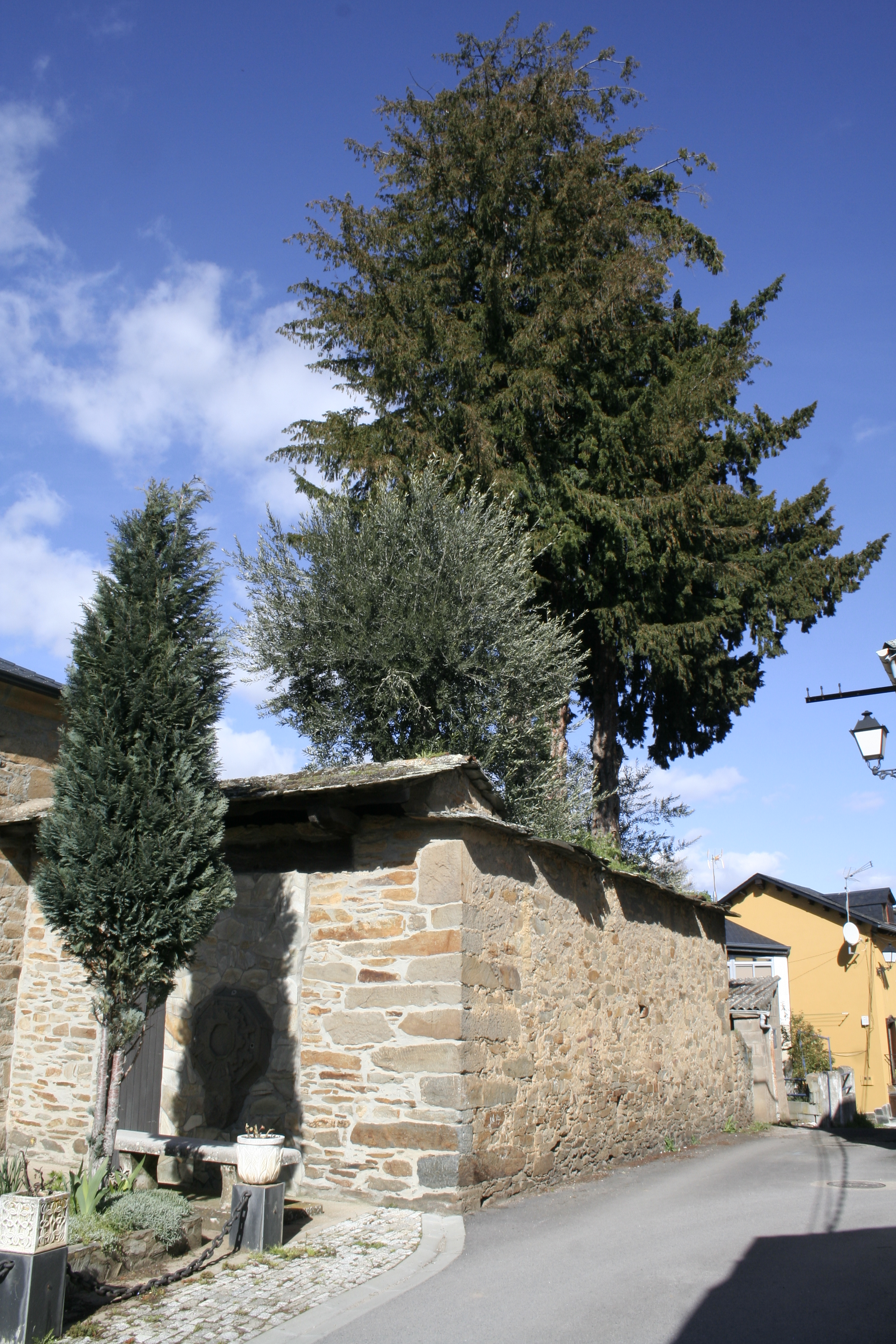
Tejos de la iglesia de Albares de la Ribera

- Los tejos de la parroquia de San Millán: sobre las tapias de la iglesia parroquial, dentro de los terrenos del antiguo cementerio, destacan tres tejos de gran tamaño, colocados muy juntos y en fila, dos ejemplares hembra y un macho, sin duda herederos de la profunda tradición celta de la zona noroeste de la península. A finales del verano de 2015, una tormenta acompañada de fuertes vientos derribó uno de los tres tejos, el que estaba colocado en el centro. Esa misma tormenta causó muchos destrozos en otros árboles de la localidad, derribando numerosos chopos de la ribera del río.
- En todo su recorrido por los terrenos de la villa, el río Boeza nos deleita con innumerables pozas que, tradicionalmente, han sido utilizadas por los lugareños para hacer frente al calor estival o para practicar la pesca. Entre los más renombrados se cuentan la poza de Sotín, el Barranquín y el pozo Canalla.
- La morera blanca del cruce de las calles La Casona y Antolín López Peláez puede hacer las delicias de los más golosos, no se disponen de datos sobre su edad ya que no existe documentación al respecto y, los más ancianos del lugar, la recuerdan, desde siempre, tal y como la vemos hoy.
- El potro, situado en el camino de la Corredera, era el lugar en que, tradicionalmente, se herraba a los animales. Hoy en desuso y en unas condiciones que distan de ser las óptimas, puede ser libremente visitado.

#### Ermitas

##### Ermita de Nuestra Señora la Blanca
No se conoce el lugar exacto en el que estaba ubicada esta ermita, no obstante, la documentación existente nos hace pensar que se encontraba en la parte alta del pueblo dentro de lo que hoy es el barrio de Nuestra Señora. De hecho, es fácil concluir que dicho barrio debe su nombre a esta capilla.
Tuvo cofradía propia hasta el año 1749, ya que, en ese año, se fusionó con la de Nuestra Señora del Rosario.
Respecto a esta ermita, tenemos muchas referencias documentales:
- De 1758 tenemos: Refresco que se dio a los oficiaron la Misa del día que se va a Ntra. Sra. la Blanca y Misa y procesión que se hace el día del dulcisimo nombre de María y es quando los cofrades van a visitar Ntra. Sra. la Blanca.[115]
- En 1765 podemos encontrar la referencia se retejó la hermita de Ntra. Sra. la Blanca...16 reales.[64]
- De 1767, en la visita pastoral, el canónigo lectoral Joseph Balsinde, en su mandato 5 dice: Item habiendo visitado... por medio de D. Thomás Antonio Rodríguez, Abbad de Santa Marina de montes y su actual Notario-secretario de visita en la Capilla de Ntra. Sra. la Blanca dentro de este lugar, hallándola sin la correspondiente decencia y aseo manda [...] reparen y pongan con todo aseo dicha capellanía.[64]
- De 1772: Para pagar a los que bajaron la teja y madera de la hermita de Ntra. Sra. la Blanca porque se estaba caiendo.[64]
- De 1784: Item visitó... la hermita de Ntra. Sra. la Blanca, sita en el casco de este lugar, que encontró indecente... manda se ponga decente... y se prohíbe se celebre en ella el santo sacrificio de la misa.[64]

##### Ermita de la Vera Cruz
Se encontraba en la entrada del pueblo, en la que, actualmente, es la plaza de la Ermita. Hoy desaparecida, como recuerdo de la misma, en el presente solo encontramos una cruz sobre un pedestal en dicha plazuela.
Respecto a esta ermita, encontramos diversas referencias en los Libros de Fábrica de la iglesia parroquial de la villa:
- De 1761, con respecto a la visita pastoral de Joseph Sánchez Cabezón. Mandato 16: Facultad a D. Alonso Colino actual cura para que pueda... obras mayores y menores que necesita la Iglesia y Hermitas.[64] Mandato 17: ... capellanes de las capellanías que en la Hermita de la Cofradia de la Vera Cruz, fundaron Dña. Ana de Balcarce muger del Capitán D. Pedro de Alvares... y las que causaron Don Juan Arias canonigo de la Santa Iglesia y Escribano Alonso Miranda natural de la villa de Bembibre.[64] Mandato 19: ... Capellanes de San Esteban y La Ribera (D. José y D. Pedro Ferrero)... cobren multas a los cofrades.[64]
- De 1784: Item... también visitó... la hermita de la Santa Vera Cruz en el casco de este lugar... que reconoció y halló decente.[64]
- De 1805: Manda a las Cofradias de Animas y Vera Cruz que no se recoonozcan por tales... y que formaran una regla o constitución.[64]
- De 1823, con respecto a la visita pastoral del obispo D. Guillermo Martínez: ... pasando por la Ermita del Santo Cristo que halló igualmente reparada... capellanía de la dicha Hermita está fundada y goza Alonso, residente en este pueblo.[64]
- De 1865: Habiendo asimismo visitado le capilla de Santa Cruz perteneciente al presbítero D. Luis Alonso... en mal estado una parte del edificio y su techo, cuya edificación en cargo al capellán.[64]

##### Ermita de San Antonio de Padua
Esta se ubicaba a la vera del camino que unía Albares de la Ribera con San Andrés de las Puentes. A pocos metros de esta ermita, pasaba de este a oeste uno de los caminos de peregrinación medievales hacia Santiago de Compostela, ruta alternativa al camino francés, llamado Vía Nova y procedente de Astorga: se unía, como camino de peregrinación jacobea, con el de Foncebadón en Ponferrada;... fue mucho menos frecuentado que el que discurría por Foncebadón... pero más fácil en invierno. Anterior a la Vía Nova de Manzanal a Ponferrada, existía la Vía de Cerezal, la cual también pasaba por allí.
Los documentos referentes a esta ermita son tardíos y las últimas referencias coinciden con su desaparición en 1834, coincidiendo con la construcción del cementerio aledaño a la iglesia parroquial: Coste del cementerio... y piedra que trasladose de la Hermita, y Casa de San Antonio a la Venta nueva... 674,12 reales. De este texto, se deduce que parte de la piedra de la ermita fue tasladada para construir el cementerio y la casa de San Antonio fue llevado a un lugar llamado Venta nueva (quizás se refiera al pueblo de Las Ventas de Albares).
Esta ermita contaba con una imagen de San Antonio, de la cual se desconoce su destino. Sabemos que, además, contaba con las imágenes de Santa Bárbara y Santa Lucía, hoy incorporadas al retablo de Nuestra Señora del Rosario de la iglesia parroquial.

#### Caseríos, ventas y pagos
La villa de Albares de la Ribera está situada en la parte norte de su término pero, a lo largo de la historia, existieron otros asentamientos menores diseminados por toda la extensión de los terrenos de la villa. Estos pagos surgían como servidumbres de ermitas, monasterios, vías de comunicación, molinos, zonas de pastoreo...

##### Vías de comunicaciones
Desde la Edad Media, el término de Albares ha estado surcado por diversas vías de comunicación de variada índole:
- En primero de ellos es la Vía Nova que, ya en tiempos del imperio romano, unía Asturica Augusta (Astorga) con Bracara Augusta (Braga) a través de los valles de los ríos Tremor y Boeza.[117] Esta vía llegaba hasta el puente romano de Torre del Bierzo, remontaba el macizo montañoso para entrar en el valle del río Boeza por Albares y salvaba el curso fluvial gracias al puente romano de Las Ventas de Albares.[118] Posteriormente, esta ruta fue empleada como ruta jacobea alternativa al camino francés entre Astorga y Cacabelos, donde vuelve a entroncar con el camino tradicional.
- En segundo lugar y accesorio a la Vía Nova, había otro camino procedente de La Cepeda que se unía con dicha vía en Torre del Bierzo.
- Además, existe un nuevo camino: Procedente de Fasgar de Omaña, tenía dirección Norte-Sur, subiendo por el Campo de Santiago y Villa Armenia, donde había un hospital, para bajar desde allí a Colinas del Campo. Continuaba luego por el camino paralelo al río Boeza, pasando por Igüeña, Boeza, Folgoso de la Ribera, La Ribera de Folgoso y Albares de la Ribera para enlazar con la Vía Nova en lo que hoy es Las Ventas de Albares.[119] En lo que concierne al último tramo de ese recorrido, hay que decir que va desde la ermita de Santo Cristo de La Ribera (en cuya entrada hay un miliario), por el paraje de la Chana, pasando por el cementerio de Albares y el polígono de Valdereguera hasta Las Ventas de Albares.
- En el siglo XVIII, se construyó el Camino Real entre Castilla y Galicia que, necesariamente, cruza el término de Albares. Paralelo a este, ya en el siglo XIX, se construyó el ferrocarril que da acceso a Galicia desde la meseta.

##### Casa de hospedería de San Antonio
Se encontraba junto a la ermita de San Antonio y a escasos metros del Camino Real junto a la hermita... en la nueba Real carretera... de dicha imagen de S. Antonio... y común de Albares en donde estaba la Casa de Hospedería que allí tenía. No hay constancia sobre si fue antes la ermita o la hospedería.
Tenemos otra noticia documental sobre este paraje: D. Juan González... domiciliado en esta Villa al sitio de san Antonio.

##### Otros pagos
- En el paraje de Santa Olalla hubo un yacimiento romano.[122] Hoy, estos restos están ocultos por una subestación eléctrica y las instalaciones de Carbones Viloria.
- En el paraje de San Miguel se pueden descubrir restos de edificaciones como losas o piedras.
- En el paraje de San Pedro podría haber habido una ermita y un cementerio contiguo (incluso podría tratarse de un caserío con cementerio propio): D. Vicente Alonso... sepultado en el pórtico de Sn. Pedro de esta Villa.[121]

## Cultura y asociaciones
Aun cuando la villa está experimentando un notable envejecimiento poblacional, el pueblo cuenta con una rica vida cultural, sin duda, debido a los fuertes lazos que unen a las gentes de este núcleo. Existen multitud de asociaciones y grupos dedicados a actividades de ocio y cultura. Todos estos grupos están muy ligados entre sí.
Algunas agrupaciones han ido muriendo (destacable el caso de la asociación cultural Albarada) para dar paso a nuevos movimientos que mantienen una intensa actividad y sirven como reclamo, como una forma de mantener entretenidas a las gentes y como excusa para reunirse y compartir alegrías.
Son frecuentes las exposiciones de diversa índole (especialmente cuando se aproximan las festividades más señaladas) y los talleres que permiten que los habitantes de la villa se reúnan y lleven a cabo diversas actividades, compartiendo sus conocimientos y su maestría en la labor a que esté consagrado el taller.

### Asociación de pensionistas
Conformada por los más veteranos de la villa, acoge muchas actividades culturales que buscan mantener a los lugareños ocupados y activos. A lo largo del año, se organizan múltiples actividades que, en general, tienes cabida en el Hogar del pensionista (Edificio de usos múltiples).
La asociación de pensionistas cuenta con un coro, principalmente de repertorio folclórico y tradicional, con una notable actividad y que participa en múltiples recitales y concursos.

### Asociación de pendonistas

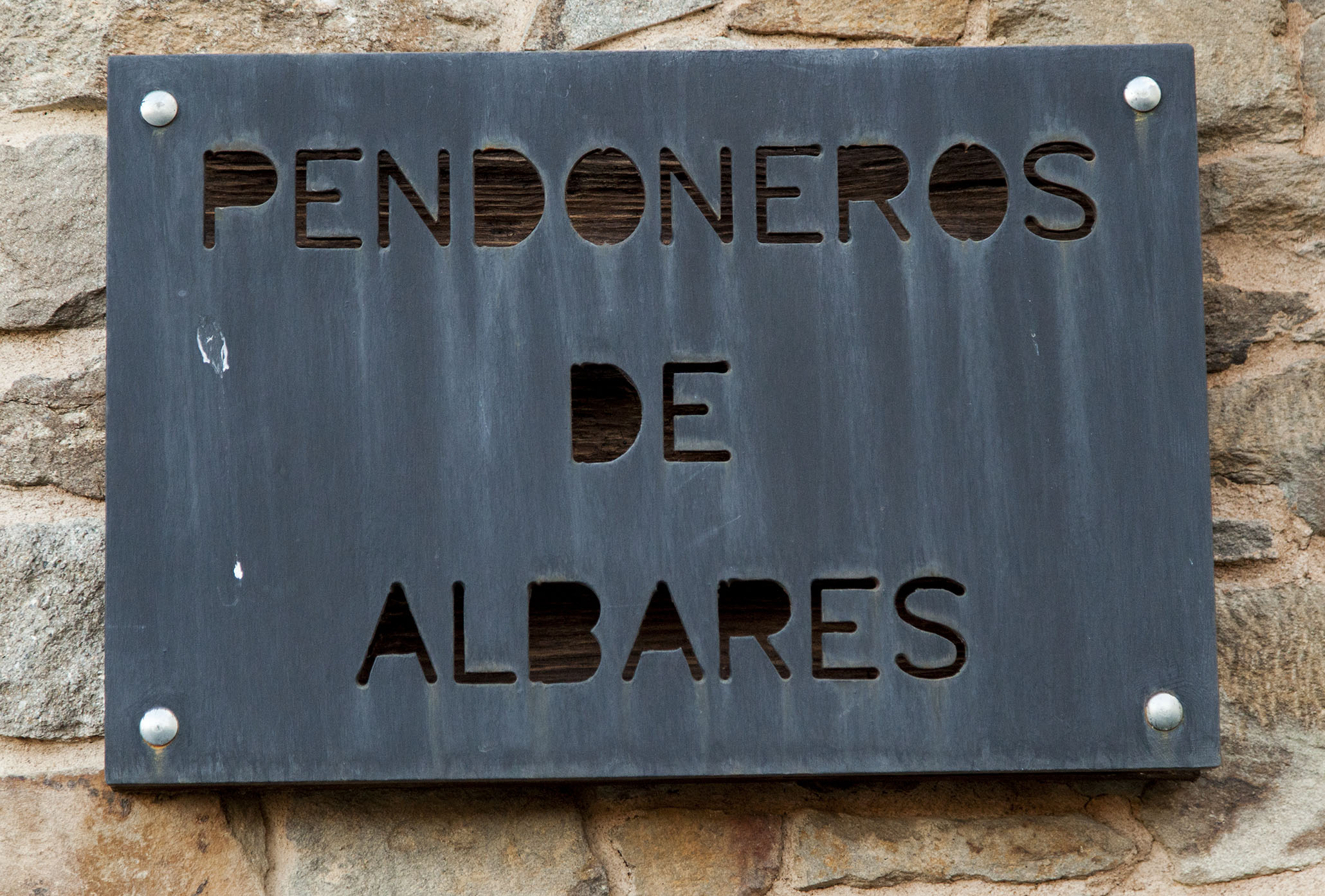
Cartel en la entrada del local de pendonistas de Albares de la Ribera

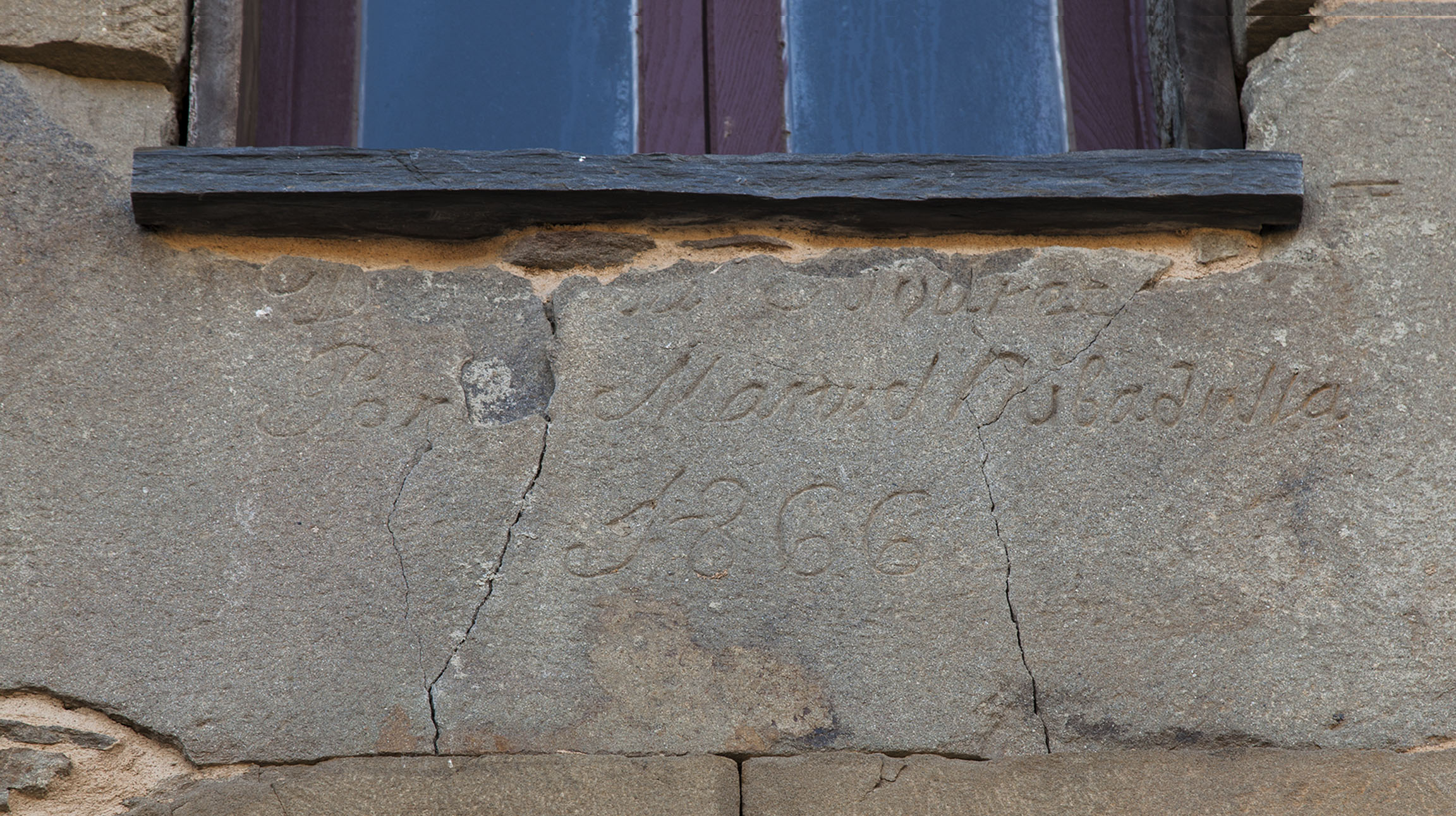
Detalle de roca grabada en la casa de los pendonistas de Albares de la Ribera

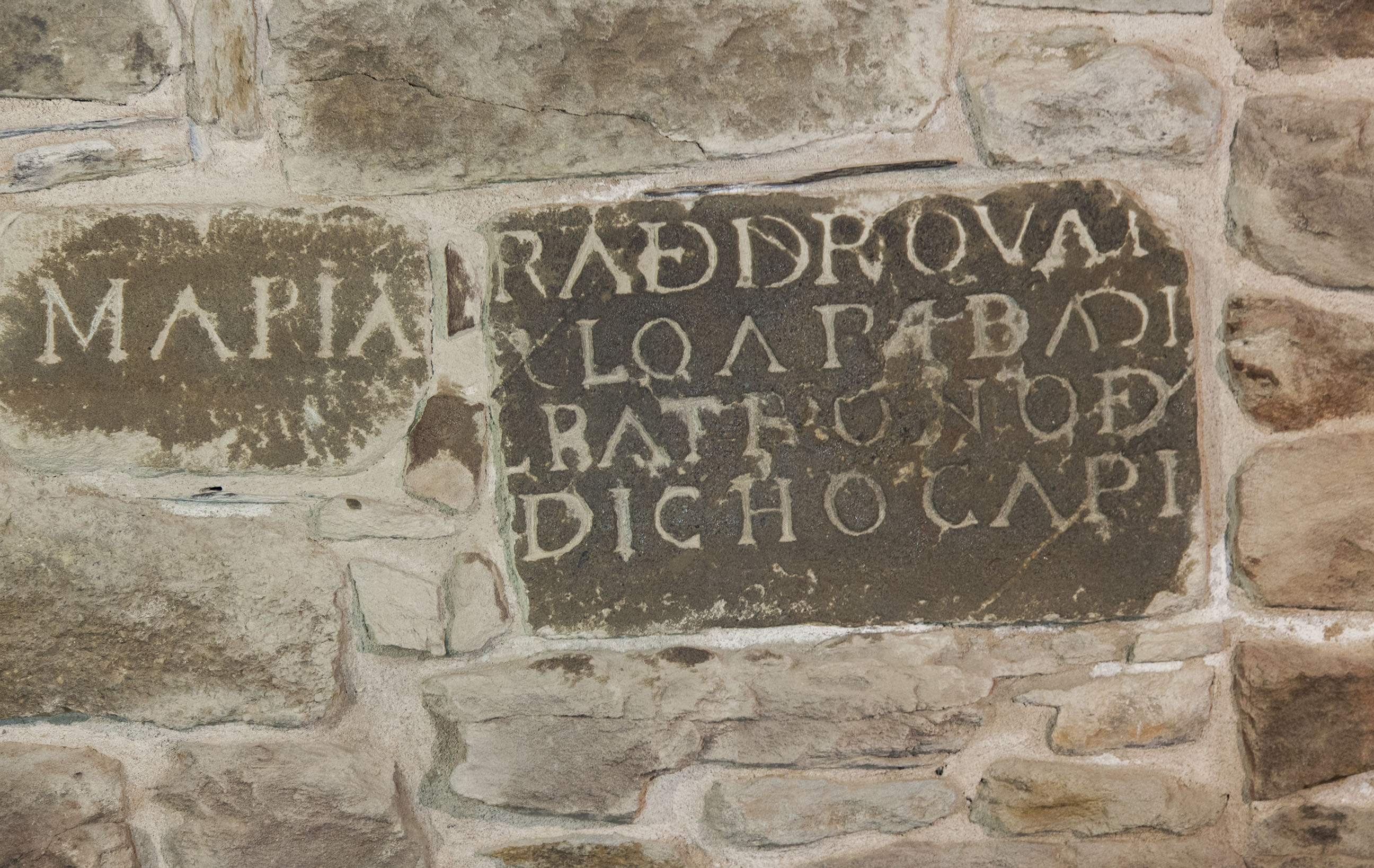
Piedra tallada encontrada durante la restauración del local de pendonistas de Albares de la Ribera

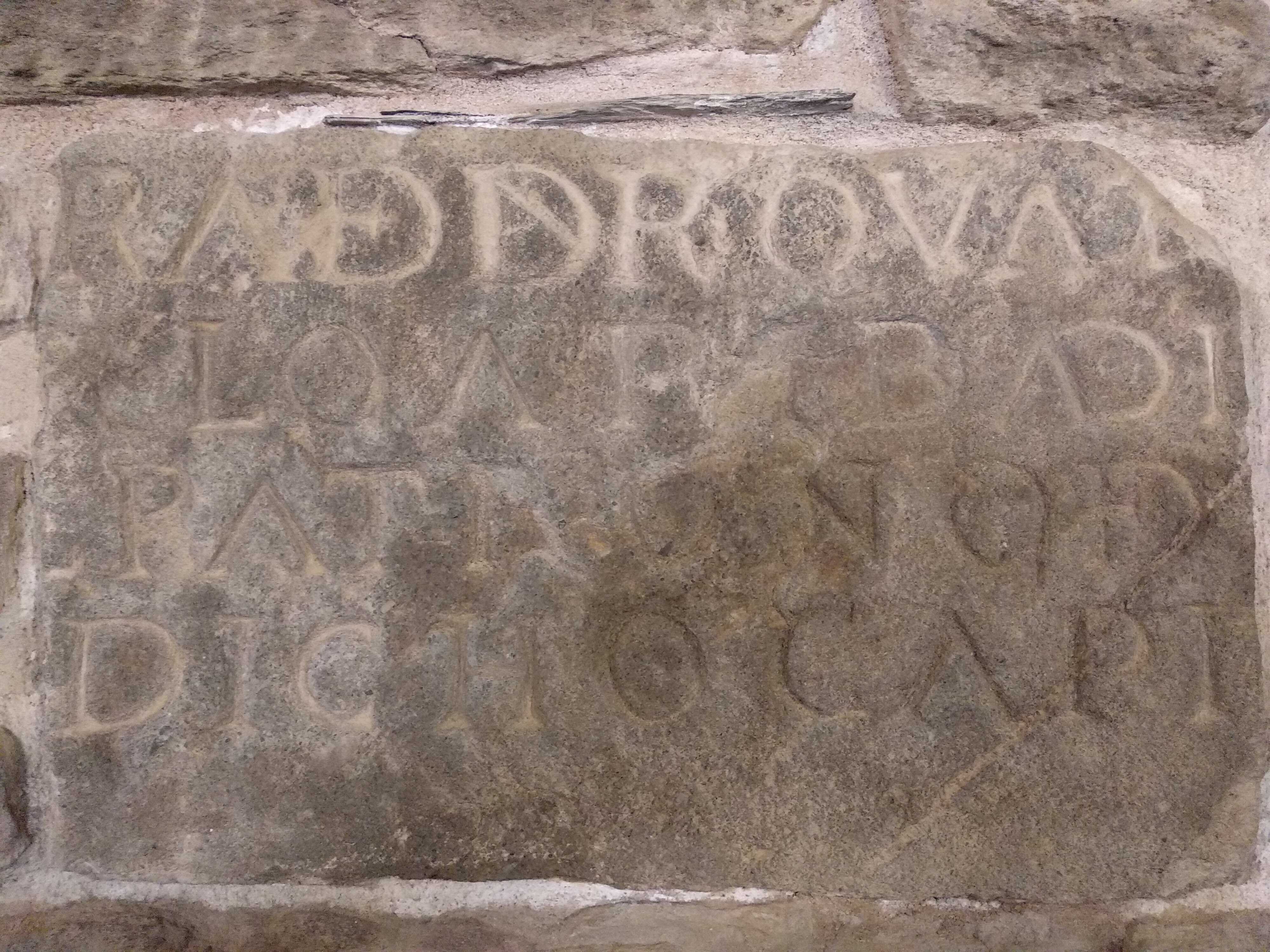
Piedra con inscripción tallada colocada dentro del local de los pendonistas de Albares de la Ribera

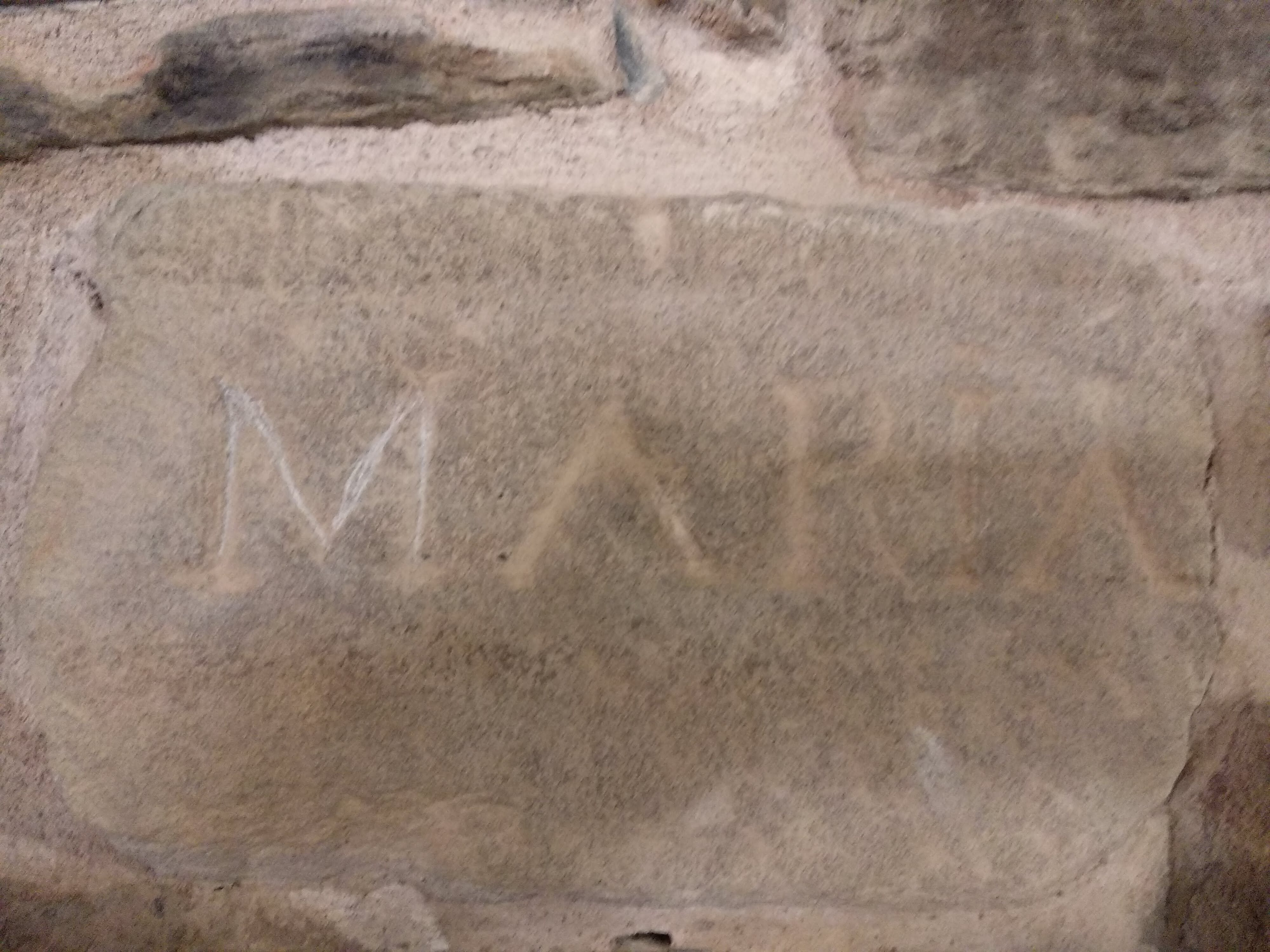
Piedra con inscripción tallada colocada dentro del local de los pendonistas de Albares de la Ribera.

El pendón de la villa ha gozado históricamente de gran renombre y tradición, aunque durante algunas décadas fue abandonado, recientemente, ha sido restaurado y goza de una gran acogida entre los lugareños que realizan frecuentes excursiones y romerías.
En el pueblo hay muchos abanderados con gran habilidad para bailar el pendón que turnan sus puestos con los remeros durante las romerías para no agotarse. Asimismo, las mujeres suelen ocuparse de la pendoneta.
Esta asociación es una de las más activas de la villa y nunca desaprovecha una ocasión para realizar una excursión y mostrar su más preciado tesoro.
Recientemente han llevado a cabo un intenso trabajo de rehabilitación de la antigua casa del cura que les ha granjeado un lugar estupendo en el que reunirse, gozar de la conversación de sus compañeros y preparar la estrategia para el siguiente peregrinaje.

### Cazadores
Los abundantes montes de la villa acogen un coto de caza dónde se acostumbran a cobrar piezas de gran calidad: jabalíes, conejos y perdices. En tiempos recientes, los cazadores han construido y habilitado un refugio en la montaña, allí disfrutan de las piezas cobradas mientras comentan el día de montería.
Este refugio es digno de mención por su peculiaridad arquitectónica, de planta rectangular, exterior pétreo y techo de pizarra; su interior recuerda a una galería de mina entibada (muchos de los cazadores tienen alguna relación con la minería), alberga espacio para una gran multitud de comensales y una cocina completa.

## Fiestas y eventos
A pesar de que la iglesia parroquial está consagrada a San Millán, la festividad más importante de cuantas se celebran es la de San Antonio (13 de junio). Estas marcan el inicio de la época estival para los lugareños. No obstante, se puede decir que nunca faltan excusas para reunirse y festejar cualquier evento destacado.

### Fiestas en honor a San Antonio
Como en la mayor parte de pueblos, las fiestas patronales son el acontecimiento central de todas las festividades que acontecen a lo largo del año. Dura varios días aunque la jornada central de la celebración es el 13 de junio, día consagrado al santo patrón.
Los actos en honor a San Antonio suelen comenzar con la novena, nueve días antes de las fiestas se celebra una misa que sirve a modo de preparativo y marca el comienzo de los trabajos destinados a engalanar la villa para su día grande. Es frecuente la construcción de arcos en diferentes calles.
El día 13 de junio se lleva cabo una misa solemne y una procesión en la que se recorre muchas de las calles de la villa, es muy destacable la gran afluencia de gente y lo mucho que se esfuerzan los vecinos en vestir las fachadas de sus casas con sus mejores galas. A lo largo del recorrido se hacen diferentes paradas para orar.
Alejándose del mundo litúrgico, estas fiestas son días de alegría, música y baile que todos los vecinos esperan con impaciencia. A lo largo del fin de semana se programan múltiples actividades que suelen comenzar a primera hora con el pasacalles y que, habitualmente, se extienden durante la noche hasta el amanecer.
El primer acto del fin de semana festivo es la ronda de bodegas, una de las más renombradas de la zona por la cantidad de paradas de que consta. En ella, una gran procesión de gente (acompañada de charanga) recorre distintas bodegas del pueblo, allí, los vecinos del pueblo invitan a todos los asistentes a comida y bebida. Es posible que se trate de uno de los actos más populares y destacados de la festividad.
El día comienza con el tradicional pasacalles, aunque la verbena de la noche anterior (que generalmente se prolonga hasta bien entrada la madrugada) hace que sean pocos los que pueden disfrutar de esta tradición que, a muchos, pilla apurando horas de sueño.
La verbena nocturna suele contar con los ritmos de algunas de las mejores orquestas de la zona, habitualmente comienza con música destinada a un público de mayor edad (pasodobles y música folclórica) y, una vez estos se han retirado, la noche pasa a ser propiedad de los jóvenes que allí se reúnen.
Durante la noche, y quizás fruto de los excesos, es habitual que los mozos del pueblo traten de despertar a todos los vecinos tocando las campanas de la iglesia. En cualquier caso, los lugareños se lo toman con humor y suele considerarse una anécdota.
Durante el día se realizan muchas actividades dirigidas a todas las edades, exposiciones, juegos populares y diversos eventos deportivos. La competición más destacada y pintoresca es, sin duda, el descenso en artesa, esta suele realizarse en la tarde del domingo. La bajada en artesa es una competición de descenso fluvial en la que los participantes descienden el río (desde el vecino pueblo de la Ribera de Folgoso) sobre embarcaciones construidas por ellos mismos. La barca típica consiste en una artesa alrededor de la cual se instala la cámara de un camión (hinchada) para aumentar su flotabilidad. Actualmente, se pueden ver muchas embarcaciones dobles (generalmente se sustituye la artesa por una escalera).
En esta carrera, es poco relevante quien gane ya que la única intención es pasar un buen rato y remojarse en las aguas del río Boeza que, en general, suelen estar aún muy frías. En los años de abundante agua, es un espectáculo muy divertido y que congrega a mucha gente. No obstante, debe tenerse en cuenta que puede ser peligroso y, por tanto, debe reservarse solo a aquellos que conocen bien la zona.
Respecto al descenso en artesa, hay que señalar que no se ha encontrado, hasta la fecha, otra competición de similares características y se está planteando la posibilidad de solicitar la protección de esta actividad como Patrimonio Inmaterial de la Humanidad para evitar que se pierda en el olvido.
Otro evento deportivo destacado es el torneo de fútbol sala, reúne a equipos de la zona (con los que hay una larga tradición de rivalidad) y, generalmente, son sin descanso.
En cualquier caso, aunque el programa de las fiestas patronales en honor a San Antonio varía cada año y se adapta a las circunstancias, se trata de una ocasión única para acercarse a esta villa y disfrutar de las fiestas y de sus gentes.

### Octava de San Antonio
Esta tradición comenzó como una promesa que realizó, hace mucho tiempo, uno de los miembros de una de las familias de la villa al patrón. En aquella ocasión, hizo voto de que, si el santo le concedía ciertos favores, invitaría a pan y vino a todos los vecinos del pueblo. Puesto que San Antonio cumplió, desde ese día se celebra la octava.
La celebración transcurre el segundo domingo después del día de San Antonio (13 de junio), todos los vecinos están convocados, después de misa, a reunirse en la plaza para tomar, todos juntos, bollo preñao y vino mientras suena música tradicional de la zona.
Se trata de una fiesta muy típica que reúne a mucha gente. Es, pues, una ocasión excelente para empaparse de la simpatía y buen hacer de las gentes de la villa.

### Convivencia de verano de los pensionistas
Durante los meses estivales se celebra en la villa una convivencia que podría ser considerada como una excelente excusa para juntarse y festejar la llegada del buen tiempo. Todos los lugareños se acercan en ese día a la Huerta Grande, parcela que suele acoger las actividades programadas.
El programa de festejos suele comenzar con una misa campestre, conservando la solemnidad del rito cristiano, es curioso contemplar cómo se lleva a cabo la eucaristía en un entorno alejado del habitual. Suele haber comida, bebida y música para todos los gustos y se realizan diversas actividades lúdicas que suelen incluir encuentro deportivos, juegos tradicionales y concursos de diferente índole.
Una jornada excelente para conocer la villa ya que, durante el verano, el pueblo bulle de vida, todas las instalaciones deportivas están abiertas y hay gran cantidad de turistas.

### Convivencia de verano de los pendonistas
El pendón de la villa tiene muchos seguidores y forofos entre sus lugareños, de la misma manera que también existen grupos pendonistas en toda la provincia. Durante los meses de verano, se organiza un encuentro en la que es posible ver a todos los pueblos que deseen participar enarbolando sus estandartes.
Siguiendo la tradición, podemos ver como los más avezados ejecutan complicadas coreografías para el deleite de los allí presentes. Toda la reunión suele estar acompañada de una pequeña fiesta en la que suena música tradicional, se degusta la gastronomía típica, se beben los excelentes vinos de la villa y se baila.
La explanada de la Huerta Grade acoge este evento por ser un sitio muy propicio para estas actividades.

### El encuentro
Como en el resto de España, en esta villa pesa una gran tradición cristiana, el domingo de resurrección se lleva a cabo, si el tiempo lo permite, la procesión del encuentro, los pasos de Cristo y de la virgen María recorren las calles del pueblo (siguiendo diferentes caminos) hasta unirse en la plaza del pueblo antes de entrar de nuevo en el templo.

### El Botillo
En febrero se celebra el festejo en honor al elemento más representativo de la gastronomía berciana, el botillo. El acto central de esta conmemoración consiste en una comida conjunta de todas las personas que quieran participar en la que, evidentemente, se degusta esta especialidad culinaria.
Una ocasión única para el reencuentro, para disfrutar de la compañía de las gentes de la villa y para dialogar con todos los comensales. La comida suele alargarse mucho y acostumbra a terminar con baile u otro tipo de celebraciones.
La reunión se lleva a cabo en el edificio de usos múltiples de la villa que tiene gran capacidad para albergar a propios y extraños.

### El magosto
La villa conserva la tradición castañicultora que ha hecho al Bierzo valedor de la denominación de Marca de Garantía Castaña del Bierzo, es fácil observar como todos los montes que franquean el núcleo urbano están plagados de grandes castaños centenarios entre los que se puede pasear el visitante.
El magosto se celebra el 1 de noviembre, habitualmente después de la obligada visita al cementerio para recordar a los familiares difuntos. La palabra magosto define la actividad de asar castañas y es una de las tradiciones que mejor se conservan dentro de la cultura gastronómica de la villa, es muy habitual encontrarlas en todas las cocinas en la época otoñal.
Cuando ya ha caído la oscuridad de la tarde del día de difuntos, los albariegos se reúnen en torno al fuego para continuar con esta tradición, comer castañas juntos, charlar con los muchos exiliados que visitan la villa ese día y espantar el habitual intenso frío. Una tradición que tiene sus raíces en la tradición celta que engrandece la comarca.

### Santa Bárbara
El pasado minero de la villa se deja sentir en la gran devoción por santa Bárbara; la festividad se celebra el 4 de diciembre y, con motivo de este festejo, se organizan varias actividades ya que prácticamente todas las familias cuentan (o contaban) con algún minero y ese día acostumbra a ser no laboral en ese sector.
Entre las diversas actividades que se programan para ese día, destaca la construcción de un pasillo entibado en la travesía de la Iglesia, es construido por los propios lugareños siguiendo las mismas técnicas que se emplean en las galerías mineras, bajo estos arcos cruza la procesión de los mineros, ataviados con sus ropas de trabajo. Además, es frecuente que se invite a chocolate y a otro tipo de comida.
En esta época del año se realizaba la matanza del cerdo (la mata), actividad hoy en retroceso, en ella participaba toda la familia y solía estar acompañada de abundante comida. Se elaboraban chorizos, cecinas, jamones y otros productos cárnicos excelentes.
En la mayoría de hogares, es esta celebración la que marca el inicio de la época de preparativos para la Navidad.

## Gastronomía
La gastronomía de esta villa es muy variada, en consonancia con los platos más costumbristas de la comarca, influenciada por un pasado humilde, agrícola y ganadero donde se deja sentir la crudeza del clima y el gusto por los festejos y las tradiciones más arraigadas. Resulta sorprendente la presencia profusa de platos típicos de la costa, sin duda debido a que el Bierzo ha sido siempre el paso natural para el transporte de mercancías desde Galicia hacia la meseta.
La estrella de la gastronomía popular son, sin duda, los caldos. Destacable entre todos, el caldo de botillo con grelos (la villa está incluida dentro de la Indicación Geográfica Protegida Botillo del Bierzo) un plato fuerte y muy abundante que permite hacer frente al frío invernal.
Otros platos destacados son: la empanada de acelgas, el cordero, la berza de asa de cántaro, la morcilla dulce, los derivados de la matanza del cerdo, el caldo de vainas y el de castañas. Entre los ya comentados platos costeros destacan el bacalao con huevos duros y el pulpo con cachelos.
El postre más típico de la villa son las galletas de San Antonio, sin embargo las manzanas reinetas y peras conferencia ocupan, también, un lugar predominante, asadas o en almíbar, es frecuente encontrarlas en las mesas de los lugareños.
Todo ello regado con un vino de la tierra, destacables aquellos derivados de la variedad de uva mencía, y siempre sin descuidar los licores, el orujo de esta villa ha gozado desde siempre de gran renombre, aunque hoy en día es difícil encontrar lugareños que sigan produciendo su propio brebaje.

## Habla y lenguaje
Como en todo el Bierzo, en esta villa, el habla tradicional se va perdiendo en favor del castellano. No obstante, aún es posible escuchar, especialmente entre los más ancianos del lugar, voces propias del dialecto berciano. La situación del Valle del Boeza, en la zona de transición entre las zonas de influencia de las variedades berciano-cabreiresa y leonesa occidental hace que se puedan descubrir modismos de ambas diversidades dialectales, aunque con múltiples préstamos del galaicoportugués.
Algunas de las características propias del dialecto berciano que aún se pueden escuchar son:
- Utilización abundante de un sonido primitivo próximo a la x o a la ch: Chanos, cheirar, chapucar…
- Aparición frecuente de los diptongos ou y ei: poulo, veiga, sabugueiro, cilleiro…
- Transformación de vocales átonas: sigún, según; cimenterio, cementerio; medecina, medicina; dormiendo, durmiendo…
- Aparición de la e paragógica: lavare, lavar; comere, comer; salire, salir…
- Conservación de la e tras la d romance: casualidade, casualidad; parede, pared; verdade, verdad…
- No conservación de la e en ciertas formas verbales: ¿cuándo tien que pagarlo?, ¿cuándo tiene que pagarlo?; ¿Vien él sólo?, ¿Viene él sólo?...
- Cierre de la o final formando un sonido más próximo al de la u: comemus, comemos; pueblu, pueblo; marchamus, marchamos…
- Contracciones: pa, para; pal, para el; dun, de un…
- Eliminación de la o en los diminutivos –ino: pueblín, animalín, guapín…
- Transformación de la terminación –ado en –ao (incluso -au): ganao, ganado; prao, prado; machao, machado…
- Aparición de la f inicial sustituyendo a la h: fartar, hartar; figal, higuera; filandeira, hilandera…
- Otros cambios fonéticos: arbañil, albañil; güerta, huerta; güevo, huevo; vrano, verano…
- Variaciones en el género: el sal, la sal; el miel, la miel; el cuchar, la cuchara…
- Formaciones de plurales defectuosas: los bueys, los bueyes; las cuchares, las cucharas; los reys, los reyes…
- Formas en –aco, -uco, -ucho: perraco, perro grande; ventanuco, ventana pequeña; casucha, casa pequeña y ruin…
- Árboles frutales acabados en –al: cerezal, cerezo; manzanal, manzano; castañal, castaño…
- Diminutivos en –ico: trabajico, trabajo pequeño; casica, casa pequeña; niñica, niña pequeña…
- Pronombre vos e imperativo: sentaivos, sentaos; quitaivos, quitaos; levantaivos, levantaos…
- Imperativos de segunda persona del plural: cogei, coged; quitai, quitad; movei, moved…
- Formación del futuro: vivirei, viviré; trabajarei, trabajaré; partirei, partiré…
- Otras peculiaridades verbales: haiga, haya; vaiga, vaya; andó, anduvo…
- Presencia de artículo y posesivo: la mi casa, mi casa; el tu hermano, tu hermano; la tu llave, tu llave…

Además de estas peculiaridades lingüísticas, se conservan muchas voces propias del asturleonés e, incluso, otras que son autóctonas de la villa: azadín (herramienta de labranza), balear (limpiar el grano), brugo (gusano), chito (perro), derranar (cansar), emburriar (empujar, molestar), fartar (hartar), forcadilla (girar, caerse), guaje (niño), hijada (aguijada), jijas (débil), lamber (chupar), moñica (excremento de vaca), orizo cacheiro (erizo, animal con púas), pechar (cerrar), peñal (pared), poulo (que no da fruto), quilma (saco), rachar (partir), rozar (segar, cortar), subiao (matorral), talego (cesto grande), trillar (comer o, también, separar el grano de la paja), vecera (vez de riego), xixos (picadillo), zapodar (cortar)…
Si bien es cierto que muchas de estas voces están incluidas en el diccionario de la RAE, es muy infrecuente su uso en el resto de la geografía. No obstante, en esta villa se pueden escuchar con profusión como herencia de los dialectos de la zona.

## Deporte

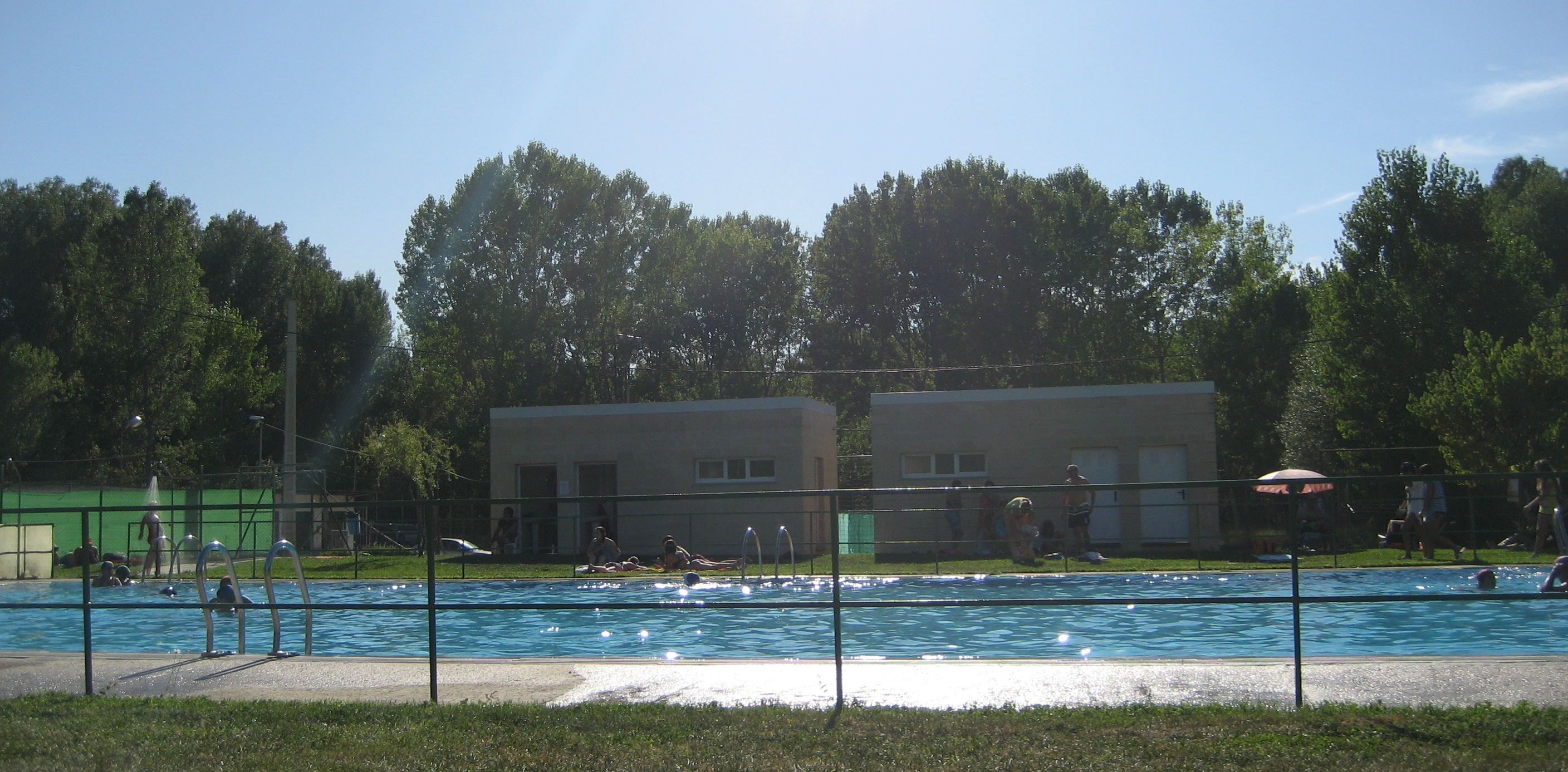
Panorámica de la piscina de Albares de la Ribera

Cuenta con unas instalaciones situadas en el paraje de la Patera, a escasos metros del curso fluvial, que se componen de dos canchas multideportivas con vestuarios y una piscina semiolímpica. Todo ello, acompañado de instalaciones habilitadas para realizar barbacoas (parrillas, mesas y fuentes) y un bar.
En cualquier caso, la mayor parte de estos servicios únicamente están disponibles durante la época estival.
El pueblo cuenta con un activo equipo de fútbol sala que, en el pasado ha cosechado grandes logros a escala regional.
Antaño, el pueblo contaba con un campo de fútbol de hierba, situado en el paraje de las Valleas, hoy se halla en franco abandono.

### Pesca
El río Boeza ha sido tradicionalmente un gran curso fluvial para la práctica de la pesca, especialmente podemos destacar la presencia de salmónidos como la trucha. En tiempos pasados era, incluso, muy frecuente encontrar peces en las acequias y canales de riego que recorren el territorio de la villa.
No obstante, la actividad industrial río arriba, y la consiguiente contaminación, está terminando con la mayor parte de la vida acuática.